# Zachary Taylor

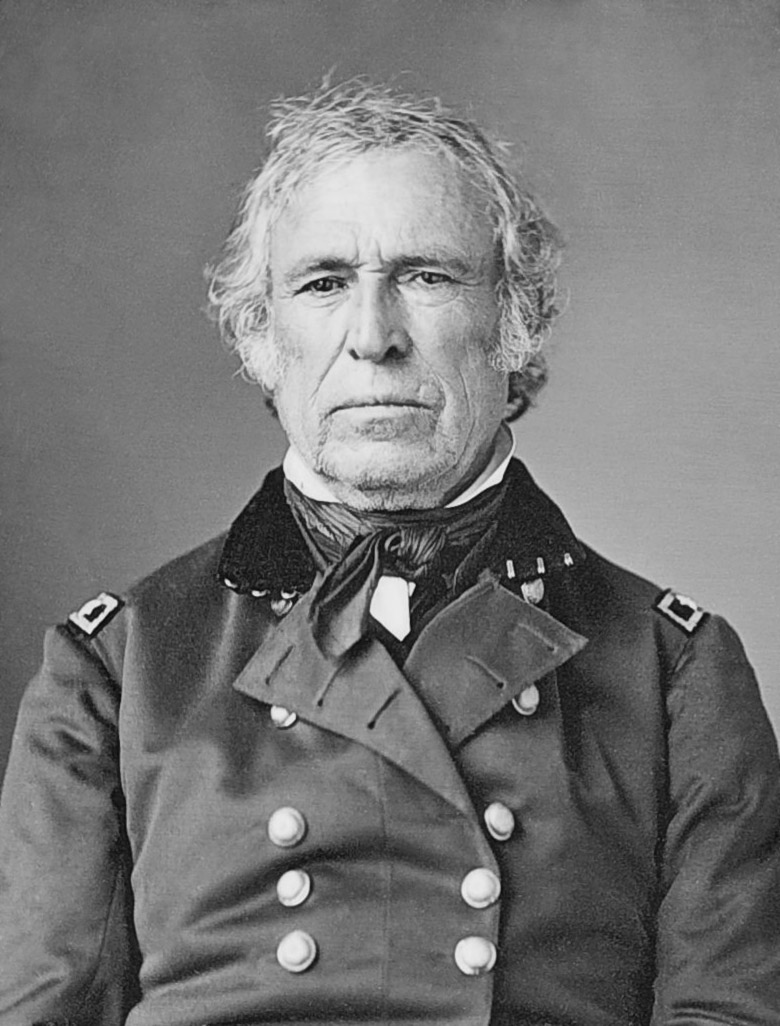
Taylor um 1843–1845

Zachary Taylor (* 24. November 1784 in Barboursville, Orange County, Virginia; † 6. Juli 1850 in Washington, D.C.) war der zwölfte Präsident der Vereinigten Staaten. Er amtierte vom 4. März 1849 bis zu seinem Tod und war nach William Henry Harrison der zweite Präsident, der während seiner Amtszeit verstarb.
Taylor wurde in eine wohlhabende Pflanzer-Familie geboren und wuchs im Grenzland, der „Frontier“, von Kentucky auf. Wie sein ältester Bruder entschied sich Taylor für die Laufbahn als Offizier und trat 1808 der United States Army bei. Daneben bewirtschaftete er eigene Plantagen und betätigte sich als Bodenspekulant, so dass er am Lebensende über bedeutenden Wohlstand verfügte. Als militärischer Führer machte er erstmals während des Britisch-Amerikanischen Kriegs auf sich aufmerksam, als er 1812 Fort Harrison gegen einen Angriff von Indianern verteidigte. Nach kurzzeitiger Entlassung aus der Armee nach dem Krieg folgten mehrere dienstliche Verwendungen in der „Frontier“. In den 1830er Jahren kämpfte Taylor im Black-Hawk-Krieg und im Zweiten Seminolenkrieg, wo er 1837 bei Okeechobee die einzige offene Feldschlacht in diesem Konflikt herbeiführte. Danach kommandierte er einen das Indianerterritorium umfassenden Militärbezirk, der am Ende des Pfades der Tränen lag. Während des Mexikanisch-Amerikanischen Kriegs führte er eine eigene Armee, mit der er die Siege bei den Schlachten von Buena Vista, Palo Alto und Monterrey errang, was ihn zum Nationalhelden machte und 1847 die Beförderung zum Generalmajor einbrachte.
Im Jahr 1848 nominierte ihn die Whig Party zu ihrem Präsidentschaftskandidaten, nicht zuletzt weil sie mit Taylors Kriegsruhm ihre eigene Opposition gegen den Mexikanisch-Amerikanischen Krieg vergessen machen wollte. Folgerichtig führten die Whigs einen personalisierten, ausschließlich auf Taylor fokussierten Wahlkampf und verzichteten auf ein Programm. Bei der Wahl setzte er sich gegen den Demokraten Lewis Cass durch. Beherrschendes Thema seiner von politischer Unerfahrenheit gekennzeichneten Präsidentschaft war die Sklavenfrage, die die Debatte über die Aufnahme von New Mexico, Kalifornien und Utah in die Union bestimmte. Taylor umgab sich mit einem Kabinett, dem es an Einfluss auf den Kongress fehlte, und er selbst zeigte wenig Bemühen, sich eine Basis in Repräsentantenhaus oder Senat zu verschaffen. Er näherte sich während seiner Amtszeit immer mehr dem abolitionistischen Nordstaaten-Flügel der Whigs an und entfremdete sich von den Pflanzern der Südstaaten. Noch bevor dieser Konflikt im Kompromiss von 1850 vorübergehend beruhigt werden konnte, starb Taylor nach nur 16 Monaten im Amt. Die größte von nur wenigen Errungenschaften seiner historiographisch überwiegend negativ bewerteten Amtszeit war der Abschluss des Clayton-Bulwer-Vertrags. Außerdem wird Taylors standfeste Verteidigung der Union gegenüber ersten Sezessionsbestrebungen der Sklavenstaaten positiv hervorgehoben.

## Leben

### Familie und Erziehung

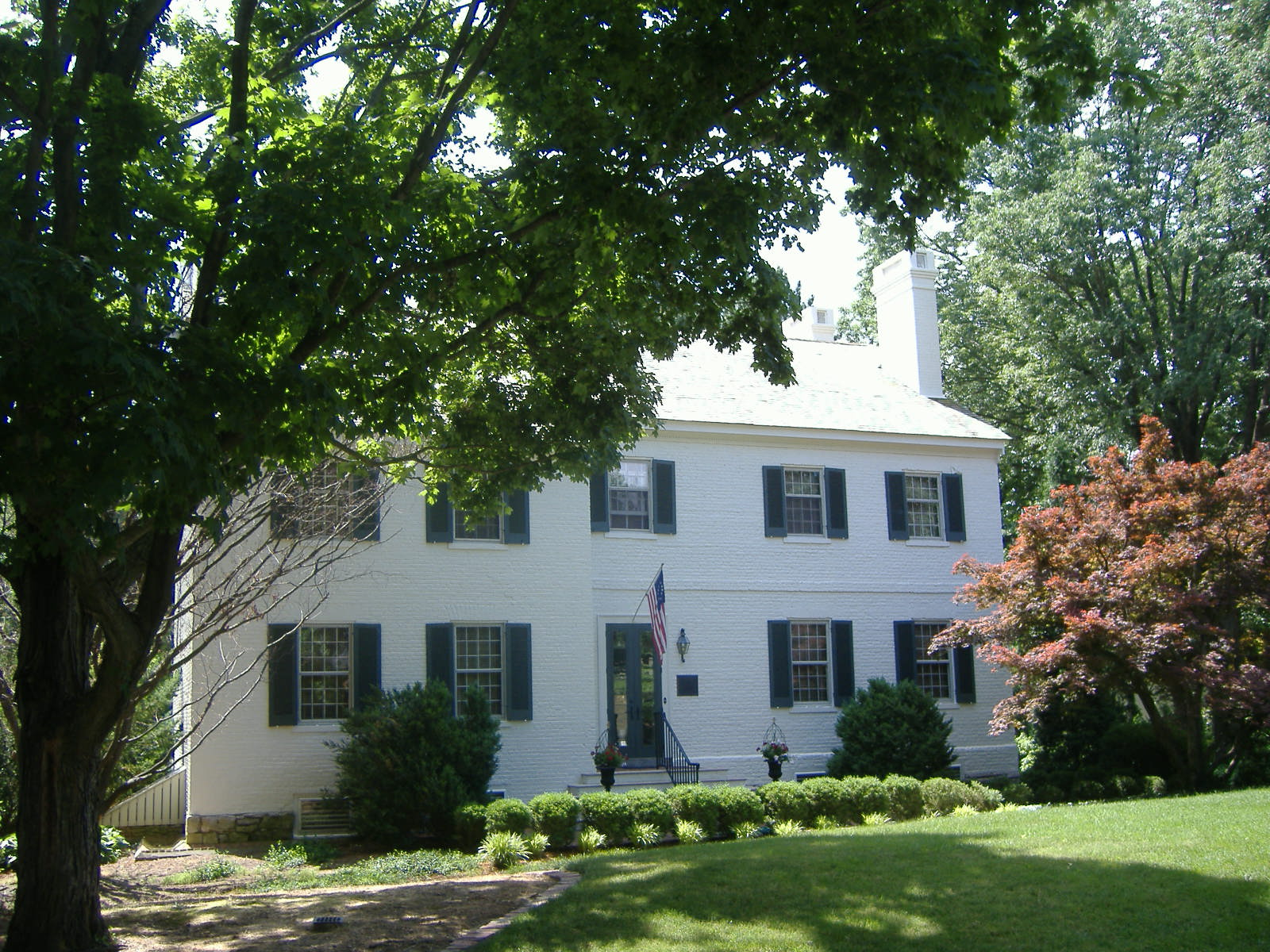
Das Zachary Taylor House in Louisville (2008); hier verlebte der spätere Präsident Kindheit und Jugend.

Taylor kam am 24. November 1784 auf der Plantage Montebello im Orange County in Virginia als drittgeborener Sohn und eines von insgesamt neun überlebenden Kindern von Richard Taylor (1744–1829) und Sarah Dabney Taylor (1760–1822), geborene Strother, zur Welt. Der Geburtsort lag nahe Montpelier, dem Landsitz des späteren Präsidenten James Madison, der sein Cousin 2. Grades war. Taylors Vater war während des Amerikanischen Unabhängigkeitskrieges Offizier in der Kontinentalarmee, zeitweise Abgeordneter in der Virginia General Assembly und Mitglied einer der bedeutendsten Pflanzer-Familien des Bundesstaates, die seit 150 Jahren in Amerika lebte. 1779 heiratete er seine Frau, die ebenfalls aus wohlhabenden Verhältnissen stammte. Für seinen Offiziersdienst erhielt er eine umfangreiche Landschenkung nahe Louisville in Kentucky. Da Taylors Plantage in der Tidewater-Region kleiner war und durch übermäßigen Tabakanbau der Boden auslaugte, entschloss er sich zum Umzug. Für eine erste Erkundung ließ er die schwangere Frau mit beiden Söhnen in Virginia bei einem Cousin zurück, wo schließlich Zachary Taylor geboren wurde. Nachdem der Vater das Land bei Louisville in Besitz genommen und für die Besiedlung vorbereitet hatte, holte er nach sieben Monaten die Familie nach. Im August 1785 bezogen die Taylors schließlich die wenige Kilometer östlich von Louisville am Beargrass Creek liegende, 160 Hektar große Plantage Springfield.
Taylor wuchs im damaligen Grenzland der Vereinigten Staaten, der in den Augen der Siedler durch „Wildnis“ geprägten „Frontier“ auf. Die im weiteren Sinne europäischen Siedler sahen sich im Recht, diese Wildnis zu bewohnen und ökonomisch nutzbar zu machen, und dabei den Indigenen auch gegen ihren Willen die von Gott gewollte Ordnung und Kultur zu bringen. Dabei fassten sie die Indianer als heidnische Wilde auf, die es zu bekehren galt. Diese hingegen sahen das Vordringen der Siedler als einen Angriff auf ihre Rechte und ihre wirtschaftlich-kulturellen Grundlagen an. Die zugewanderten Bewohner mussten aus diesem Grund bis zum Sieg von Anthony Wayne in der Schlacht von Fallen Timbers im Jahr 1794 immer wieder mit Angriffen dieser Wilden rechnen und sich, was für Europäer inzwischen ungewohnt war, vor gefährlichen und häufig unbekannten Tieren in Acht nehmen. So lernte Taylor früh, wie spätere Historiker mutmaßten, mit Bedrohungslagen umzugehen. Obwohl der Vater Friedensrichter und Abgeordneter in der State Legislature war und als Bodenspekulant bald über erheblichen Grundbesitz verfügte, genoss Taylor nur eine spärliche Schulbildung. Lesen und Schreiben erlernte er, wie in der dünn besiedelten „Frontier“ üblich, von der Mutter. Schwerpunkt der Erziehung war die praktische Ausbildung in Plantagenwirtschaft und Selbstversorgung. Taylor wurde später zu einem fähigen Pflanzer und gewitzten Geschäftsmann. Neben seiner militärischen Karriere erwirtschaftete er in längeren Phasen der Dienstbefreiung bedeutenden Wohlstand in Form von Grundbesitz. Taylor maß der Bildung seiner Kinder einen hohen Wert bei.

### Militärische Laufbahn

#### Anfänge als junger Offizier
Spätestens als der älteste Bruder William im Februar 1807 den Dienst als Artillerieoffizier antrat, erwachte Taylors Interesse an einer militärischen Laufbahn. Zur Zeit seiner Bewerbung bestand wegen der Chesapeake-Leopard-Affäre akute Kriegsgefahr mit dem Vereinigten Königreich Großbritannien und Irland, weshalb die United States Army um annähernd das Dreifache vergrößert wurde. Aufgrund dieses enormen Aufwuchses erhielt Taylor sofort ein Offizierspatent mit einer Verpflichtungszeit von fünf Jahren. Im Mai 1808 wurde er als Oberleutnant in das 7. Infanterieregiment eingestellt und entwickelte sich im Weiteren zu einem Vorgesetzten, der bei Äußerlichkeiten wie zum Beispiel Stil und Uniform ungezwungen bis zur Nachlässigkeit war, aber mit strenger Hand führte und das Kriegshandwerk verinnerlichte. Das Regiment stand unter dem Kommando von Oberst William Russell und wurde gerade aufgestellt. Taylor wurde nach Washington und Maysville in Kentucky abgeordnet, um dort Freiwillige zu werben. Bis April 1809 hatte er eine Kompanie rekrutiert und schiffte sich mit ihr nach New Orleans ein, um die Truppen von Brigadegeneral James Wilkinson zu verstärken. Gesundheit und Moral der dort stationierten Soldaten war wegen der katastrophalen hygienischen Bedingungen und der Nähe zum Nachtleben von New Orleans, das mit Alkoholismus und Geschlechtskrankheiten einherging, in einem äußerst besorgniserregenden Zustand.
Schließlich ordnete Kriegsminister Henry Dearborn den Abzug aus New Orleans nach Natchez an. Trotzdem verlegte Wilkinson mit seinen Truppen im Juni nur ungefähr 20 km flussabwärts des Mississippi nach Terre aux Boeufs im heutigen St. Bernard Parish. Das Lager wurde in einer sumpfigen Ebene aufgeschlagen, die sich einen Meter unter dem Flussniveau erstreckte, und litt unter mangelhafter Lebensmittelversorgung. Insbesondere die Soldaten aus Kentucky, die zuvor in ihrer Heimat noch einen extrem kalten Winter erlebt hatten, litten unter hoher Sterblichkeit. Wie viel Taylor von dieser Episode mitbekam ist unklar, da er im Mai und Juni das Kommando über Fort Pickering nahe Memphis innehatte und seine Rückkehr nach New Orleans fraglich ist. Eine Überlieferung besagt, dass er in Terre aux Boeufs an Gelbfieber erkrankte und zur Erholung in den Heimaturlaub entlassen wurde. Gesichert ist sein Aufenthalt in Louisville ab September; während dieser Zeit lernte er im benachbarten Jefferson County seine spätere Frau Margaret Mackall Smith kennen. Wie auch immer blieb ihm das Schicksal vieler seiner Kameraden erspart, von denen knapp die Hälfte gestorben war, bis Wilkinson schließlich im September Natchez erreichte.

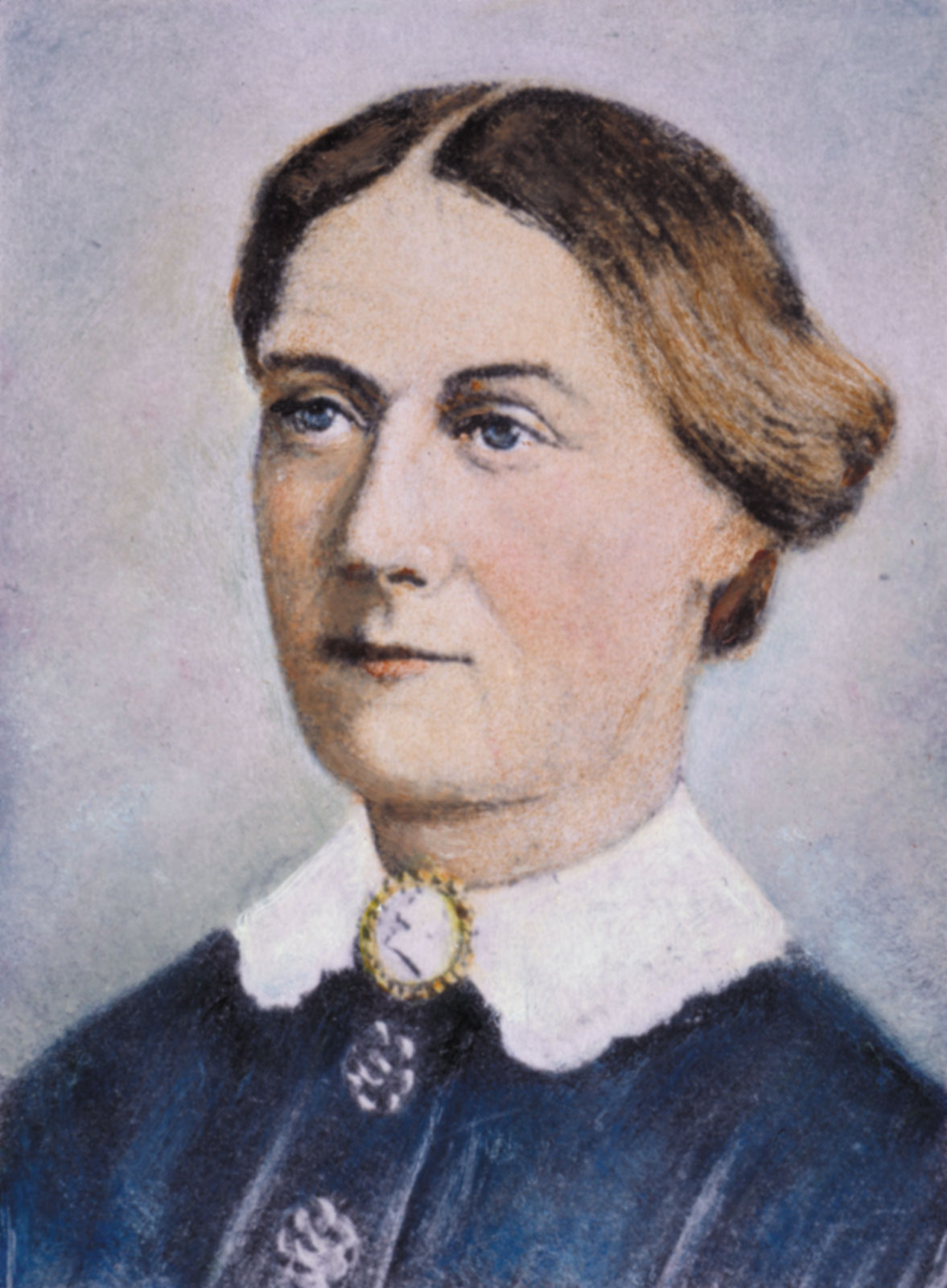
Margaret Taylor (Zeichnung von Lila G. A. Woolfall aus dem Buch Presiding Ladies of the White House, 1903)

Taylor und Smith heirateten am 21. Juni 1810. Seine Frau stammte aus einer Pflanzerfamilie in Calvert County, Maryland und war eine streng gläubige Episkopalistin. Taylor und seine Frau blieben einander lebenslang verbunden. Im April nächsten Jahres kam ihre erste Tochter, Ann, zur Welt. Margaret schenkte noch fünf weiteren Kindern das Leben, von denen insgesamt vier das Erwachsenenalter erreichten. Vom Vater erhielt Taylor 130 Hektar Land als Hochzeitsgeschenk, womit seine Karriere als Grundbesitzer und Bodenspekulant begann. Im November desselben Jahres wurde er zum Hauptmann befördert. Als Taylor im April 1811 in das Indiana-Territorium beordert wurde, hatte sich die Kriegsgefahr mit Großbritannien gelegt, weshalb die Armee nun an der westlichen Staatsgrenze stationiert wurde, die zu dieser Zeit der Ohio River bildete. Sie sollte die Siedler gegen Überfälle der Indianer schützen. Die Truppen waren über eine Kette von vielen Forts verteilt, die in der Regel eine Besatzung von um die 20 Mann und zwei Offizieren hatten. Taylor wurde mit dem Kommando über Fort Knox betraut, das im heutigen Vincennes am Wabash River liegt. Da sein Vorgänger vor dem Kriegsgericht angeklagt war, einen untergebenen Offizier erschossen zu haben, war Taylors Auftrag, die militärische Ordnung wiederherzustellen, was ihm schnell gelang. Im August machte er sich auf den Weg nach Frederick (Maryland), wo er als potenzieller Zeuge im Kriegsgerichtsverfahren gegen Wilkinson vorgeladen war. Wilkinson stand für sein Verhalten in Terre aux Boeufs und die Verwicklung in die „Burr-Verschwörung“ unter Anklage. Außerdem waren Wilkinsons enge Beziehungen zu Spanien, die später als verräterisch aufgedeckt wurden, Thema der Verhandlung. Noch bevor Taylor in den Zeugenstand gerufen werden konnte, kam es zum Freispruch. Danach kehrte Taylor nach Louisville zurück und wurde erneut mit der Anwerbung von Freiwilligen betraut.

#### Britisch-Amerikanischer Krieg

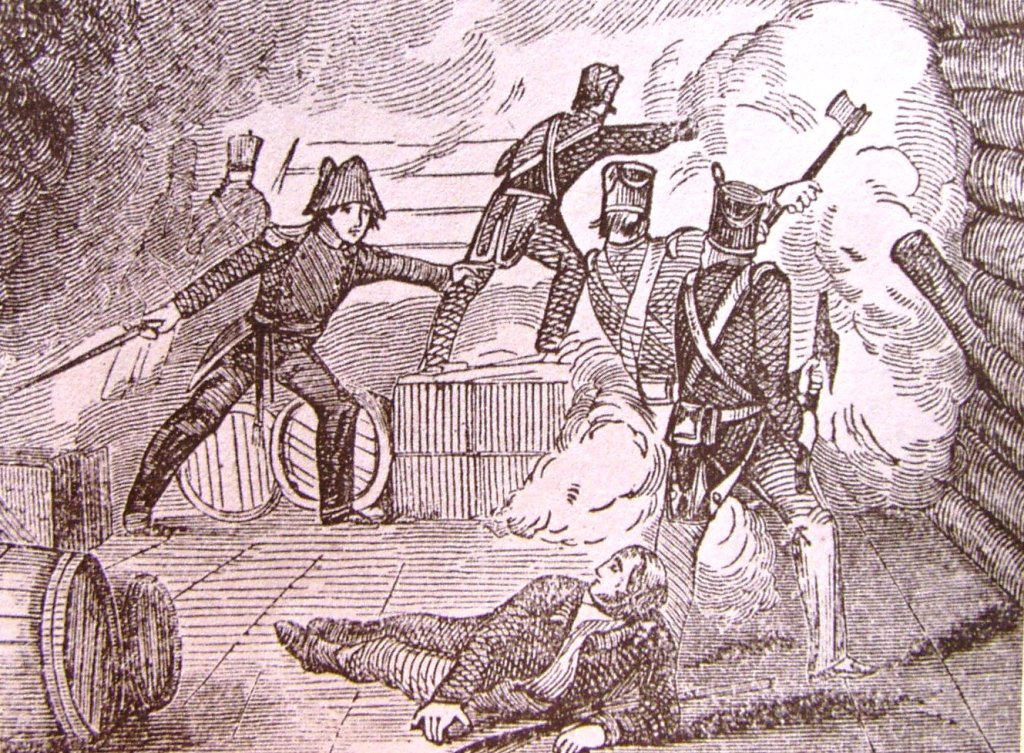
Taylor (linke Bildmitte) bei der Verteidigung von Fort Harrison (Holzschnitt unbekannten Datums, aus dem National Constitution Center, Philadelphia)

Im Zuge der Vorbereitungen für den Britisch-Amerikanischen Krieg erhielt Taylor im April 1812 den Befehl, eine Kompanie Rekruten in das nördlich von Vincennes am Ostufer des Wabash im heutigen Terre Haute gelegene Fort Harrison zu führen. Auf dem Marsch und auch nach Ankunft in der Garnison Anfang Mai hatten die Soldaten mit Krankheiten zu kämpfen, so dass Taylor Anfang September über nicht einmal 20 gesunde Männer verfügte. Im Juni erklärte Präsident Madison dem Vereinigten Königreich den Krieg. Ursächlich dafür war nicht nur, wie offiziell verlautbart, die Praxis der Royal Navy, amerikanische Seeleute zwangsweise zu rekrutieren, sondern auch, dass Großbritannien die Indianer gegen die Vereinigten Staaten aufstachelte. Anfang August war Taylor sicher, dass ein Angriff durch Indianer kurz bevorstand, nicht zuletzt da die Briten und der mit ihnen verbündete Tecumseh seit Kriegsbeginn mehrere Stützpunkte der Amerikaner, am bedeutendsten davon Detroit, erobert hatten. Am Morgen des 4. September wurden außerhalb des Forts zwei skalpierte Siedler gefunden und am Abend näherte sich Häuptling Joseph Lemar unter weißer Flagge mit einem Gefolge von 40 Indianern, die aus Winnebago, Kickapoo, Potawatomi und Shawnee bestanden und als Anhänger des „Shawnee-Propheten“ Tenskwatawa erkennbar waren, dem Stützpunkt. Lemar bat darum, ihnen am nächsten Tag Nahrungsmittelhilfe zu gewähren, da seine Leute vom Hungertod bedroht seien. Taylor erkannte darin schnell eine Falle, da dieses Vorgehen eine bekannte List der Indianer war, zumal alle diese Stämme aus dem nördlichen Indiana-Territorium kamen und im Jahr zuvor bei der Schlacht bei Tippecanoe gegen Gouverneur William Henry Harrison gekämpft hatten.
Kurz vor Mitternacht kam es zu einer Attacke von mehr als 400 Mann gegen das Fort, wobei sie eine Blockhütte innerhalb der Befestigung in Brand setzen konnten. In dieser Notsituation, der sich zwei Soldaten durch Desertion entzogen, zeigte Taylor Führungsstärke, indem er reaktionsschnell mit klaren Kommandos die Soldaten beruhigte und die Löscharbeiten koordinierte. Danach ließ er bis zur Morgendämmerung eine behelfsmäßige, mannshohe Brustwehr errichten, um die durch den Brand entstandene Lücke in der Befestigung zu füllen. Am Ende wurde der Angriff abgewehrt, wobei zwei Soldaten fielen. Die Angreifer zogen sich daraufhin etwas zurück, brandschatzten die nähere Umgebung und umzingelten das Fort. Nach einem Hilfeersuchen von Gouverneur John Gibson, der von der Belagerung erfuhr, entsetzte Russell Fort Harrison am 16. September. Taylor erntete große Anerkennung für die Verteidigung von Fort Harrison und wurde im Oktober 1812 durch Präsident Madison mit dem Brevet-Rang eines Majors gewürdigt; es war die erste Auszeichnung dieser Art im Krieg von 1812. Dieser erste amerikanische Sieg im Krieg stoppte den Vormarsch von Briten und mit ihnen verbündeten Indianern zumindest im Indiana-Territorium.
Taylors nächste Verwendung war die als Chef des Stabes unter General Samuel Hopkins, der Fort Harrison als Operationsbasis nutzte und umfangreich Milizen einsetzte. Ein Feldzug zur Zerstörung einer Kickapoo-Siedlung am Illinois River endete im Oktober 1812 wegen Nachschubproblemen und mangelnden Kampfesmutes der Truppen in einem kompletten Fehlschlag. Bei einer weiteren Mission im Folgemonat marschierten die Truppen entlang des Wabash Rivers nordwärts nach Prophetstown und vernichteten einige Indianersiedlungen. Die Indianer verlegten sich auf Hinterhalte und mieden eine offene Feldschlacht. Taylor entwickelte in dieser Zeit eine sehr niedrige Meinung über die Leistungsfähigkeit von Milizen und setzte sie später deshalb ungerne ein. Danach war Taylor auf Heimaturlaub in Louisville und leitete im Anschluss von Fort Knox die Personalgewinnung im Indiana-Territorium und Illinois. Nach einem erfolglos verlaufenen sommerlichen Feldzug unter dem Kommando von Russell kehrte er nach Vincennes zurück und holte in Erwartung einer längeren Stehzeit in Fort Knox die Familie nach. Dort wurde die zweite Tochter Sarah Knox geboren. Im Jahr 1814 konzentrierte sich die amerikanische Kriegsführung im Westen auf die Verteidigung des oberen Mississippi-Tals. Dazu wurde Taylor im Frühjahr zu General Benjamin Howard versetzt, der von St. Louis aus die Truppen im Missouri-Territorium befehligte. Beide befürchteten, dass die Briten beabsichtigten St. Louis einzunehmen, da diese bereits die Forts in Prairie du Chien und das in Rock Island (Illinois) erobert hatten, das an der Einmündung des Rock River in den Mississippi lag. Howard plante deswegen, selbst zum Rock River zu marschieren, dort mehrere indianische Siedlungen zu zerstören und auf dem Rückweg ein Fort an der Einmündung des Des Moines River in den Mississippi zu bauen. Vor dem Abmarsch erkrankte der General schwer und betraute Taylor mit dieser Operation.

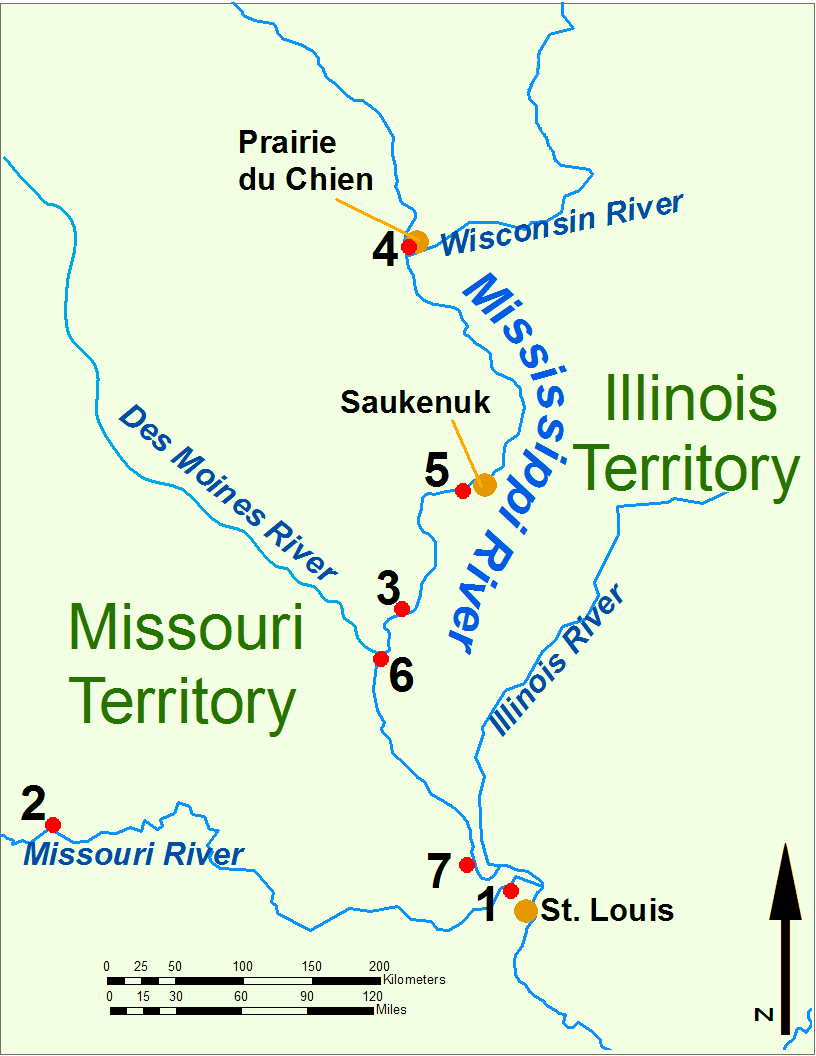
Übersichtskarte zum Verlauf des Britisch-Amerikanischen Kriegs im oberen Mississippi-Tal mit dem Gefecht um Credit Island (5) und dem aufgegebenen Fort Johnson (6)

Ende August 1814 verließ Taylor mit einer Truppe von 430 Mann auf acht verstärkten Keelboats St. Louis. Nach wenigen Tagen brachen die Masern aus, so dass viele Soldaten noch vor der Feindberührung unter starker Erschöpfung litten. Am 4. September erreichten sie den Rock River, sichteten Indianer und lagerten für die Nacht auf einer Flussinsel nahe dem heutigen Davenport (Iowa). In der frühen Morgendämmerung wurden sie angegriffen, konnten die Indianer jedoch auf das südlich gelegene Credit Island zurückwerfen. Bald gerieten sie vom westlichen Flussufer aus unter Granatfeuer durch ein Infanteriegeschütz der British Army, die mit 30 Soldaten ihre Verbündeten unterstützte. Angesichts dieser Feuerunterstützung und einer Unterlegenheit von 1:3 befahl Taylor nach einem Kriegsrat den Rückzug. Trotz der faktischen Niederlage blieb als ein Erfolg dieser Unternehmung, dass zukünftig keine feindlichen Truppen mehr südlich von Credit Island operierten. Wie von Howard angeordnet, ließ Taylor an der Einmündung des Des Moines Rivers in den Mississippi ein Fort errichten. Ende Oktober wurde er noch vor der Fertigstellung der Befestigung nach St. Louis zurückbeordert, da General Howard verstorben war. Im November übernahm Russell das Kommando im Missouri-Territorium und Taylor kehrte nach Vincennes zurück, wo er bis zum Kriegsende blieb.
Im Herbst 1814 störte er sich daran, dass sein regulärer Rang immer noch Hauptmann war. Dies hing mit der Praxis zusammen, dass Beförderungen nur innerhalb eines Regiments und nicht in der Armee insgesamt erfolgten; Taylor konnte also erst befördert werden, wenn ein entsprechender Dienstposten in seinem Regiment frei wurde. Er machte für den Karrierestillstand Oberst William P. Anderson verantwortlich, der einen Groll gegen ihn hegte, seitdem er einen Befehl von ihm selbständig abgeändert und einen Rekrutierungsoffizier zur Unterstützung von Gouverneur William Clark in das Missouri-Territorium befohlen hatte. Tatsächlich hatte Anderson eine Serie von Briefen an Kriegsminister James Monroe geschrieben und sich über Taylor beschwert. Taylor bat unter anderem General Hopkins und den Repräsentanten Jonathan Jennings, sich für ihn einzusetzen. Taylor erkundigte sich in einem Brief an den Generaladjutant Parker, inwieweit Beschwerden anderer über seine Person einer Beförderung entgegenstanden. Am 2. Januar 1815 antwortete Parker, dass er einen sehr guten Ruf im Kriegsministerium habe und teilte ihm die zum 1. Februar wirksam werdende Beförderung zum Major mit. Am 1. März 1815 entschied jedoch der Kongress angesichts des Friedens von Gent die Armee von 60.000 auf 10.000 Mann zu verkleinern. Taylor wurde zwar im aktiven Dienst belassen, aber da sein Regiment mit drei anderen zusammengeschlossen wurde, auf den Dienstgrad Hauptmann herabgestuft. Nachdem er nach Washington, D.C. gereist war, in seiner Sache erfolglos vorgesprochen und selbst Präsident Madisons Einsatz für ihn nicht gefruchtet hatte, lehnte er am 9. Juni 1815 das Offizierspatent ab und setzte sich in Louisville zur Ruhe.

#### Rückkehr in die Armee und Jahre im Routinedienst
Taylors anfängliche Freude, das Leben als Familienvater und Pflanzer zu genießen, wurde bald von Langeweile abgelöst. Als ihm ein freigewordener Major-Dienstposten im 3. Infanterieregiment unter Oberst John Miller angeboten wurde, akzeptierte er und trat am 17. Mai 1816 wie auch sein Bruder wieder der Army bei. Nach der Geburt der dritten Tochter Octavia Taylor meldete er sich im späten September bei General Alexander Macomb in Detroit zum Dienst, der ihm ab dem Frühling des nächsten Jahres mit dem Kommando über Fort Howard am Fox River im heutigen Green Bay betraute. Der Militärposten war von hoher Bedeutung, da er das nordwestliche Ende der damaligen „Frontier“ bildete, das überwiegend von Franzosen besiedelt war. Das wuchtige Fort lag an exponierter Stelle, womit es die immer noch pro-britischen Indianer der Umgebung einschüchtern sollte. Zuerst war Taylor mit der Fertigstellung der Festung beschäftigt. Wegen Unterstellungsfragen kam es zum Zerwürfnis zwischen Macomb und Taylor. In dieser Zeit befreundete er sich mit Oberstleutnant Thomas Jesup, der sein wichtigster Mentor und Förderer in der Armee wurde. Im September 1818 wurde Taylor beurlaubt und kehrte für ein Jahr nach Louisville zurück.
Dort beaufsichtigte er die Rekrutierungsstellen seines Regiments und wurde am 20. April 1819 zum Oberstleutnant befördert. Im Juni empfingen ihn Präsident Monroe und General Andrew Jackson bei einem Frühstück in Frankfort; er begleitete den Präsidenten beim Besuch des Repräsentanten Richard Mentor Johnson. Kurz nach der Geburt der vierten Tochter Margaret Smith wechselte Taylor im August 1819 in das 8. Infanterieregiment unter Oberst Duncan Lamont Clinch. Im März 1820 meldete er sich bei seinem Regiment nahe dem Stammesgebiet der Choctaw, das eine Militärstraße vom Pearl River bis an die Golfküste nach Bay St. Louis, Mississippi baute. Die Familie lebte derweil bei der Schwester seiner Gattin in St. Francisville in Louisiana. Dort erkrankten Margaret und ihre vier Töchter an Malaria. Im September 1820 erfuhr Taylor, der das Bauprojekt mittlerweile abgeschlossen hatte, vom Tod der beiden jüngsten Töchter. Im nächsten Jahr wechselte er in das 7. Infanterieregiment und errichtete im November vor dem Hintergrund des Adams-Onís-Vertrags an der neu gezogenen Südwestgrenze nahe Natchitoches Fort Selden, das im Folgejahr durch das stärkere Fort Jesup abgelöst wurde.
Bis 1832 folgten weitere typische Kommandierungen für den Routinedienst eines Armeeoffiziers in der „Frontier“: Er war von Oktober 1821 bis März 1824 in Baton Rouge stationiert und danach bis Dezember 1826 Inspizient der Personalgewinnung im westlichen Militärbezirk, wo er die meiste Zeit über in Louisville bei der Familie verbringen konnte. Während dieser Verwendung wurden die Tochter Mary Elizabeth und der Sohn Richard geboren. Im Anschluss diente er bis Mai 1828 als Garnisonskommandant in New Orleans. Bis Juli 1829 hatte er das Kommando über Fort Snelling inne und danach das über Fort Crawford in Prairie du Chien. Wie überall in der Armee vor der Wirtschaftskrise von 1837 war Taylor mit Rekruten geringer Qualifikation konfrontiert, bei denen es sich häufig um Zuwanderer handelte. So klagte er als Kommandant von Fort Crawford regelmäßig über den verbreiteten Alkoholismus und Desertionen in der Mannschaft. Ab Juli 1830 war er für längere Zeit auf Heimaturlaub und für kurze Zeit in Baton Rouge sowie New Orleans eingesetzt, bis er im Herbst 1831 zu seinem Ärger zurück nach Fort Crawford befohlen wurde, was er so lange wie möglich hinauszögerte. Erst im Mai 1832 traf er in Fort Armstrong ein, wo er Nachfolger des kurz zuvor verstorbenen Oberst Morgan als Kommandeur des 1. Infanterieregiments wurde.

#### Black-Hawk-Krieg

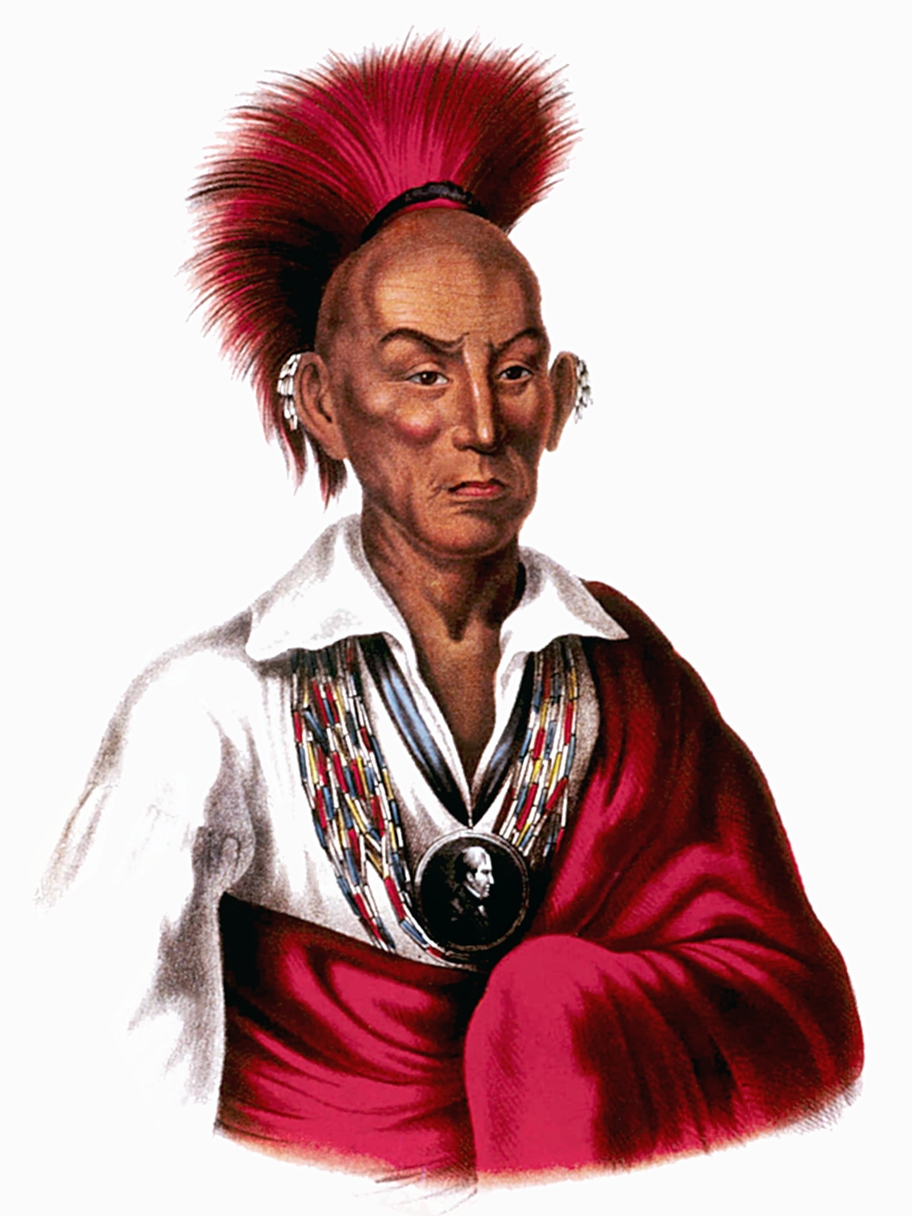
Skizze von Black Hawk (Charles Bird King, 1837)

Ab 8. Mai 1832 befehligte Taylor das verstärkte 1. Infanterieregiment im dreimonatigen Black-Hawk-Krieg. Der Konflikthintergrund war das zunehmende Vordringen weißer Siedler in das Territorium der Sauk und Winnebago. Ab Frühjahr 1831 begann ein bedeutender Teil der im nördlichen Illinois und nordwestlich von Rock Island lebenden Sauk sich unter Führung von Häuptling Black Hawk gegen ihre Verdrängung zu wehren. Der Kriegsanlass war Black Hawks Entschluss, im April 1832 Land östlich des Mississippis zurückzugewinnen, das General Edmund P. Gaines ihnen im Jahr zuvor abgenommen hatte. Dazu überquerte er mit mehreren hundert Indianern, die meisten davon Frauen und Kinder, den Fluss und zog – durch das von Taylor stark kritisierte Zögern des Brevet-Brigadegenerals Henry K. Atkinson ermutigt – entlang des Rock River nordostwärts. Als Gouverneur John Reynolds Atkinson endlich zum Handeln bewegte, befahl dieser Taylor, sich mit seinen Truppen in Dixon einem größeren Milizverband anzuschließen und von dort aus Black Hawk zu verfolgen. Nachdem sich dessen Spur verloren hatte, blieb Taylor in Dixon und errichtete dort ein Fort als Operationsbasis für die weitere Suche.
Einmal kam es zu einer Befehlsverweigerung durch einen Milizsoldaten, der von seinem Offizier gedeckt wurde, was Taylors Vorbehalte gegen das Volksheer weiter verstärkte. Am 26. Juli 1832 begann Taylor mit der Verfolgung des mittlerweile aufgespürten und sich zurückziehenden Black Hawk. Am 1. August wurde er an der Einmündung des Bad Axe Rivers in den Mississippi gestellt und seine Streitmacht am nächsten Tag in einem Gefecht, das mehr einem Massaker glich, fast vollständig aufgerieben, da die Sauk am vermeintlich rettenden westlichen Ufer des Mississippi von feindlich gesinnten Sioux erwartet wurden. Taylor traf erst sehr spät auf dem Schlachtfeld ein und spielte keine entscheidende Rolle. Black Hawk wurde am 25. August gefangen genommen und in Fort Crawford interniert, wo Taylor mittlerweile das Kommando übernommen hatte. Anfang September überführten die beiden Offiziere Robert Anderson und Jefferson Davis Black Hawk in die Obhut von General Winfield Scott.
Wesentlich folgenreicher als der Black-Hawk-Krieg war für Taylor die Liebesbeziehung, die sich ab 1832 zwischen der zweitältesten Tochter und seinem Adjutanten Davis entwickelte. Er war gegen eine Hochzeit, weil er keine seiner Töchter mit einem Offizier verheiratet wissen wollte, um ihnen die damit verbundenen Entbehrungen im Familienleben zu ersparen. Bald entstand zwischen Davis und Taylor eine große persönliche Abneigung. Da Davis Hausverbot für die Quartiere Taylors erhielt, musste das Paar die Treffen ausgefeilt planen. Die Situation entspannte sich ab März 1833, weil Davis für zwei Jahre zu einem Dragonerregiment versetzt wurde, was ihrem intensiven Briefwechsel keinen Abbruch tat. Als Davis’ Entlassungsgesuch aus der Armee für Ende Juni 1835 bewilligt wurde, heiratete er Sarah Knox am 17. Juni 1835 ohne Einverständnis des Vaters im Hause einer Tante der Braut nahe Louisville. Als Taylor davon erfuhr, akzeptierte er es und hegte keinen Groll gegen die beiden. Die Hochzeitsreise führte das Paar flussabwärts des Mississippi zu einem älteren Bruder von Davis. Dort infizierten sich beide im August mit Malaria, an der Sarah am 15. September verstarb. Dieser Verlust war die größte Tragödie in Taylors Leben.

#### Zweiter Seminolenkrieg

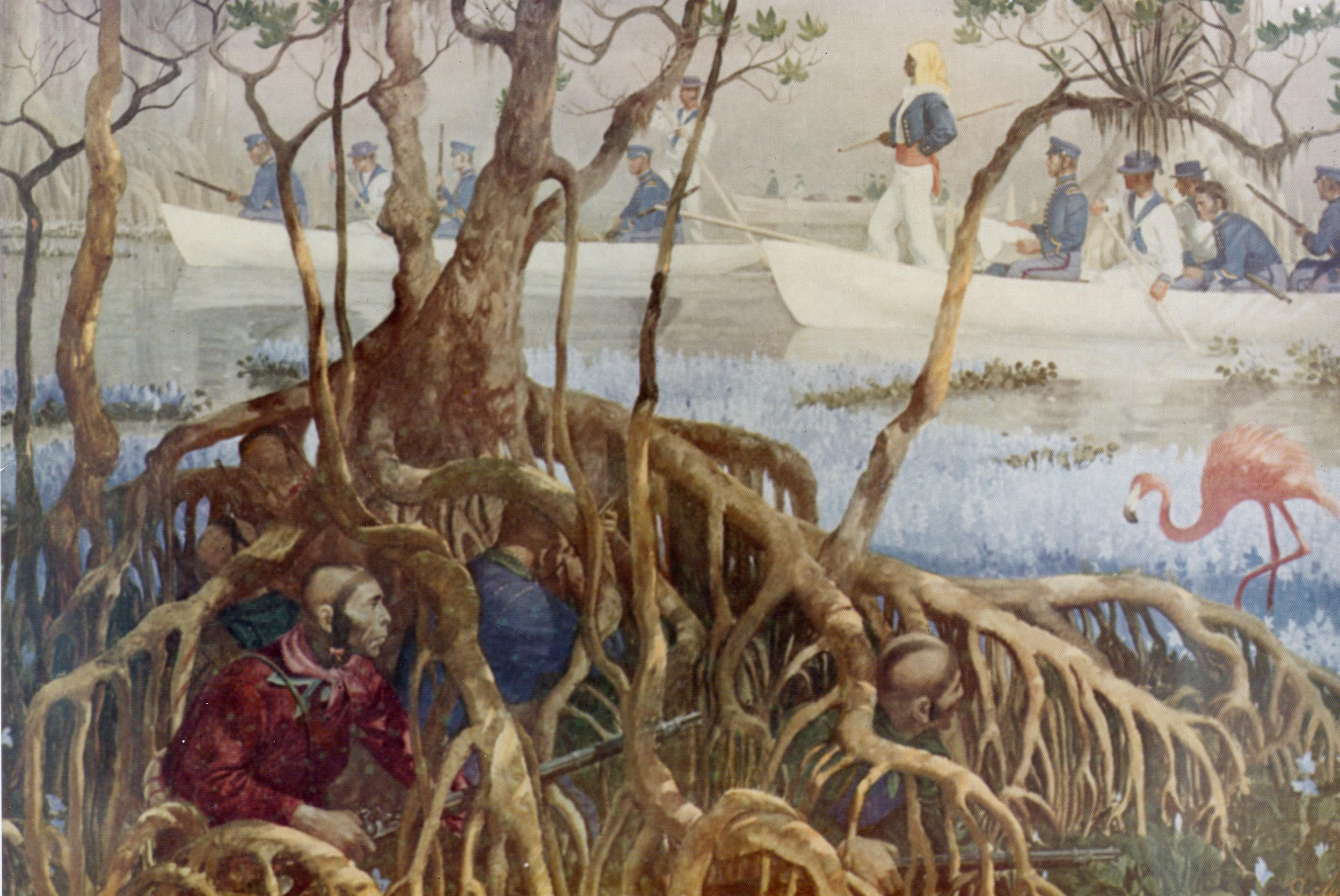
Marineinfanteristen durchkämmen die Mangroven nach Seminolen (Darstellung des United States Marine Corps, zwischen 1835 und 1842)

Nach dem Black-Hawk-Krieg war Taylor bis zum Sommer 1837 in Fort Crawford stationiert. Dort bestand seine Aufgabe unter anderem darin, das Indianerterritorium jenseits des Mississippi vor eindringenden Bergleuten und dem Import von Alkohol zu schützen, wobei er eng mit dem Bureau of Indian Affairs zusammenarbeitete. Im Sommer 1835 unterstützte er mit seiner Garnison ein Straßenbauprojekt östlich des heutigen Portages über eine Strecke von ungefähr 170 Kilometern. Ab November 1836 war er für einige Monate im westlichen Bezirkskommando nahe St. Louis eingesetzt. In dieser Phase vor der Wirtschaftskrise von 1837 verzeichnete er als Pflanzer die größten Gewinne durch Bodenspekulationen und Baumwollanbau. Nachdem das erste Infanterieregiment im Juni 1837 an die Südwestgrenze befehligt worden war, änderte das Kriegsministerium kurz darauf die Pläne und schickte es in das Florida-Territorium. Der Grund lag darin, dass es Oberbefehlshaber Jesup dort nicht gelang, den Zweiten Seminolenkrieg zu beenden. Im Gegenteil heizte er den Konflikt durch die heimtückische Gefangennahme Häuptling Osceolas, der unter weißer Flagge einen Waffenstillstand aushandeln wollte, im Oktober 1837 noch weiter an, zumal Osceola nur einen Monat später unter fragwürdigen Umständen in der Haft starb.
Dieser Krieg war von allen militärischen Auseinandersetzungen der United States Army mit den Indianern eine der teuersten, desillusionierendsten und am wenigsten beachteten. Dies lag weniger an der Kampfstärke der Seminolen, sondern vielmehr an dem Geschick, mit dem sie das Gelände ausnutzten und sich dem Gegner entziehen konnten. Taylor landete Mitte November in Fort Brooke in Tampa Bay und hatte etwa 1400 Mann unter seinem Kommando, darunter reguläre Soldaten aus zwei Infanterieregimentern, Milizen aus Missouri und verbündete Indianer der Lenni Lenape und Shawnee. Er erhielt als Operationsgebiet das südliche Florida zwischen Kissimmee River und den Everglades. Jesup gab ihm Befehl, tief in das Siedlungsgebiet der Seminolen vorzudringen und dann entlang des Kissimmee Rivers in Richtung des Okeechobeesees zu marschieren. Dabei sollte er alle Streitkräfte der Seminolen vernichten, auf die er traf. Anfang Dezember erreichten sie das Quellgebiet des Kissimmee und errichteten dort Fort Gardiner, bevor sie am Westufer des Flusses Richtung Süden marschierten. Taylor stellte einige Seminolenkrieger und ließ sie in Forts internieren. Darunter war Ote Emathla, bei den Weißen als „Springer“ bekannt und einer der Anführer des Dade-Massakers vom 28. Dezember 1835, bei dem zwei Kompanien der Armee mit mehr als hundert Mann vollständig vernichtet worden waren.
Am Weihnachtstag 1837 stieß Taylor auf eine Abwehrstellung der Seminolen am Okeechobeesee. Dies war eine der seltenen Gelegenheiten, in der sie zu einer derartigen Defensivtaktik griffen. Die 380 bis 480 Seminolen stellten die durch Palmen und hochgewachsenes Gras verdeckte Gefechtslinie hinter einem knapp einen Meter tiefen Sumpf auf. Ihre Schwäche war, dass sie aus drei unterschiedlichen Gruppen bestanden, die mit „Alligator“, „Wildkatze“ und Sam Jones jeweils einen eigenen Führer hatten und unabhängig voneinander operierten. Taylors taktischer Ideenreichtum war beschränkt und zeigte eine Vorliebe für Frontalangriffe. Kurz nach Mittag schickte er deshalb einen Trupp Milizsoldaten aus Missouri, die unerfahrensten Männer, entgegen dem Protest ihres Einheitsführers Richard Gentry als Plänkler nach vorne. Möglicherweise tat er dies, weil er sie wegen ihrer Impulsivität und Unorganisiertheit als geeignete erste Angriffswelle gegen einen gleichfalls wenig diszipliniert kämpfenden Gegner sah. Wahrscheinlich aber spricht aus dieser Entscheidung Taylors Geringschätzung von Milizen. In der zweiten Linie folgten Angehörige des 4. und 6. Infanterieregiments, während Taylor die stärkste Einheit, das 1. Infanterieregiment, als Reserve zurückbehielt. Außerdem schickte er zwei berittene Kompanien aus, um den linken Flügel des Gegners zu umgehen. Die Seminolen ließen die Milizen nahe an ihre Stellung heranrücken, bis sie das Feuer eröffneten. Als Gentry fiel, löste sich ihre Linie auf. In der zweiten Linie nahm das 6. Infanterieregiment am rechten Flügel große Verluste hin; fast alle Offiziere dieser Einheit fielen. Am linken Flügel hingegen zogen sich die Seminolen nach schwacher Gegenwehr schnell zurück. Als die berittenen Kompanien die Seminolen an ihrer linken Seite fassten, warf Taylor das in Reserve gehaltene Regiment ins Gefecht, das letztendlich mit einem Bajonettangriff am rechten Flügel die Seminolen aus ihrer Stellung werfen konnte. Nach einer Kampfdauer von zweieinhalb Stunden hatte Taylor mit 26 Gefallenen und über hundert Verwundeten einen Pyrrhussieg errungen, da sich die Seminolen bei bedeutend geringeren Verlusten einer weiteren Verfolgung entziehen konnten und so kein strategischer Fortschritt gemacht wurde. Es blieb die einzige offene Feldschlacht im zweiten Seminolenkrieg. Sie brachte Taylor große Anerkennung und den Brevet-Rang eines Brigadegenerals ein.
Folgenreicher waren die psychologischen Auswirkungen der Schlacht bei Okeechobee, die große Beachtung fand. Es entstand eine Kontroverse zwischen Taylor und Missouri: Während dieser der Miliz aus Missouri, die bis auf Gentry fast keine Verluste zu beklagen hatte, Feigheit vor dem Feind vorwarf, kreidete ihm die Öffentlichkeit Missouris an, die Miliz geopfert zu haben, um die regulären Truppen zu schonen. Die State Legislature Missouris verabschiedete konkrete Anklagepunkte gegen Taylor. Kriegsminister Joel Roberts Poinsett gab ihm volle Rückendeckung und verhinderte einen Untersuchungsausschuss in dieser Angelegenheit. Die Schlacht bei Okeechobee brachte Taylor den Spitznamen „Old Rough and Ready“ (deutsch: „Altes Raubein“) ein, da er im Verlauf des Gefechts gemeinsam mit seinen Männern durch den Sumpf auf die feindliche Stellung zugewatet war. Weitere Suchaktionen in den Everglades blieben erfolglos, weshalb sich Taylor darauf beschränkte, die Seminolen von besiedelten Regionen abzuhalten. Im Frühling 1838 ergab sich „Alligator“ mit hunderten Gefolgsleuten. Im Mai erhielt Taylor in Nachfolge Jesups den Oberbefehl im Florida-Territorium und plante in einem Abnutzungskrieg, die Seminolen südöstlich einer Linie von St. Augustine nach Tampa Bay abzudrängen und so von ihrem Nachschub abzuschneiden. Die Gegner entzogen sich diesem Vorhaben mit Erfolg und als Taylor für die Suche Spürhunde einsetzen wollte, löste dies im Kongress Proteste aus. Ein weiterer Feldzug im Winter 1838/39 mit über 3500 Soldaten blieb gegen die Guerillataktik der Seminolen wirkungslos. Er entwickelte nun den sogenannten „squares“ (deutsch: „Quadrate“)-Plan, der das fragliche Territorium in gleich große quadratische Bezirke mit einer Seitenlänge von jeweils 32 km einteilte. Jeden dieser Distrikte sollte ein zentral gelegener Militärposten kontrollieren. Diese langfristig wahrscheinlich vielversprechende Vorgehensweise, die die Amerikaner im Vietnamkrieg und im Philippinisch-Amerikanischen Krieg wiederholten, war den Bewohnern Floridas zu passiv, so dass im März 1839 Generalmajor Macomb dorthin entsandt wurde. Dieser bemühte sich ohne Erfolg um eine diplomatische Lösung. Nach einem weiteren ergebnislosen Winterfeldzug bat Taylor im Februar 1840 um seine Ablösung und verließ im Mai das Florida-Territorium.

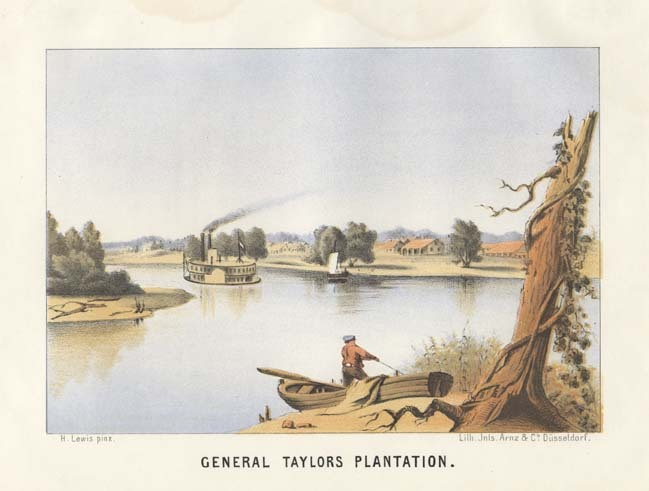
Taylors Plantage Cypress Grove (Zeichnung von Henry Lewis, etwa 1854–1857)

Im Anschluss war Taylor auf Heimaturlaub und danach für mehrere Monate in Baton Rouge und New Orleans eingesetzt, so dass er die Baumwollplantagen, die er seit 1823 in Louisiana besaß, beaufsichtigen konnte. Als sein früherer Vorgesetzter aus dem Britisch-Amerikanischen Krieg, William Henry Harrison, in das Weiße Haus zog, zeigte Taylor ein bisher unbekanntes politisches Interesse. Er beschwerte sich in einem Brief an den neuen Präsidenten über die „Korruption“ und „Nichteignung“ der Amtsvorgänger Jackson und Martin Van Buren. Da Harrison nur kurz nach der Amtseinführung starb, blieb die Korrespondenz ohne Konsequenzen. Es war die erste Gelegenheit, bei der sich Taylor als ein Anhänger der United States Whig Party zu erkennen gab.
Ab Juni 1841 diente er in Fort Gibson als Kommandeur des Zweiten Militärbezirks, der das Indianerterritorium umfasste. Das Fort, das wegen der krankmachenden Bedingungen berüchtigt war und als Hauptquartier später von Fort Smith abgelöst wurde, diente als Endpunkt des Pfades der Tränen: Die im Rahmen der Indianerpolitik der Vereinigten Staaten vertriebenen Indianer wurden bis hierhin deportiert. Ab Fort Gibson wurden sie dann auf das Indianer-Territorium verteilt. Unter Taylors Kommando entstanden im Indianer-Territorium die Forts Washita und Scott. Als zwischen der Republik Texas und Mexiko akute Kriegsgefahr bestand, hielt er die Indianer davon ab, die Gelegenheit für Raubzüge nach Texas auszunutzen. Dazu besuchte er in den Jahren 1842 und 1843 zwei große Ratsversammlungen der Prärie-Indianer. Während dieser Jahre verkaufte er drei Plantagen in Mississippi und Louisiana und erwarb die knapp 800 Hektar große, nördlich von Natchez liegende Plantage Cypress Grove inklusive 80 Sklaven als neuen Familiensitz. Die wenigen überlieferten Zeugnisse in diesem Kontext deuten darauf hin, dass Taylor seine Sklaven vergleichsweise gut behandelte und auf ihre Gesundheit sowie Ernährung achtete.

#### Mexikanisch-Amerikanischer Krieg

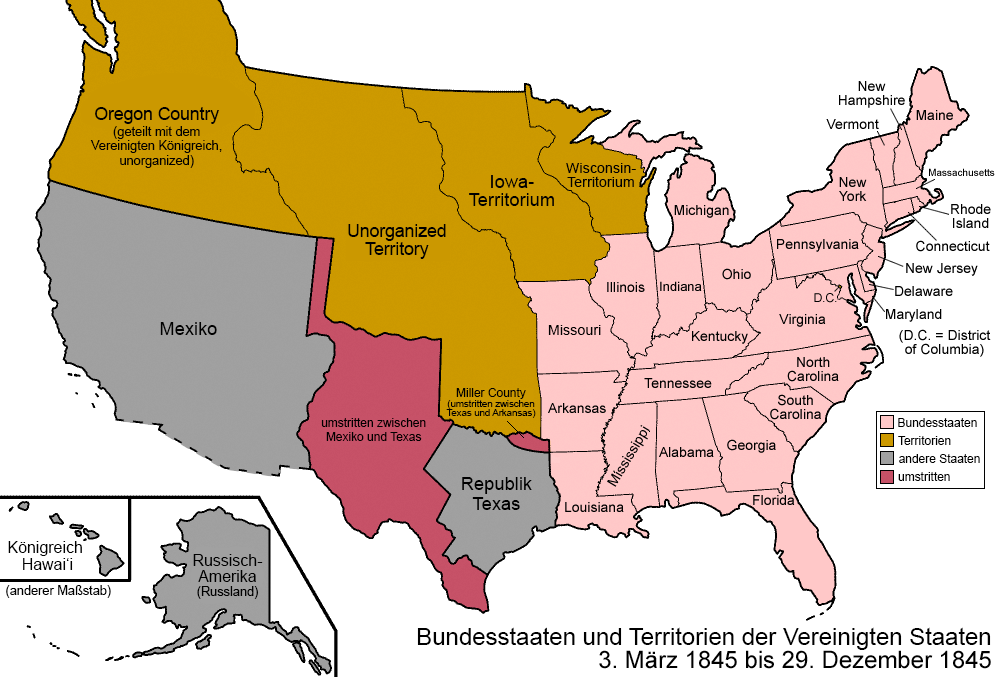
Bundesstaaten und Territorien der Vereinigten Staaten im Jahr 1845 inklusive der zwischen Texas und Mexiko umstrittenen Gebiete (rot)

##### Von Fort Jesup nach Matamoros
Im April 1844 wurde Taylor Kommandeur des Ersten Militärbezirks mit Fort Jesup als Dienstsitz, das nur durch den Sabine River von der Republik Texas getrennt war. Damit verbunden war der Befehl über den Kern eines noch aufzustellenden Korps. Der Auftrag von Taylors sogenannter „Army of Observation“ („Beobachtungsarmee“) war der Schutz von Texas, das die Aufnahme als Bundesstaat in die Union debattierte, gegen eine mexikanische Intervention. Kern des Konflikts waren die zwischen Mexiko und Texas umstrittenen Grenzfragen. Während Mexiko den Nueces River als Grenze betrachtete, beanspruchte Texas ein Territorium das über 200 km darüber hinaus bis an den Rio Grande reichte. Trotz der Vorbehalte des texanischen Präsidenten Sam Houston war eine klare Mehrheit für die von Mexiko mit großem Widerwillen betrachtete Annexion absehbar und die Kriegsgefahr entsprechend hoch. Deswegen stand Taylor bereit, sofort die Westgrenze von Texas zu schützen, sollte ihn der amerikanische Gesandte in Texas, Andrew Jackson Donelson, anfordern. Als Präsident John Tyler im Juni 1844 die Annexion nicht durch den Senat brachte, ließ der Druck auf die „Beobachtungsarmee“ nicht nach. Anfang nächsten Jahres traf Taylor per Zufall den früheren Schwiegersohn Davis. Die beiden entwickelten trotz erheblicher politischer Meinungsunterschiede eine sehr enge Beziehung. Als nur wenige Tage vor der Amtseinführung von James K. Polk der Anschluss von Texas doch noch verabschiedet wurde, war die nächste Hürde ein Konvent in Texas am 4. Juli 1845. Donelson drängte die Texaner Ende Juni, offiziell um Schutz durch die „Beobachtungsarmee“ zu bitten. Dies war ganz im Sinne von Polk, denn obwohl die öffentliche Meinung und die meisten Offiziere Taylors gegen die Einmischung in diesen Grenzstreit waren, stand er auf Seiten der Texaner. Laut George Gordon Meade, zu dieser Zeit Leutnant in der „Beobachtungsarmee“, war selbst Taylor Gegner des Anschlusses von Texas an die Vereinigten Staaten. Taylor entschied sich für das am Südufer des Nueces Rivers gelegene Corpus Christi als Feldlager und erhielt von Kriegsminister William L. Marcy strikte Order, jede Feindseligkeit gegen die mexikanische Armee zu unterlassen.

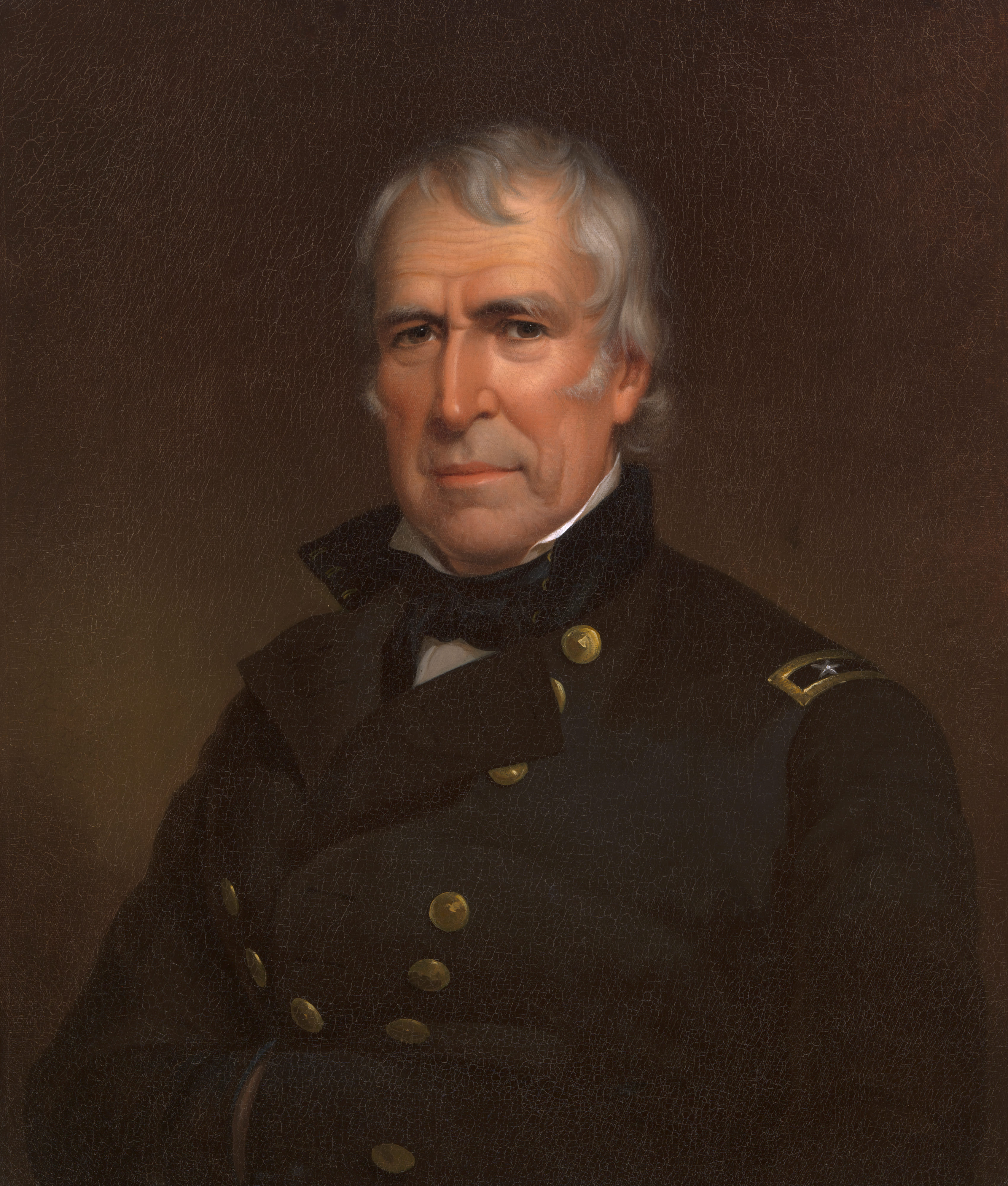
Taylor als General (Gemälde von James Lambdin, 1848)

Mitte August 1845 erreichte Taylor mit dem 3. Infanterieregiment das Südufer des Nueces Rivers und begann mit dem Bau eines Feldlagers. Schon bald betrug die Truppenstärke in Corpus Christi deutlich über 4000 Mann, was knapp die Hälfte der gesamten Army ausmachte. Als sich das 2. Dragonerregiment unter Führung von David Twiggs auf einer alternativen Marschroute über das Landesinnere dem Camp näherte, beschloss Taylor diesem mit nur wenigen Männern entgegenzureiten, um es in San Patricio zu treffen. Ausritte dieser Art waren typisch für Taylor und für Offiziere seines Ranges die Ausnahme. Da Polk trotz der Weigerung Mexikos weiter versuchte, den Verkauf eines Teils des umstrittenen Territoriums, der als „Amerikanischer Südwesten“ bekannt war, sowie von Oberkalifornien zu erreichen, blieb die „Beobachtungsarmee“ länger als erwartet in Corpus Christi. Bald taufte Taylor seine Streitkräfte in „Army of Occupation“ („Besatzungsarmee“) um. Er nutzte die Zeit und setzte für die Verbände umfangreiche Manöver an, da seine Truppen bisher nur operative Erfahrungen auf Kompanieebene hatten.
Aus dieser Ruhephase vor dem Krieg sind einige persönliche Beobachtungen von Zeitzeugen zum Charakter Taylors überliefert, die sein lässiges Auftreten und den Umstand betonen, dass er fast nie eine ordnungsgemäße Uniform trug. Als sich die Wartezeit bis in den Spätherbst hinzog, sank die Moral der „Army of Occupation“, wozu die rasch um das Camp entstehenden Spielhallen und Bordelle ihren Teil beitrugen. Es kam zudem zu Übergriffen von Armeeangehörigen gegen in der Nähe des Camps lebende Mexikaner. Nach einem besonderen Vorkommnis ordnete Taylor eine Heerschau an, um die Disziplin wiederherzustellen. Über die Frage, wer die Truppen zu diesem Anlass Taylor vorführen sollte, entbrannte ein Streit zwischen den Obersten William J. Worth und Twiggs. Taylor entschied sich für Twiggs, der zwar eine höhere Dienststellung aber keinen Brevet-Rang eines Brigadegenerals wie Worth hatte. Dieser Zwist spaltete die ganze Armee und ließ Oberst Ethan A. Hitchcock eine Beschwerdeschrift in Form eines Runden Robins an den Senat schicken, um gegen diesen Entscheid zu protestieren. Von dieser Entwicklung angewidert, sagte Taylor daraufhin die Heerschau ab.
Nachdem sich der mexikanische Präsident José Joaquín de Herrera im Dezember 1845 geweigert hatte, den amerikanischen Unterhändler John Slidell zu empfangen, kehrte dieser zurück. Polk war nach diesem Affront zum Krieg entschlossen und befahl Taylor an den Rio Grande, also an den äußersten Rand des von Texas beanspruchten Territoriums, womit er die Verantwortung über Krieg und Frieden auf die Ebene der Feldkommandeure delegierte. Taylor, der inzwischen über drei Infanteriebrigaden verfügte und seiner Abneigung getreu auf die mögliche Verstärkung durch Milizen verzichtete, entschied sich für den Landweg nach Heroica Matamoros, während Versorgung und Ausrüstung über den Seeweg transportiert werden sollten. Als ihm Marcy Begleitschutz durch die amerikanische Flotte versagte, gewann er Kommodore David Conner und die von ihm befehligte Home Squadron als Unterstützung in Form von zwei Kanonenbooten. Am 1. März verließ die Vorhut Corpus Christi. Wie erwartet stieß Taylor bis zum Erreichen des Arroyo Colorados auf keinen Widerstand. Dort war am Südufer des Flusses eine kampfbereit scheinende Kavallerieeinheit der mexikanischen Armee in Stellung. Noch vor Eintreffen der dritten Brigade wagte Taylor einen Angriff, der von Brevet-General Worth geführt wurde. Am anderen Ufer angekommen, stellten sie jedoch fest, dass sich die Mexikaner zurückgezogen hatten. Taylor ritt daraufhin mit einem Dragonerregiment nach Port Isabel, um es für den Nachschub zu sichern, und ließ den Rest der Armee ein Camp kurz vor Matamoros in Palo Alto aufschlagen. In Port Isabel waren das Versorgungsschiff und die beiden Kanonenboote bereits eingetroffen, so dass Taylor den Offizier John Munroe mit dem Kommando über die Nachschubbasis betraute und zur Hauptstreitmacht zurückkehrte. Am 28. März nahm diese eine günstige Stellung am Nordufer des Rio Grandes gegenüber Matamoros ein. Noch vor dem Abmarsch aus Corpus Christi hatte Taylor strikte Order ausgegeben, die Rechte der mexikanischen Bürger zu achten. Während sich die Armee in dieser Phase noch an die Vorgabe hielt, wurden Übergriffe auf die Zivilbevölkerung später nach Überschreiten des Rio Grandes ein ernsthaftes Problem, das Taylor nicht mehr unter Kontrolle brachte.
Am Tag ihrer Ankunft war von Feindseligkeit wenig zu spüren, so dass die Soldaten ungestört im Fluss schwimmen gehen konnten. Taylor entsandte am Nachmittag Worth, um mit dem mexikanischen General Francisco Mejia zu verhandeln. Dieser weigerte sich mit jemand anderem als Taylor selbst zu sprechen und ließ seinen Stellvertreter die Gespräche mit Worth führen, die zu keinem Ergebnis führten. Die Mexikaner forderten den Rückzug der „Army of Occupation“ und verweigerten Worth einen Besuch des amerikanischen Konsuls in Matamoros. Die Spannungen stiegen danach rasch an. Noch vor Einbruch der Dunkelheit errichtete die mexikanische Armee eine Brustwehr und brachte eine 12-Pfünder-Kanone in Stellung, die das amerikanische Camp, das den Namen Fort Texas trug, bestrich. Einige Tage später erfuhr Worth, dass der Präsident in seinem Streitfall mit Twiggs gegen ihn entschieden hatte, worauf er bei Taylor seinen Abschied einreichte und den Heimweg antrat. Das größte Problem der „Army of Occupation“ zu dieser Zeit war Desertion, die sich verstärkte, als zwei Dragoner, die nach Heroica Matamoros gelangten, dort wie Ehrengäste behandelt worden waren. In der Armee waren viele Ausländer, vor allem Deutsche und Iren, deren Patriotismus oft gering war, da ihnen die volle Staatsbürgerschaft verweigert worden war. Vor allem die katholischen Iren zeigten sich anfällig für Desertionen, da sie vom Katholizismus Mexikos angelockt wurden. Mitte April wurden zwei Offiziere außerhalb des Lagers tot aufgefunden. Für ihren Tod war wahrscheinlich der separatistische Politiker und General Antonio Canales Rosillo verantwortlich, der aus der mexikanischen Armee desertiert war. Die Lage verschärfte sich Ende April durch die Ablösung von General Mejia durch Mariano Arista, der eine Truppe vom mehr als 3000 Mann mitführte und den Auftrag hatte, Taylors Armee zu vernichten. Am 25. April legte eine starke Kavallerieeinheit Aristas einen Hinterhalt nördlich des Rio Grande und nahm eine Patrouille der „Army of Occupation“ gefangen, wobei elf Amerikaner fielen. Dies war der erhoffte Kriegsanlass und Taylor meldete dem Präsidenten, dass „nun die Feindseligkeiten als begonnen betrachtet werden könnten“.
Am 8. Mai berief Polk sein Kabinett ein, um über das weitere Vorgehen im Falles Mexikos zu beraten. Die Nachricht von Taylor hatte ihn zu diesem Zeitpunkt noch nicht erreicht. Dafür war inzwischen der Gesandte Slidell aus Mexiko eingetroffen, dessen Abweisung durch Herrera vom Präsidenten als nationale Beleidigung aufgefasst wurde, die einen Krieg rechtfertigte. Außerdem beruhigte sich zu dieser Zeit der Grenzdisput mit Großbritannien im Pazifischen Nordwesten, da Außenminister James Buchanan kurz davor stand, eine Einigung zu erreichen, die den 49. Breitengrad als Grenze zwischen der Provinz Kanada und den Vereinigten Staaten vorsah. Wegen dieser Entspannung im Oregon Boundary Dispute sah Polk die Gefahr eines Zweifrontenkriegs mit Großbritannien und Mexiko als äußerst gering an. Im Kabinett votierten nur Buchanan und Marineminister George Bancroft gegen einen Krieg mit Mexiko. Als ihn am nächsten Abend die Nachricht Taylors über den Ausbruch der Feindseligkeiten erreichte, gab er zwei Tage später, am 11. Mai, eine Kriegserklärung vor dem Kongress ab. Die Begründung lautete, dass „amerikanisches Blut auf amerikanischem Boden vergossen worden sei“, wobei Polk auf subtile Art die Schuld für die prekäre Lage der „Army of Occupation“ auf Taylor schob. Im Kongress erhielt die Kriegserklärung Polks eine überwältigende Mehrheit; als prominente Gegner traten nur John C. Calhoun und Thomas Hart Benton in Erscheinung. Das Kapitol bewilligte die Aushebung einer Freiwilligenarmee von bis zu 50.000 Mann. Diese Mehrheit spiegelte keine Kriegsbegeisterung wider, sondern lediglich die als patriotische Verpflichtung wahrgenommene Rettung der gefährdeten Armee Taylors. In großen Teilen der Bevölkerung herrschte das Gefühl vor, von Präsident Polk gegen ihren Willen mit manipulativen Mitteln in den Mexikanisch-Amerikanischen Krieg gedrängt worden zu sein.

##### Die Schlachten von Palo Alto und Resaca de la Palma

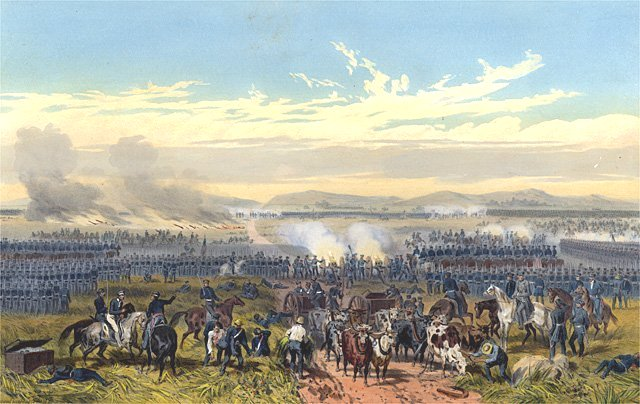
Schlacht von Palo Alto (Lithografie nach einer Zeichnung von Carl Nebel, 1851)

Taylors Position am Rio Grande war zusehends gefährdet, weshalb er lediglich die Stellung hielt, um die zwischenzeitlich angeforderte Verstärkung abzuwarten. Problematisch war, dass sich die Amerikaner auf Fort Texas und das knapp 50 km entfernte Port Isabel verteilten. Als Taylor das Fort ausreichend befestigt und mit knapp 500 Mann Besatzung gesichert hatte, verlegte er am 1. Mai nach Port Isabel, da er hier einen Angriff der mexikanischen Generale Arista und Pedro de Ampudia erwartete, die den Rio Grande mit zwei Brigaden überquerten. Kurz nach Taylors Abmarsch begann Ampudia mit dem Bombardement von Fort Texas, das sich aber halten konnte. Nachdem Verstärkung aus der Heimat eingetroffen war und Taylor Port Isabel gut verteidigt wusste, marschierte er am 7. Mai zurück nach Matamoros. Am folgenden Tag stieß er gegen Mittag bei Palo Alto auf die Infanterie Aristas, die bald durch die eintreffenden Truppen Ampudias verstärkt wurde. Insgesamt befehligte Arista somit knapp 3300 Mann, wodurch die „Army of Occupation“ in der Schlacht von Palo Alto mit einem Verhältnis von 1:2 in der Unterzahl war.
Taylor positionierte die schwere Artillerie aus 18-Pfünder-Kanonen im Zentrum und streute zwischen seine fünf Infanterieregimenter vier leichte Batterien ein. Um den aus Port Isabel mitgeführten Tross an seiner rechten Flanke zu schützen, verwendete er eine neuartige Form mobiler Artilleriegeschütze, die den mexikanischen Kanonen an Reichweite, Treffgenauigkeit und Sprengkraft weit überlegen waren. Taylor folgte der Schlacht Tabak kauend auf seinem Pferd „Old Whitey“. Dank der überlegenen Artillerie wurden zwei Kavallerieattacken General Anastasio Torrejóns auf den Tross abgewehrt. Als im Chaparral Feuer ausbrach und Rauchentwicklung die Sichtweite erheblich einschränkte, schwiegen die Waffen für eine Stunde. Danach folgten zwei weitere erfolglose Kavallerieattacken der Mexikaner, deren rechter Flügel unter dem Granatfeuer kurz vor dem Zusammenbruch stand. Als der mexikanischen Artillerie die Munition ausging, zog Arista seine Truppen am frühen Abend zurück auf eine unmittelbar an das Schlachtfeld anschließende Hochebene. Zwar hatte die mexikanische Armee mit 92 Gefallenen weitaus empfindlichere Verluste erlitten als die „Army of Occupation“ mit neun Gefallenen, aber Arista hielt weiterhin eine starke Stellung. Die Auswirkung der Schlacht war weniger taktischer als psychologischer Natur. Taylor hatte mit dem Erfahrungshorizont der Indianerkriege der Artillerie bisher kaum Wert beigemessen, aber erkannte jetzt ihre Schlagkraft. Tragischerweise war Major Ringgold, der erheblichen Anteil an der praktischen Entwicklung der mobilen Artillerie gehabt hatte, unter den Gefallenen. Auf die Moral der Truppen Aristas, die der verheerenden Wirkung der Artillerie hilflos gegenübergestanden hatten, wirkte sich die Schlacht von Palo Alto äußerst negativ aus.

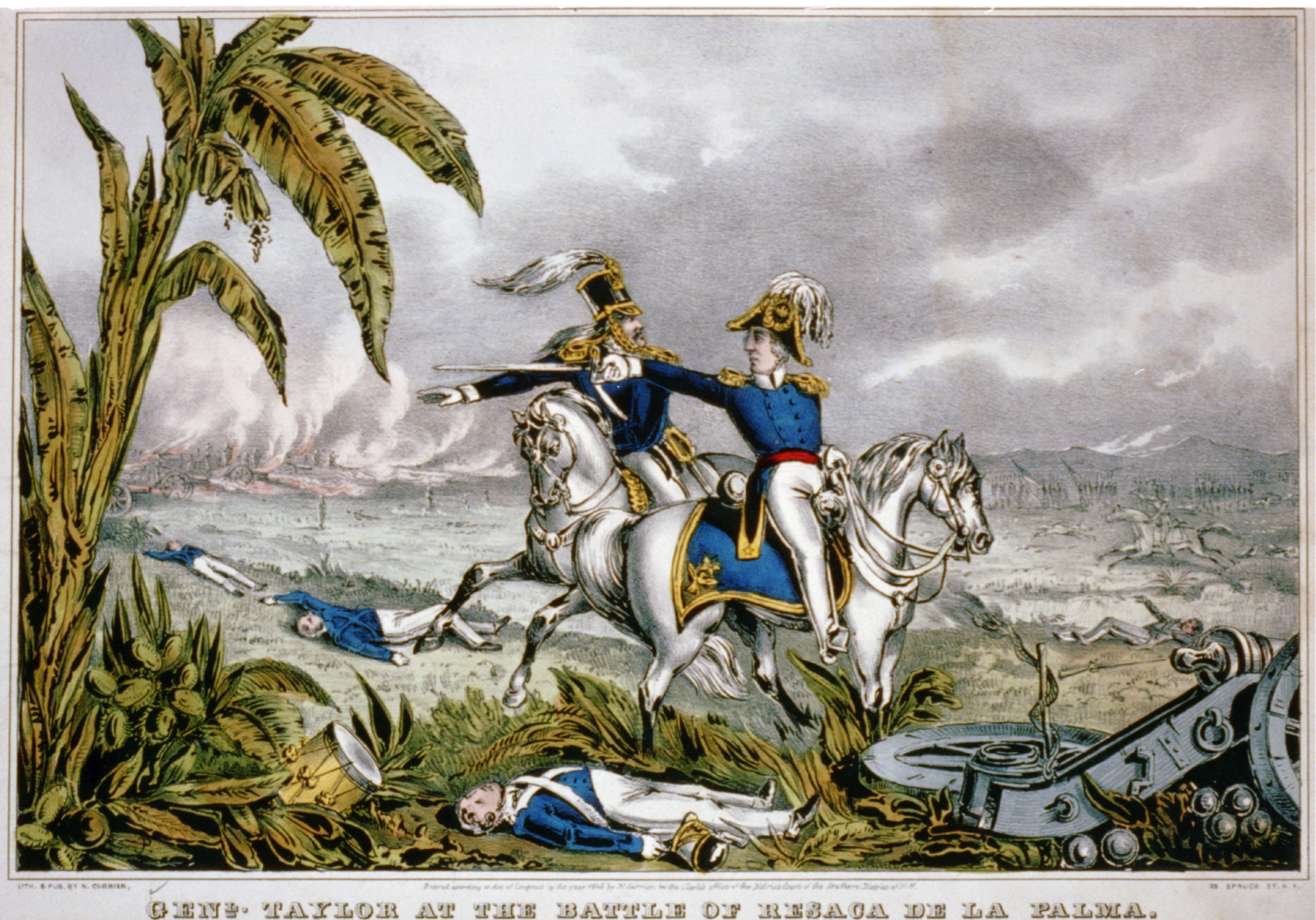
Taylor (rechts, auf dem Pferde sitzend) während der Schlacht von Resaca de la Palma (Lithografie von Currier and Ives, 1854)

Am frühen Morgen des folgenden Tages trat Arista mit seiner Armee den Rückzug Richtung Matamoros an und bezog knapp 10 km hinter Palo Alto bei einem ausgetrockneten Flussarm des Rio Grandes namens Resaca de la Palma neue Stellung. Dabei verteilte er seine Truppen derart weit, dass ihre zahlenmäßige Überlegenheit weitgehend bedeutungslos wurde. Gegen die Mehrheit seines Stabs befahl Taylor die Verfolgung Aristas. Als Taylor am frühen Nachmittag Resaca de la Palma erreichte, hoffte er erneut, die Überlegenheit der Artillerie entscheidend ausspielen zu können, was aber der dicht bewachsene, die Sichtweite signifikant einschränkende Chaparral verhinderte. Deswegen konzentrierte Taylor den Angriff auf die Straße nach Matamoros, die durch eine mexikanische Batterie gehalten wurde. Eine Dragonereinheit unter Hauptmann Charles May führte die Attacke, konnte die Batteriestellung nehmen und einige Gefangene machen, wurde aber rasch von mexikanischer Infanterie zurückgeworfen. Auf der anderen Seite des Schlachtfelds wehrte die mobile Artillerie unterdessen eine Kavallerieattacke von Torrejón ab. Nach Mays Scheitern befahl Taylor Oberst William G. Belknap mit dem 8. Infanterieregiment die mexikanische Batterie zu nehmen und zu halten, was dieser umsetzen und zudem General Rómulo Díaz de la Vega gefangen nehmen konnte. Als die übrigen Linien der Mexikaner den Verlust dieses zentralen Punktes ihrer Stellung beobachteten, brachen sie zusammen und flohen vollkommen ungeordnet über den Rio Grande, wobei viele von ihnen ertranken. Taylor schätzte die Anzahl der Toten auf der mexikanischen Seite auf 300, während Arista sie offiziell mit 154 bezifferte. Die „Army of Occupation“ beklagte 49 Gefallene. Typischerweise verzichtete Taylor auf eine energische Verfolgung des geschlagenen Gegners. In Matamoros erfuhr er, dass der Kommandant Jacob Brown bei der Belagerung von Fort Texas ums Leben gekommen war, aber die Verteidiger nur wenig Verluste erlitten hatten. Er ordnete die Umbenennung der Befestigung in Fort Brown an.
Nachdem er am 17. Mai ein Waffenstillstandsangebot Aristas abgelehnt hatte und dieser sein Ultimatum verstreichen ließ, setzte die „Army of Occupation“ am nächsten Tag über den Fluss und fand Matamoros verlassen vor. Für die nächsten Monate übernahm Taylor die Stadtverwaltung, wobei er die Bevölkerung wirtschaftlich großzügig behandelte und sich nicht in ihre Angelegenheiten mischte. In dieser Zeit verstärkte sich sein Stab um mehrere, ausnahmslos demokratische und sich überwiegend als fähig erweisende Generale. Unter diesen waren William Orlando Butler und John A. Quitman; außerdem war Worth wieder zurückgekehrt. Die Nachricht von Taylors Sieg erreichte Polk am 23. Mai 1846 und stürzte den Präsidenten in ein Dilemma. Als Demokrat missgönnte er einerseits Whig-Generalen wie Scott, John E. Wool und Taylor politisch den Triumph im Felde, andererseits durfte er dies als Oberbefehlshaber nicht offen zeigen. Im Falle Taylors war die Begeisterung über seinen Erfolg so groß wie diejenige nach Jacksons Sieg in der Schlacht von New Orleans, so dass allgemein sein Verbleib als Kommandeur der „Army of Occupation“ gefordert wurde und Polk ihm den Brevet-Rang eines Generalmajors verlieh. Der Präsident gab Taylor bis auf die vage Order, „nicht völlig in der Defensive zu bleiben“, weiterhin freie Hand. Er hatte schon dem Subtext der vorigen Befehle entnommen, dass Washington eine Invasion Mexikos wünschte. Marcy und kurze Zeit später Polk baten Taylor um Prüfung, ob er bis auf Mexico City vorstoßen könne, wovon er dringend abriet und stattdessen die Eroberung der Grenzprovinzen mit San Luis Potosí als Endpunkt vorschlug. Außerdem forderten sie, dass er Waffenstillstandsangebote nur akzeptierte, wenn sie „hinreichend offiziell und aufrichtig“ gemeint seien, also einer Kapitulation gleichkamen. Taylor beabsichtigte, Matamoros einzunehmen und dann weiter westlich auf Monterrey vorzurücken. Durch militärische Aufklärung war ihm bekannt, dass die direkte Route nach Monterrey an zu knapper Wasserversorgung scheiterte, weshalb der Weg entlang des Rio Grandes bis nach Camargo erfolgen musste, um dort den Fluss zu queren. Für den Schutz der Nachschubbasis gegen die mexikanische Marine stimmte er sich mit Conner ab, wobei er sich zu diesem Anlass das einzige Mal während des Mexikanisch-Amerikanischen Kriegs in einen Dienstanzug kleidete, der seinem Rang angemessen war. Taylor war mit der Schwierigkeit konfrontiert, den Zustrom von immer mehr Freiwilligen zu bewältigen. Im Camp wurden die sanitären Bedingungen immer schwieriger, so dass vermehrt Dysenterie auftrat. Der ausgeprägte Antikatholizismus der Freiwilligen verschlechterte das Verhältnis zur lokalen Bevölkerung derart, dass schließlich katholische Militärseelsorger bestellt wurden.

##### Die Schlacht von Monterrey

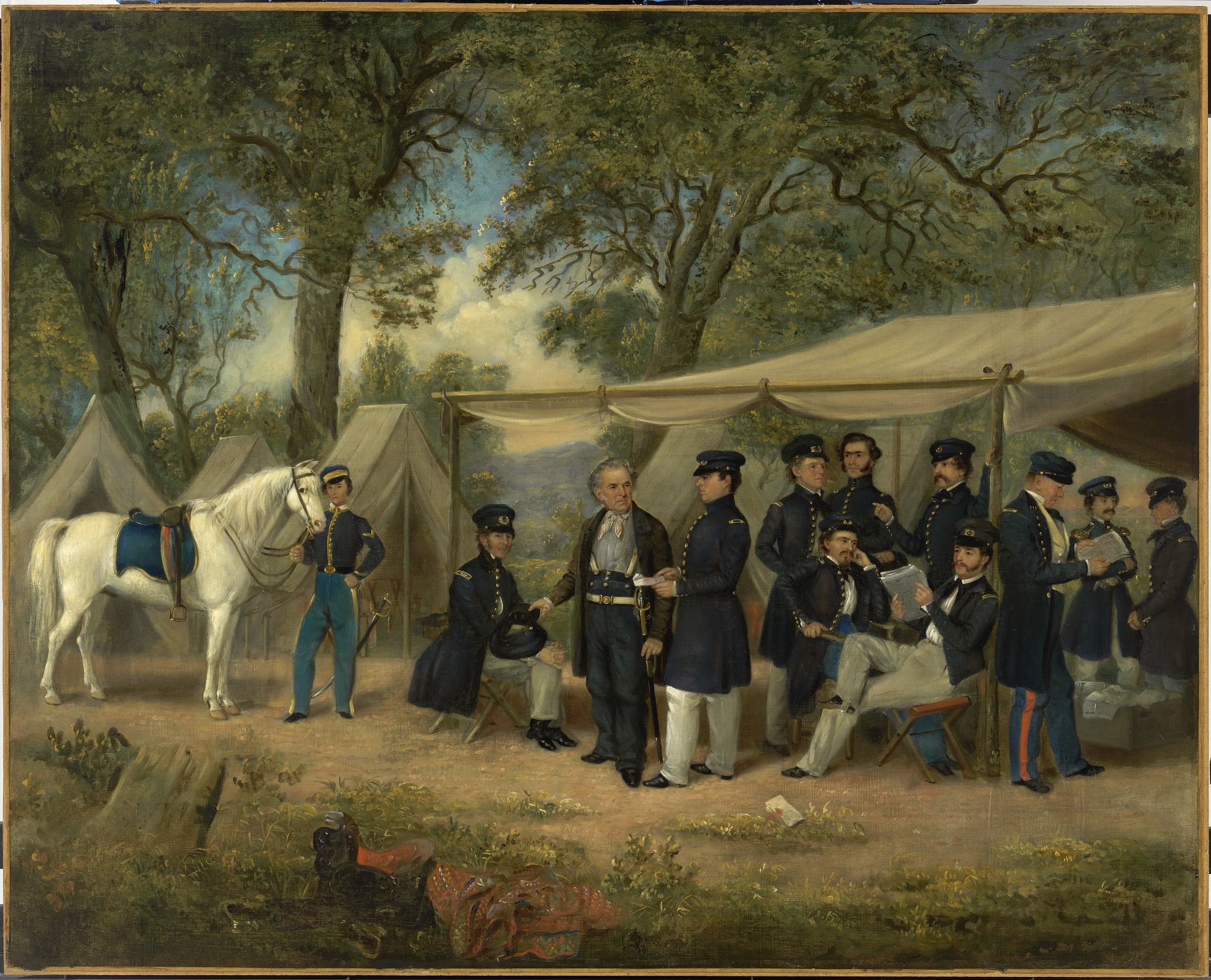
Taylor (im Vordergrund ohne Uniformmütze) im Feldlager vor der Schlacht von Monterrey (Gemälde von W. Earl Brown, 1847)

Nach Eintreffen von Dampfschiffen als Transportmitteln verlegte die „Army of Occupation“ ab Anfang Juli nach Camargo, wo Taylor Anfang August eintraf. Die Armee lagerte nahe der Einmündung des Río San Juan in den Rio Grande. Im Camp traten dramatische Unterschiede zwischen den regulären Soldaten und den unerfahrenen Freiwilligen auf, was sich vor allem in Hygiene und Disziplin zeigte. In Verbindung mit der lagebedingten Feuchtigkeit und Hitze führte dies dazu, dass ein Achtel der Männer, fast alles Freiwillige, an Krankheiten starben. In der Heimat wuchs der öffentliche Druck auf Taylor, den Feldzug fortzuführen, so dass er ab Mitte August mit drei Divisionen gegen Monterrey marschierte. Am Morgen des 15. September kam die Vorhut in die knapp 40 km von Monterrey entfernte Kleinstadt Marín, in dessen Nähe Taylor in Erwartung einer entscheidenden Schlacht um das stark befestigte Monterrey in den nächsten drei Tagen seine gesamten Streitkräfte, die über 7200 Mann zählten, sammelte. Pioniere identifizierten den Hügel Independencia mit dem Bischofspalast als Schlüssel zum Sieg. Beim Angriff musste Taylor nördlich von Monterrey einen von den Mexikanern stark befestigten, unfertigen Kathedralenbau, den die Amerikaner „Schwarzes Fort“ nannten, berücksichtigen.

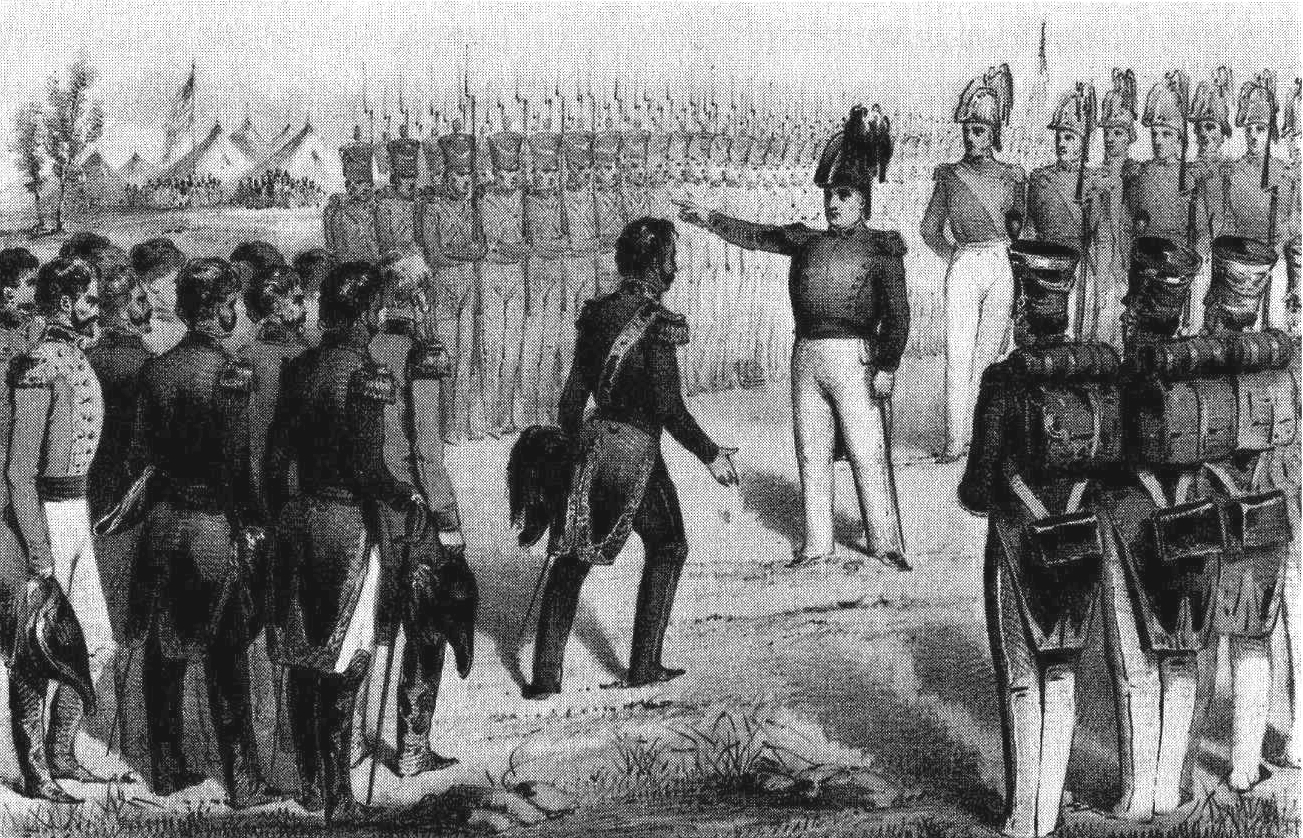
General de Ampudia verhandelt mit Taylor (rechte Bildmitte) die Übergabe von Monterrey aus. (Lithographie von Sarony & Major, 1846)

Der Schlachtplan der Amerikaner war komplex und wahrscheinlich zu anspruchsvoll, um vom konservativ operierenden Taylor zu stammen. Eine Division unter Führung von Worth nahm am 21. September, dem ersten Tag der Schlacht von Monterrey den Independencia von Süden her ein und schnitt die Stadt vom Nachschub ab. Das Ablenkungsmanöver durch die restliche Armee auf die Stadt östlich des „Schwarzen Forts“ verlief nicht wie geplant, so dass die Amerikaner schwere Verluste erlitten und am Folgetag inaktiv blieben. Am 23. September setzten die Divisionen Butlers und Wiggs’ gemeinsam mit Wood ihren Angriff erfolgreich fort. Am Folgetag beschlossen Ampudia und Taylor ein Waffenstillstandsabkommen. Die Mexikaner zogen sich hinter eine Linie von Linares nach Parras de la Fuente zurück, während Taylor acht Wochen lang die mexikanischen Armee nicht verfolgte. Entgegen der Order aus Washington ging er angesichts der Erschöpfung und Versorgungslage der Armee auf das Angebot ein. Polk reagierte zornig auf diese Nachricht, während die Öffentlichkeit Taylor erneut feierte. Polk machte gute Miene zum bösen Spiel und beförderte Taylor zum regulären Generalmajor mit entsprechender Dienststellung. Er forderte Taylor zum Vertragsbruch und sofortigen Verfolgen der Mexikaner auf. Dieser Befehl erreichte ihn allerdings erst einige Tage vor Ende des Abkommens. Taylor sah sich zunehmend in einen Zweifrontenkrieg mit Mexiko und der Polk-Administration verwickelt; Scott bestärkte ihn in diesem Misstrauen gegenüber Washington. In Monterrey wüteten insbesondere die texanischen Freiwilligen gegen die Zivilbevölkerung, bis zur Erleichterung Taylors ihre Regimenter unter James Pinckney Henderson abgezogen wurden.

##### Die Schlacht von Buena Vista
Trotz der Niederlagen war der mexikanische Präsident Antonio López de Santa Anna nicht zu territorialen Zugeständnissen an Polk bereit. Das Weiße Haus sicherte daher vorerst die eroberten Gebiete, zu denen neben Monterrey unter anderem die Republik Kalifornien gehörte, und wartete die Reaktion Mexikos ab. Als sich der ursprüngliche Kriegsgegner und einflussreiche Senator Benton gegen diese Strategie aussprach und eine Invasion in Veracruz samt Einnahme von Mexico City forderte, war Polk damit sofort einverstanden und betraute widerwillig Scott als General-in-chief mit dem Oberbefehl. Taylor hatte sich in der Zwischenzeit um die militärische Sicherung einer Linie bemüht, die von Saltillo über Monterrey nach Tampico verlief, das als Nachschubbasis diente. Mitten in diesem Vorhaben erhielt Taylor vom Kriegsminister den „Vorschlag“, von Saltillo abzulassen und die „Army of Occupation“ in Monterrey zu massieren. Da die Botschaft nicht explizit als Befehl formuliert war und er der Regierung immer feindseliger gegenüberstand, ignorierte Taylor die Mitteilung und nahm Mitte November kampflos Saltillo und Tampico ein. Gegen Weihnachten traf Scott in Camargo ein und requirierte in Abwesenheit Taylors kurzerhand alle Divisionen vor Ort für seine Expeditionsarmee nach Vera Cruz. Taylor, der bis dahin in freundlicher Beziehung zu Scott gestanden hatte, reagierte darauf mit Empörung und sah es als Versuch an, ihn zur Aufgabe seines Kommandos zu bewegen. Ihm blieben fast nur noch Freiwilligenregimenter und Butler und Wool als Kommandeure. Dennoch betrachtete er die gut ausgebildete Armee von knapp 20.000 Mann, die Santa Anna im Januar 1847 in San Luis Potosí sammelte, ohne große Sorge, da zwischen ihr und Saltillo über 320 km und eine Wüste lagen. Davon ließ sich Santa Anna jedoch nicht abhalten, wobei er die Entbehrungen der Wüste unterschätzte und auf dem Marsch nach Saltillo in drei Wochen ein Viertel seiner Armee verlor.

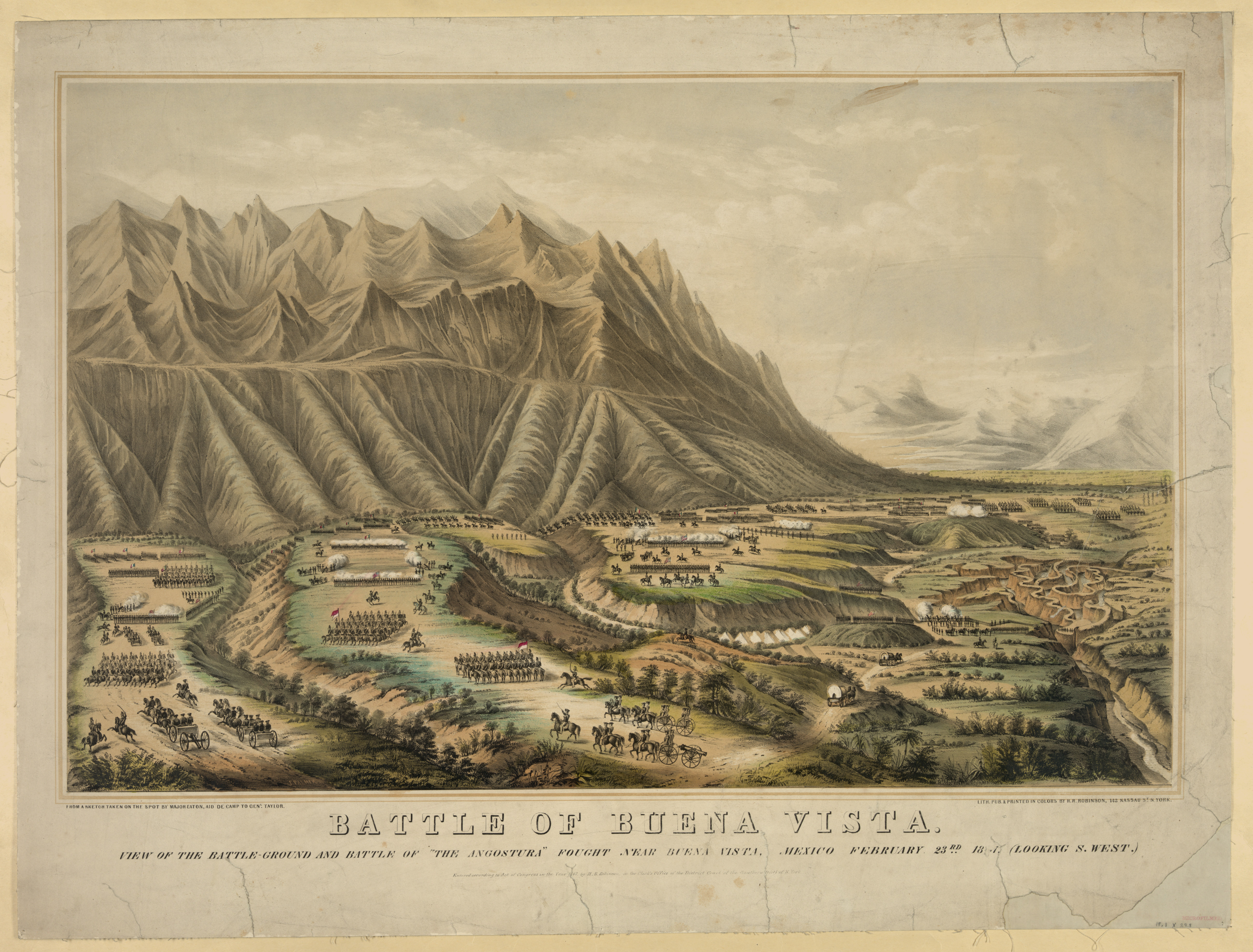
Lithografie zum Schlachtverlauf von Buena Vista auf Grundlage einer Skizze von Major Eaton (1847, aus der Library of Congress)

Nachdem ihn Wool Ende Januar über den Anmarsch Santa Annas informiert hatte, konzentrierte Taylor seine Streitkräfte von knapp 5000 Mann, die in der Zwischenzeit mit einem Regiment aus Mississippi unter Führung von Davis verstärkt worden waren, am 21. Februar 1847 an einem Ort südlich der Hazienda de Buena Vista, der als die „Engstelle“ bekannt war und dessen Gelände eine Defensivstellung begünstigte. Eine Aufforderung von Santa Anna zur Kapitulation lehnte Taylor am Vormittag des 22. Februar ab. Die Schlacht begann am frühen Nachmittag mit einem Ablenkungsangriff am rechten Flügel der Amerikaner und einem Umfassungsmanöver der Mexikaner am linken Flügel, der bis zum Abend gestoppt wurde. Am Morgen flammten die Kämpfe mit einem erneuten mexikanischen Ablenkungsangriff in der „Engstelle“ auf, der zurückgeschlagen wurde. Auf dem linken Flügel Taylors wurde ein unerfahrenes Regiment aufgerieben, jedoch konnte eine Linie parallel zur Straße zu gehalten werden. Als zwei mexikanische Divisionen unter Artilleriefeuer wankten, gingen die Amerikaner zum Gegenangriff über.
Am Vormittag wurde die Division Francisco Pachecos am linken Flügel der Amerikaner durch zwei Regimenter aus einer umgekehrten V-Formation heraus zurückgeschlagen und brach zusammen, was den Wendepunkt der Schlacht darstellte. Einen letzten Angriff Santa Annas entschieden die hinzueilenden Batterien der Hauptleute Braxton Bragg und Thomas W. Sherman durch Kartätschen, wonach sich die Mexikaner zurückzogen. Taylors Armee hatte am Ende des Tages knapp 700 Mann verloren; unter den Gefallenen waren der Sohn Henry Clays und der Gouverneur Archibald Yell. Die mexikanische Armee hatte Verluste von knapp 3500 Mann und trat über Nacht den Rückzug an. Zuhause machte Taylors Sieg in diesem David-gegen-Goliat-Gefecht aus ihm über Nacht einen Nationalhelden. Mit diesem Prestige geriet er auf einen nicht mehr aufzuhaltenden politischen Erfolgskurs.
Taylor verlegte daraufhin seine Streitmacht nach Saltillo und später Monterrey, wobei er zwei Regimenter zum Schutz der Straße zwischen Monterrey und Saltillo gegen hinter den Linien operierende mexikanische Kavallerie einteilte. Da Taylor die Übergriffe seiner Truppe gegen die Zivilbevölkerung nicht in den Griff bekam, wobei die Texas Rangers am schlimmsten wüteten und am 28. März ein Massaker an 24 Mexikanern verübten, unterstützten viele Mexikaner Guerillaoperationen. Das Verhältnis zu Polk wurde noch feindseliger, da Taylor dem Weißen Haus vorwarf Verstärkungen vorenthalten zu haben, weil es ihn als potenziellen Präsidentschaftskandidaten der Whigs fürchtete. Ihm wurde ein Vorrücken auf San Luis Potosí zugestanden, aber als im Mai die Verpflichtungszeit vieler Freiwilligen ablief, war er zur Untätigkeit verdammt. Im Juli wurde ein Großteil der noch übrigen „Army of Occupation“ Scott zur Verstärkung für den Feldzug gegen Mexico City zugeteilt. Frustriert wie der Großteil seiner restlichen Streitkräfte bat Taylor kurz nach Scotts Einnahme von Mexiko City, die seinen eigenen Ruhm für einige Zeit überstrahlte, im Oktober um einen sechsmonatigen Heimaturlaub. Anfang Dezember kam er in New Orleans an, wo seine Ankunft als großes Ereignis gefeiert wurde. Wenige Tage später war er in Cypress Grove und seine Karriere als Feldkommandeur zu Ende. Der Biograph K. Jack Bauer sieht Taylors Ruf als großen Militärführer als unverdient an, da sein Erfolg im Wesentlichen darauf beruht habe, dass die gegnerischen Befehlshaber über noch weniger taktische Fähigkeiten verfügten als er. Zudem habe er von hervorragend ausgebildeten und selbstbewussten Untergebenen profitiert sowie im Feld den Instinkt missen lassen, mit vernichtenden Schlägen einen vollständigen Sieg zu sichern.

### Präsidentschaftswahl 1848

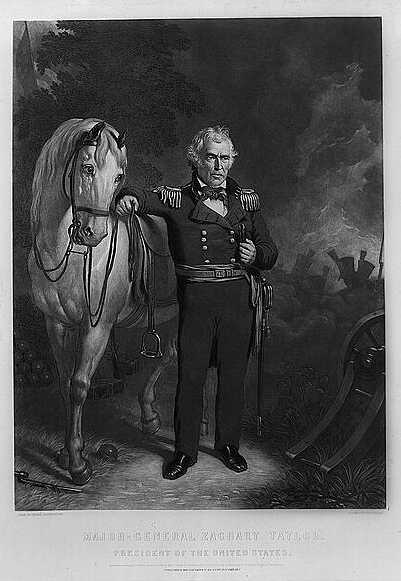
Taylor mit seinem Pferd „Old Whitey“ (Gravur nach einer Daguerreotypie von John Sartain, 1848)

Wann sich Taylor zur Präsidentschaftskandidatur 1848 entschloss, kann nicht genau bestimmt werden. Die politische Antipathie gegen Scott und Polk ging anfangs nicht zwangsläufig mit eigenen Ambitionen einher. Noch kurz vor der Schlacht von Buena Vista verneinte er explizit, welche zu haben. Im Sommer 1846 warb der Parteichef der New Yorker Whigs Thurlow Weed um ihn und erste überparteiliche Versammlungen riefen ihn als „Kandidaten des Volkes“ aus. Im Dezember dieses Jahres gründete der Kongressabgeordnete Alexander Hamilton Stephens mit anderen jungen Whigs, die als „Young Indians“ (deutsch: „Junge Indianer“) bekannt waren, einen in der Folge schnell wachsenden Taylor-Club, zu dem auch Abraham Lincoln, Robert Augustus Toombs und Truman Smith gehörten. Gegen diese Begeisterung für Taylor sträubte sich innerparteilich der Flügel der radikalen Abolitionisten, also der Sklavereigegner. Diese wollten das Wilmot Proviso zur Eindämmung der Sklaverei als Wahlprogramm durchsetzen und keinen Sklavenhalter im Weißen Haus haben. Politischer Mentor und Förderer Taylors war sein alter Freund Senator John J. Crittenden aus Kentucky, der innerhalb der Whigs als Königsmacher galt. Seit Ausbruch des Mexikanisch-Amerikanischen Kriegs korrespondierte er mit Scott und Taylor, die ihm im Schriftverkehr ungezwungen ihre Gefühle anvertrauten, und schätzte ihre Eignung zum Präsidentschaftskandidaten ab. Als später Briefe Scotts an die Öffentlichkeit gelangten, in denen er voller Selbstmitleid und seinem Spitznamen „old Fuss and Feathers“ (deutsch: „alter Wichtigtuer“) gerecht werdend vom Kriegsminister die Ablösung Taylors von seinem Feldkommando forderte, hatte er sich damit derart desavouiert, dass Crittenden ihn als Präsidentschaftskandidaten ausschloss. Neben dem Sieg von Buena Vista, der aus ihm den führenden aller möglichen Präsidentschaftskandidaten machte, war es vor allem diese sich ab Juli 1846 entwickelnde politische Allianz mit Crittenden, die Taylor ins Weiße Haus brachte. Für die Whigs wiederum war Taylors Kriegsruhm sehr vorteilhaft, weil sie ihre Opposition gegen den Mexikanisch-Amerikanischen Krieg übertünchen konnten.
Nach Buena Vista stritt Taylor vorerst weiter Ambitionen auf das Präsidentenamt ab, denn solange er noch im aktiven Dienst in Mexiko stand, sah er es als seine soldatische Pflicht an, sich nicht politisch zu exponieren. Freimütig räumte er ein, noch nie in seinem Leben gewählt zu haben. Trotzdem kürten ihn 1847 immer mehr öffentliche Versammlungen zum „Kandidaten des Volkes“. Mit der wachsenden Feindseligkeit gegen die Polk-Regierung sank sein Widerstand gegen eine Kandidatur stetig. Als er sich im Mai 1847 in einem Leserbrief derart missverständlich äußerte, dass es als Zustimmung zum Wilmot Proviso aufgefasst werden konnte, verlor er viele Südstaaten-Whigs in der Anhängerschaft und Crittenden riet ihm von weiteren politischen Meinungsäußerungen dringend ab. Ab August 1847 signalisierte Taylor seine Bereitschaft, bei der Präsidentschaftswahl anzutreten, wenn ihn eine überparteiliche Organisation und keine etablierte Partei nominierte. In persönlichen Gesprächen und Korrespondenzen war er hingegen willens, seine politischen Positionen offenzulegen, und identifizierte sich als Anhänger der Prinzipien Thomas Jeffersons. Bei innerstaatlichen Angelegenheiten sollte seiner Überzeugung nach die Hoheit bei der Legislative liegen, während das Feld der Außenpolitik, wie in der Verfassung vorgesehen, für den Präsidenten reserviert sein sollte. Er hielt die Wiederherstellung der Second Bank of the United States für nicht machbar und war ein Gegner von Schutzzöllen. Anders als die meisten Südstaatler befürwortete er öffentliche Bauprojekte und lehnte eine Ausdehnung der Sklaverei auf neue Bundesstaaten ab. Taylor zeigte für einen Laien mitunter sehr gute Analysefähigkeiten; so sagte er zutreffend die Abspaltung eines abolitionistischen Flügels bei den Nordstaaten-Demokraten vorher. Als im November 1847 Clay seine Kandidatur bekannt gab, sah Taylor seine Siegesaussichten erst schwinden, aber fasste durch seinen triumphalen Empfang nach der Rückkehr aus Mexiko wieder neuen Mut. Daher versicherte er Crittenden explizit, seine Kandidatur aufrechtzuerhalten. Als Clays Momentum Anfang 1848 schwand, kristallisierte sich immer mehr Taylor als der Favorit für die Nominierung heraus, obwohl seine fortwährende Weigerung, sich zu den Whigs zu bekennen, in der Partei auf Verwunderung stieß.
Das Wahljahr 1848 war durch turbulente politische Auseinandersetzungen darüber geprägt, ob die neuen Territorien als Sklavenstaaten oder als freie Bundesstaaten in die Union aufgenommen werden sollten. Hatte bis dahin der Missouri-Kompromiss von 1820 den Konflikt um die Sklaverei zwischen Nord- und Südstaaten noch ausreichend beruhigen können, bedrohte die Annexion von Texas das regionale Gleichgewicht in Senat und Repräsentantenhaus, zumal als Folge der Gebietsgewinne im Mexikanisch-Amerikanischen Krieg das New-Mexico- und das Utah-Territorium sowie die Republik Kalifornien ebenfalls zum Beitritt anstanden. Insgesamt waren die Whigs in den Nordstaaten abolitionistischer geprägt als die dortigen Demokraten, während sie im Upland South, wo ihre Parteihochburg lag, und im Deep South die Sklaverei schwächer befürworteten als die demokratische Konkurrenz. Da sich im Nord-Süd-Konflikt kein nationaler Konsens abzeichnete, war es für Demokraten und Whigs vorteilhaft, hier vage zu bleiben. Taylor hatte seit 1846 eine bunt zusammengewürfelte Anhängerschaft gewinnen können, die aus Whigs und Demokraten aus Nord- und Südstaaten bestand; so kam es, dass Simon Cameron ihn auf dem Parteitag der Demokraten Pennsylvanias als Präsidentschaftskandidaten vorschlug. Selbst die migrationsfeindlichen Nativisten warben um ihn als Spitzenkandidaten.
Im April 1848 gelangten Taylors Berater schließlich zu der Überzeugung, dass seine Wahl durch ein Bekenntnis zum Whig-Programm abgesichert werden musste. Als er in Briefen weiterhin die Parteizugehörigkeit abstritt, schickten Weed und Crittenden Mitte April 1848 Boten zu Taylor, unter denen sich sein ehemaliger Generaladjutant William Wallace Smith Bliss befand. Sie legten ihm den Entwurf für eine Erklärung vor, in der er sich als Whig bekannte, und nahmen die Anmerkung Taylors auf, dass er Präsident des ganzen Volkes sein werde und der einer Partei. Das Dokument enthielt zudem das Versprechen, das präsidiale Veto nur dann einzusetzen, wenn der Kongress einen klaren Verfassungsbruch beging. Dieser „Erste Allison-Brief“ überzeugte diejenigen unter den Whigs, die bis dahin an Taylors politischer Ausrichtung gezweifelt hatten, so dass bis Ende Mai allgemein mit ihm als Präsidentschaftskandidaten gerechnet wurde. Der Nominierungsparteitag der Whigs, die Whig National Convention, tagte ab dem 7. Juni in Philadelphia. Wie damals üblich war er als einer der Kandidaten auf dem Nominierungsparteitag nicht anwesend.
Unter den potenziellen Kandidaten der Whigs hatte Taylor bei der Präsidentschaftsvorwahl nur drei zu fürchten: Clay, Scott und Horace Greeley. Clay war 71 Jahre alt, politisch äußerst erfahren und hatte schon drei Präsidentschaftswahlen verloren. Sein Nachteil war, dass er einer der Wortführer gegen den Mexikanisch-Amerikanischen Krieg gewesen war, aber die Whigs für ihren Wahlsieg zumindest einige Bundesstaaten gewinnen mussten, die die Invasion befürwortet hatten. General Scott war durch die Siege als Oberbefehlshaber im selben Krieg und als West-Point-Absolvent auf den ersten Blick besser geeignet als Taylor, allerdings schadete ihm neben seinem „Old-Fuss-and-Feathers“-Image ein Untersuchungsausschuss, den Polk gegen ihn wegen seiner Kriegsführung in Mexiko anberaumt hatte. Dieser sprach ihn zwar von allen Vorwürfen frei, doch kostete ihn dieser Prozess wertvolle Zeit für die Vorbereitung seiner Wahlkampagne. Zudem hatte Taylor sich mit den Schlachterfolgen am Rio Grande im Mai 1846 bereits weit vor Scott einen Namen gemacht. Greeley war ein überzeugter Abolitionist, einflussreicher Herausgeber der New York Tribune und Führungsfigur des radikalen Flügels der Nordstaaten-Whigs. Er konnte sich nicht durchsetzen, da viele Whigs in den Nordstaaten zwar die Sklaverei ablehnten, aber mit einem moderaten Kandidaten die besseren Siegesaussichten zu haben glaubten. Als treibende Kraft innerhalb dieser Fraktion und neben Crittenden wichtigster Unterstützer etablierte sich Weed.

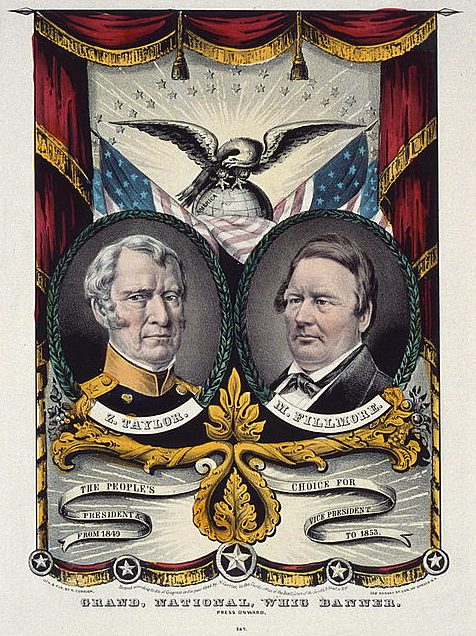
Parteibanner der Whigs im Wahlkampf von 1848

Crittenden war Führer des Taylor-Lagers auf der Whig National Convention. Er hielt einen Sieg bereits in der ersten Abstimmung für möglich, obwohl das Sitzungspräsidium von Anhängern Clays kontrolliert wurde. Da Crittenden keinen Zweifel an Taylors letztendlichem Sieg hatte, ließ er die unabhängigen Delegierten und Bundesstaaten mit aussichtslosen Landeskindern als Kandidaten anfangs gewähren. Im ersten Durchgang wurden neben Taylor, Scott und Clay Daniel Webster und John Middleton Clayton aufgestellt. In der ersten Abstimmung erhielt Taylor die meisten Stimmen, verfehlte jedoch die absolute Mehrheit. Von Wahlgang zu Wahlgang gewann er hinzu, bis er sich im vierten Durchgang mit 171 von 283 Stimmen die Nominierung sicherte. Sein Sieg war laut Bauer ein Triumph der Südstaaten, weil die meisten seiner Stimmen und wichtigsten Wahlkämpfer von südlich der Mason-Dixon-Linie kamen. Dieser Triumph bildete den Abschluss eines Unternehmens, das als Rachefeldzug gegen die Polk-Administration und Scott begonnen hatte. Unter den Nordstaaten-Whigs führte dieses Ergebnis zur Abspaltung einer Gruppe, die als „Conscience Whigs“ („Gewissen-Whigs“) bekannt war und Taylor ablehnte, da er sich nicht eindeutig gegen die Ausweitung der Sklaverei aussprach. Bei der Nominierung von Taylors Running Mate fielen etliche Namen, unter denen sich der erfahrene und landesweit relativ bekannte Millard Fillmore als Vizepräsidentschaftskandidat durchsetzen konnte. Taylor hatte derweil immer noch die Führung des „Western Command“ (deutsch: „Westliches Kommando“) inne, dessen Führungsstab er in unmittelbarer Nähe seiner Plantage eingerichtet hatte. Dort erreichte ihn die offizielle Mitteilung über seine Nominierung aufgrund eines Missverständnisses erst Wochen später. Bereits im späten Mai hatten die Demokraten ihre National Convention in Baltimore abgehalten. Polk entfiel, da er eine zweite Amtsperiode für sich ausgeschlossen hatte. In einer stark polarisierten Debatte siegte mit Senator Lewis Cass und General William O. Butler, der Taylors militärischen Ruhm kontern sollte, ein respektables aber farbloses Duo. Der aus dem Ostküsten-Establishment von New Hampshire stammende Cass vertrat das erstmals von Vizepräsident George M. Dallas formulierte Prinzip der Volkssouveränität, also das Recht der Bevölkerung in den Territorien selbst über die Legitimität von Sklaverei zu bestimmen, womit der Missouri-Kompromiss von 1820 hinfällig und das Wilmot Proviso umgangen wurde. Er stellte die Partei damit vor eine Zerreißprobe; insbesondere in den freien Staaten verloren die Demokraten dadurch Wähler.

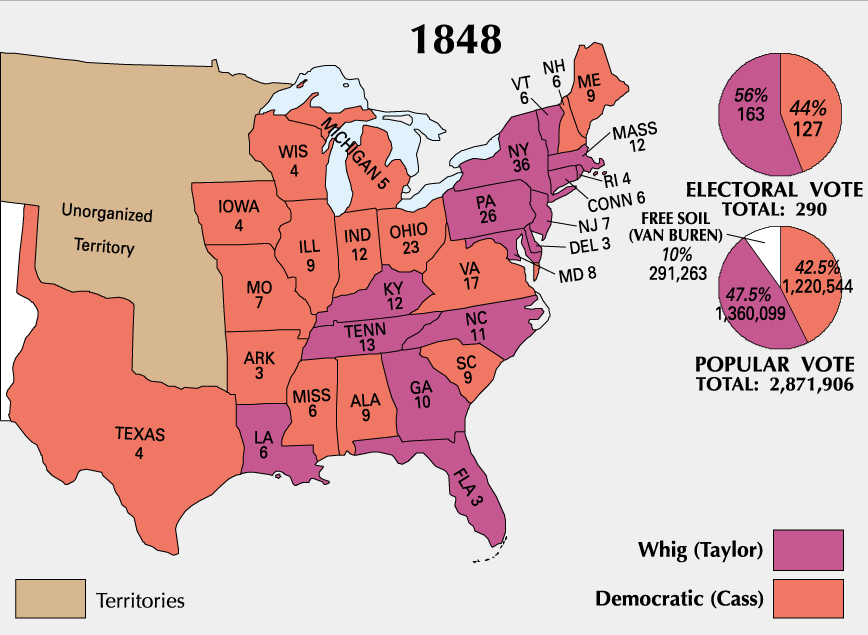
Ergebnisse von Popular Vote und Electoral College sowie die jeweils gewonnenen Bundesstaaten der Präsidentschaftswahl 1848

Eine Besonderheit der Wahl war die Konkurrenz durch eine dritte Partei, die Free Soil Party, die wegen ihres Mottos „Free Soil, Free Speech, Free Labor and Free Men!“ („Freier Boden, freie Rede, freie Arbeit und freie Männer!“) unter diesem Namen bekannt war. Anders als die Liberty Party, aus der sie entstanden war, forderte sie kein Verbot der Sklaverei, sondern lediglich die Durchsetzung des Wilmot Proviso. Die Free Soil Party setzte sich aus ehemaligen Whigs und Demokraten zusammen; ihr Spitzenkandidat war der demokratische Ex-Präsident Van Buren mit dem „Conscience Whig“ Charles Francis Adams, Sr. als Running Mate. Die hauptsächlich durch Weed, Thomas Ewing und Crittenden getragene Kampagnenführung der Whigs war vollständig auf Taylors Persönlichkeit fokussiert, legte kein Wahlprogramm vor und mied jede Festlegung in der Sklavenfrage. Da Taylor weiterhin im aktiven Militärdienst verblieb, verzichtete er zur Erleichterung seiner Berater auf eine Teilnahme am Wahlkampf. Das Wahlkampflied „Old Rough and Ready“ thematisierte Taylors militärische Karriere. In der Frühphase des allgemeinen Wahlrechts für weiße Männer sprach dieses Image von Taylor als Raubein viele Wähler an. Die Nordstaaten-Whigs waren für das Wilmot Proviso und lehnten das „Popular-sovereignity“-Prinzip ab. Die deswegen im Süden drohenden Stimmverluste wendete die Tatsache ab, dass Taylor selbst Pflanzer und Sklavenhalter war. Insbesondere in dieser Region bemühten sich die Whigs um Einheit, wodurch sie die Stimmen vieler Demokraten gewannen. Im Juli wehrte Taylor sich gegen Versuche einiger Whigs, ihn noch enger der Parteidoktrin zu verpflichten, und sprach sich gegen die übliche Ämterpatronage aus, als ihn Bittbriefe erster Postenjäger erreichten. Als er im Monat darauf aus Sicht der Whig-Führung zu freundlich auf einen Abwerbeversuch durch demokratische Dissidenten aus South Carolina reagierte, nötigten sie ihn Anfang September zu einem „zweiten Allison-Brief“. Da weder Whigs noch Demokraten sich in der Sklavenfrage festlegten, entschieden lokale Themen die Wahl, die erstmals landesweit an einem einzigen Tag durchgeführt wurde. Taylor siegte beim Popular Vote mit 47,3 % und gewann wie auch Cass 15 Bundesstaaten, darunter die Schlüsselstaaten New York und Pennsylvania, die ihm die Mehrheit im Electoral College sicherten, im Wahlmännerkollegium. Insgesamt schadete die Free Soil Party den Demokraten mehr als den Whigs, vor allem in New York. Schwach schnitt Taylor dagegen in den westlichen Bundesstaaten ab, die sämtlich an Cass gingen. Taylor wurde somit als erster Berufssoldat zwölfter Präsident Amerikas. Bei den gleichzeitigen Kongresswahlen reichte es dagegen in keinem der beiden Häuser für eine Whig-Mehrheit.

### Präsidentschaft

#### Im Weißen Haus

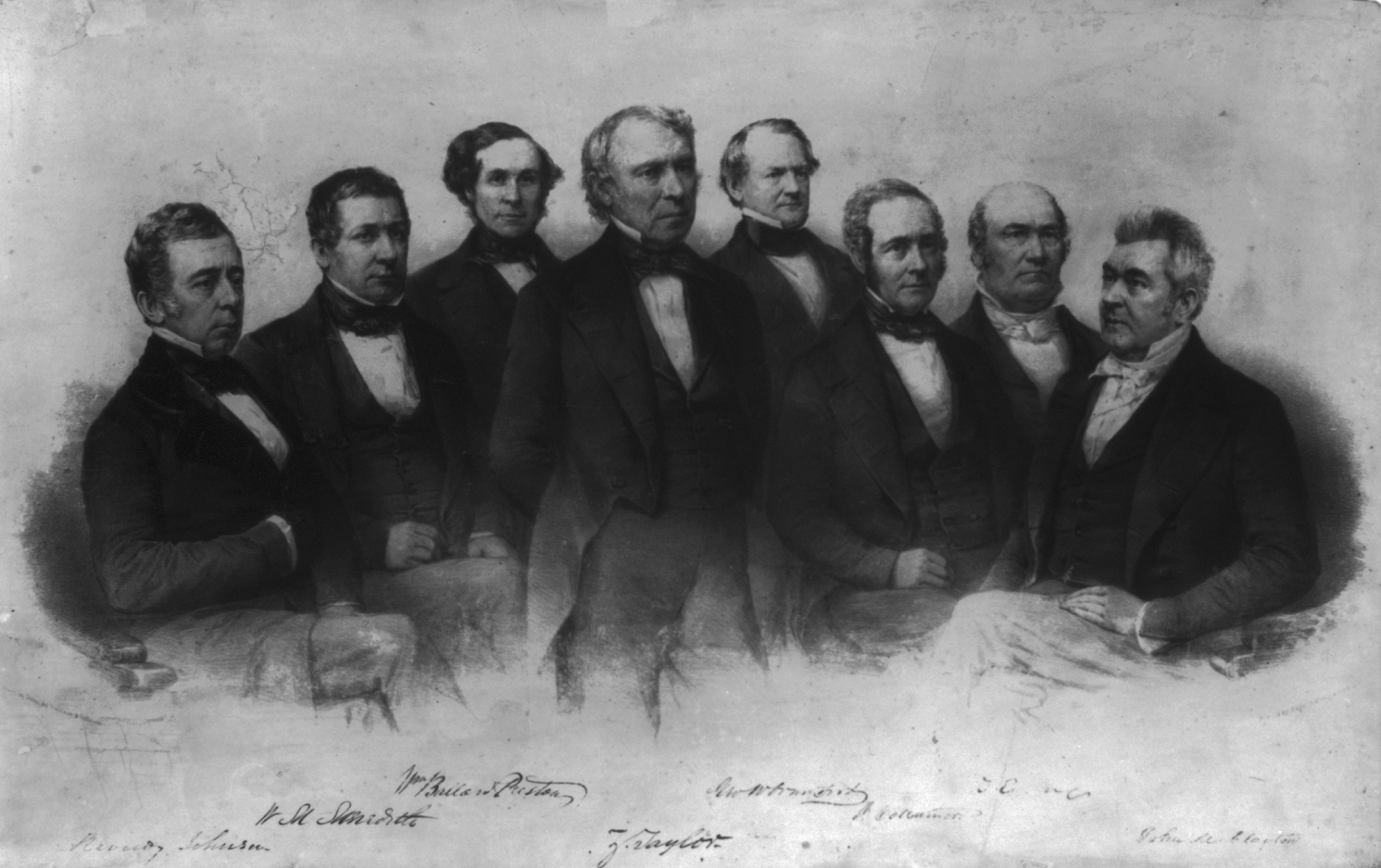
Präsident Taylor und sein Kabinett (Steindruck von Davignon & Hoffmann, 1849), von links nach rechts: Attorney General Reverdy Johnson, Finanzminister William M. Meredith, Marineminister William B. Preston, Taylor, Kriegsminister George Walker Crawford, Postminister Jacob Collamer, Innenminister Ewing und Außenminister John Middleton Clayton

Taylor blieb nach der Wahl noch bis zum 31. Januar 1849 im aktiven Dienst, um weiter Sold als Generalmajor zu beziehen. Während dieser Phase traf er erstmals auf Clay, der ihn zuerst nicht erkannte. Im Dezember 1848 heiratete die jüngste Tochter Mary Elizabeth Bliss. Da Margaret Taylor die Öffentlichkeit mied und sich für Staatsdinners und ähnliche Veranstaltungen dieser Art zu schwach fühlte, erfüllte das junge Paar später wichtige Funktionen im Weißen Haus. Bei Empfängen übernahm Mary Elizabeth die Rolle der inoffiziellen First Lady, während Bliss Taylor als Privatsekretär diente. Die wichtigste politische Aufgabe im Präsidentschaftsübergang war die Besetzung des Kabinetts. Da mit dem Innenministerium eine neue Behörde mit Kabinettsrang eingeführt wurde, galt es sieben Ressortchefs zu bestimmen, wobei Taylor die Auswahl vor allem nach regionalen Gesichtspunkten traf. Dieser Prozess erwies sich als schwer, zumal er ihn bis zu einem Treffen mit Crittenden im Februar 1849 hinauszögerte. Als der Parteiführung klar wurde, dass Taylor die Beteiligung an Ämterpatronage und am Spoils system ablehnte, die damals essenziell für den Aufbau einer Administration waren, rief sie vergeblich Crittenden zu Hilfe. Später überließ Taylor als erster Präsident diese Postenbesetzungen vollständig dem Kabinett. Zudem zeigte er zu seinem späteren politischen Nachteil kein Bemühen, mit einer versöhnlichen Geste Clay und andere konservative Whigs für sich zu gewinnen. Ende Januar trat Taylor ohne seine Frau die Reise in die Hauptstadt an. Unterwegs begegnete er Crittenden, der das Amt des Außenministers ablehnte, da er sich nach der gewonnenen Gouverneurswahl von Kentucky diesem Amt verpflichtet fühlte. Statt seiner gewann er den gut mit den führenden Whigs Crittenden, Weed und William H. Seward vernetzten John Middleton Clayton als Secretary of State. Nach einer witterungsbedingt sehr kräftezehrenden Anreise, die Fußmärsche und Fahrten per Pferdeschlitten beinhaltete, traf Taylor am 23. Februar mit einer schweren Erkältung, einer durch einen fallenden Koffer verletzten Hand und deutlichen Alterserscheinungen im Washingtoner Willard Hotel ein. Polk blickte der kommenden Amtsübergabe mit Verdruss entgegen und untersagte seinen Kabinettsmitgliedern ein Treffen mit Taylor, bevor dieser sich nicht bei ihm vorgestellt hatte. Am 26. Februar empfing er schließlich Taylor im Weißen Haus; es war die erste persönliche Begegnung der beiden. Das kurze Treffen fand in einer freundlichen, jedoch sehr formalen Atmosphäre statt. Für den 1. März wurde Taylor zu einem Abendessen in größerem Personenkreis in das Weiße Haus eingeladen.
Als Fillmore und Seward am 27. Februar mit Taylor über die Auswahl des Kabinetts diskutieren wollten, hatte dieser bereits auf Grundlage von Crittendens Ratschlägen das Personaltableau fertig erstellt. Dieser Prozess nahm von allen politischen Vorbereitungen Taylors für die Präsidentschaft am meisten Zeit ein. Wie im Falle Crittendens musste er oft auf die zweitbeste Lösung zurückgreifen, da der Wunschkandidat absagte. Außenminister Clayton entpuppte sich aufgrund seiner übergroßen Gutmütigkeit als wenig geeigneter Ressortchef und war zu träge, um die Funktion des Kabinettschefs zu erfüllen. William M. Meredith, der nach der Absage von Taylors Wunschkandidat Horace Binney das Finanzministerium leitete, stellte sich als gute Wahl heraus. Er wurde eines der stärksten Kabinettsmitglieder. Im Falle des Marineministers kam mit William B. Preston sogar nur die dritte Wahl hinter Abbott Lawrence und Thomas Butler King zum Zug. Preston war ein ausgezeichneter Verwaltungsleiter, der sich allerdings kaum für die Marine interessierte, sondern vorwiegend um Vermittlung im Nord-Süd-Konflikt bemühte. Nachdem Toombs als Kriegsminister abgesagt hatte, ging dieser Posten an George Walker Crawford. Dieser konnte in der Regierung nur wenig Akzente setzen und machte vor allem durch die Galphin-Affäre von sich reden. Mit Reverdy Johnson wurde jemand Attorney General, der sich aktiv um diese Position bemüht hatte. Johnson war ein entfernter Verwandter von Taylors Gattin und galt als der fleißigste Minister im Kabinett. Er führte das Ressort erfolgreich und entfaltete großen Einfluss auf den Präsidenten und die anderen Minister. Ewing, der erst als Postminister vorgesehen war, erhielt das Innenministerium, nachdem Truman Smith und John Davis diesen Posten abgelehnt hatten. Er war ein sehr erfahrener Parteisoldat und installierte das Spoils system in seinem Ressort. Postminister wurde Jacob Collamer. Da er Ämterpatronage ablehnte, aber das Ministerium führte, das von jeher verdiente Parteimitglieder mit der Bestellung zum Postmeister belohnte, entpuppte sich diese Personalie als befremdend. In der Folge wurde Collamer im Kabinett bei der Postenvergabe oft übergangen. Mit Preston gilt er als der schwächste Minister der Taylor-Administration. Insgesamt entstand so ein respektables, aber glanzloses Kabinett, dem nationale Bekanntheit und wichtiger noch Einfluss auf den Kongress fehlte, was sich als schwerwiegendste Schwäche erwies. In den folgenden Monaten war Ämterpatronage die Hauptbeschäftigung des Kabinetts; hier ging Lincoln leer aus und Nathaniel Hawthorne verlor seine Sinekure im Zoll. Der wichtigste Ratgeber Taylors war anfangs Fillmore, der in dieser Rolle und als Leiter der Ämterpatronage für New York zunehmend von Seward abgelöst wurde.

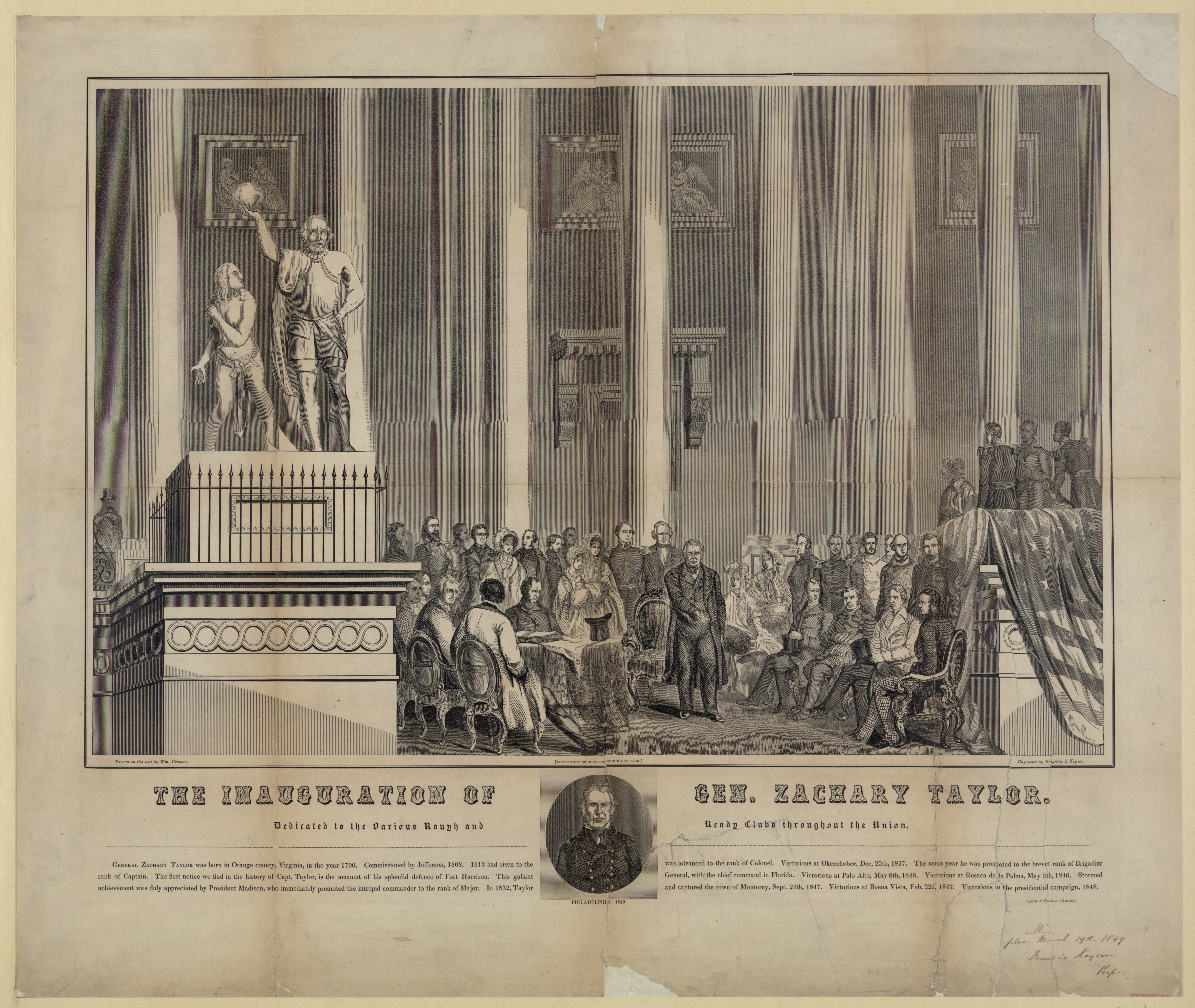
Taylor (Bildmitte stehend) bei der Amtseinführung (Holzstich von Brightly & Keyser nach einer Zeichnung von Wm. Croome, 1849)

Statt wie üblich am 4. März fand die Amtseinführung des Präsidenten einen Tag später statt, da sie sonst auf einen Sonntag gefallen wäre. Auf dem Weg dorthin teilte Taylor Polk zu dessen Entsetzen über ein so hohes Maß an vermeintlicher Unbildung und außenpolitischer Ignoranz mit, dass er Kalifornien und das Oregon-Territorium für zu weit entfernt für eine Aufnahme in die Union halte und sie souveräne Staaten werden sollten. Wahrscheinlich handelte es sich um ein Missverständnis, da es keinen Hinweis für eine solche Überzeugung Taylors gibt. Er hielt die Antrittsrede vor dem östlichen Portikus des Kapitols vor 10.000 Zuschauern. Die Ansprache drückte vor allem Taylors Überzeugung von einer deutlich beschränkten Führungsrolle des Präsidenten aus. So räumte er ganz anders als Polk in innerstaatlichen Angelegenheiten wie Haushaltspolitik dem Kongress Vorrang gegenüber dem Weißen Haus ein. Im Vergleich zu anderen Antrittsreden dieser Epoche stach die Ehrerbietung hervor, die er George Washington zollte. Insgesamt war die Rede unverbindlich und bot keinerlei Lösungsansätze für die drängenden Probleme, die die Sklavenfrage und die neuen Bundesterritorien stellten. Danach nahm ihm der oberste Bundesrichter Roger B. Taney den Amtseid ab.
In den ersten Wochen im Weißen Haus war Taylor vor allem mit Postenjägern beschäftigt, die ihn dort bis in sein Arbeitszimmer verfolgten. Noch vor seiner Abreise in die Hauptstadt hatte er dem Vorschlag Albert T. Burnleys zugestimmt, eine regierungsfreundliche Zeitung in Washington herauszugeben. Im Juni 1849 erschien die erste Ausgabe von The Republic, die weitgehend als Sprachrohr des Weißen Hauses fungierte. Als Burnley von dieser Linie abwich, forcierte Taylor im Mai 1850 seine Ablösung durch Allen A. Hall. In seine Amtszeit fielen mehrere bedeutende Beerdigungen, die seine Anwesenheit als Präsident erforderten. So starb Polk nur wenige Monate nach seinem Abschied und kurze Zeit später Dolley Madison, die Witwe des vierten Präsidenten. In seiner Trauerrede prägte Taylor den Begriff „First Lady“ für die Ehefrauen von Präsidenten. Neben den Taylors und ihrer jüngsten Tochter nebst Gatten lebte die Nichte Rebecca Taylor die meiste Zeit über im Weißen Haus. Weil sowohl Zachary als auch Margaret aus großen und weit verzweigten Familien stammten, waren ständig Verwandte sowie Freunde der Taylors als Gäste im Haus anwesend. In der Rolle der privaten Gastgeberin fand die zurückgezogen im ersten Stock des Weißen Hauses residierende Margaret Taylor ihre Bestimmung. Taylor dagegen nahm am Gesellschaftsleben Washingtons teil. Weil er die Gewohnheit hatte, regelmäßig längere Spaziergänge zu unternehmen, was zu dieser Zeit noch ohne Sicherheitskräfte möglich war, gehörte seine Erscheinung bald zum gewohnten Straßenbild der Stadt. Da das Weiße Haus damals noch nahe der Sümpfe des Potomac Rivers lag, war das Klima im Sommer nicht nur unangenehm, sondern verursachte auch Krankheiten. Als ab Dezember 1848 eine Cholera-Epidemie in New York und New Orleans wütete und sich bis in den Mittleren Westen ausbreitete, rief Taylor im Juli 1849 für den 3. August einen nationalen Gebets- und Fastentag aus, obwohl er im Unterschied zu Margaret kein religiöser Mensch war und keiner Kirche angehörte.
Ab dem 9. August 1849 begab sich Taylor auf eine längere Reise in den Nordosten der Vereinigten Staaten, die ihn durch New York und Pennsylvania führte, eine damals übliche Methode, um das Ansehen als Präsident zu bekräftigen. Die Anstrengungen der von ständigen Feierlichkeiten begleiteten Reise und der nicht nachlassenden Sommerhitze führten bei Taylor bald zu unterschiedlichen Erkrankungen, wovon er sich anfangs nicht in seinen Aktivitäten einschränken ließ. Im Mercer County in Pennsylvania traf er sich mit Whigs aus Warren (Ohio), das eine Hochburg der Free Soil Party war, und machte eine wichtige, seinen Kurs im Folgenden bestimmende Aussage: Er versprach ihnen, keine Ausweitung der Sklaverei in die neuen Territorien der Vereinigten Staaten zuzulassen. Taylor hoffte, so frühere Whigs von der Free Soil Party zurückgewinnen zu können. In Verbindung mit der Freundschaft zum Abolitionisten Seward führte diese politische Positionierung in das Nordstaatenlager der Partei zu schweren Verlusten der Whigs bei den folgenden Wahlen in den Südstaaten. Taylor handelte wahrscheinlich deshalb so, weil er den Erhalt der Union als oberste Priorität eher mit dem Programm der Nordstaaten- als mit dem der Südstaaten-Whigs vereinbar sah. Ende August war Taylor derart schwer erkrankt, dass seine Frau aus der Hauptstadt hinzugerufen wurde, weil der Mitarbeiterstab des Präsidenten das Schlimmste befürchtete. Als er sich nach einer Woche weitgehend erholt hatte, überredeten ihn seine Begleiter, die geplante Weiterreise nach Boston abzusagen, und dafür von Niagara Falls aus über Albany, New York und Philadelphia den Rückweg nach Washington anzutreten, wo er sich schließlich schnell erholte. Insgesamt blieb die Reise zwar hinter den größten Erwartungen zurück, aber Taylor zeigte in seinen Reden eine größere politische Differenziertheit in der Argumentation.
Am 4. Dezember 1849 hielt Taylor seine erste und einzige State of the Union Address, die Ansprache zur Lage der Union. Wie damals üblich begann er seine ausschweifende Rede, die sich zum Teil in Trivialitäten verlor, mit einer Diskussion der auswärtigen Beziehungen der Vereinigten Staaten mit dem Schwerpunkt auf Europa. Er informierte den Kongress über das Scheitern der deutschen Revolution von 1848/1849 und der Paulskirchenverfassung. Als überzeugter Anti-Royalist bekundete er Sympathie für den ungarischen Unabhängigkeitskrieg gegen die Habsburgermonarchie. Auf dem Felde der Innenpolitik drückte er seine Missbilligung gegenüber den Filibuster-Expeditionen aus, die die Beziehungen zu Spanien gefährdeten. Taylor thematisierte die Probleme, die die Grenzziehung mit Mexiko bereitete. Weitere Themen waren die Aussichten hinsichtlich des Kanalbaus in Nicaragua, der Staatshaushalt und die Notwendigkeit höherer Zölle, die Ärgernisse in der Armee die Brevet-Ränge betreffend sowie seine Interpretation des Verhältnisses zwischen Präsident und Kongress. Er empfahl dem Kongress, Kalifornien und New Mexico als Bundesstaaten aufzunehmen und forderte unbedarft, die Beitrittsanträge nicht im amerikanischen Nord-Süd-Konflikt zu instrumentalisieren. Er wiederholte die Warnung Präsident Washingtons davor, jemals zuzulassen, dass sich Parteien aufgrund ihrer regionalen Herkunft gegeneinander abgrenzten. Am Ende der Rede bekräftigte Taylor gegenüber einigen separatistischen Stimmen aus den Südstaaten, dass er fest zur Union stehe. Der Stil der Rede verweist darauf, dass Taylor nicht ihr einziger Autor war, sondern sie wahrscheinlich vom Präsidenten, Meredith, Ewing, Robert Letcher und dem Journalisten Alexander C. Bullitt gemeinsam entworfen wurde. Insgesamt zeigte die Rede deutlich, dass Taylor in den ersten neun Monaten im Amt viel von seiner anfänglichen Unbedarftheit abgelegt hatte. Erwartungsgemäß waren die Reaktionen auf die State of the Union Address gemischt.

#### Die Sklavenfrage und der Kompromiss von 1850

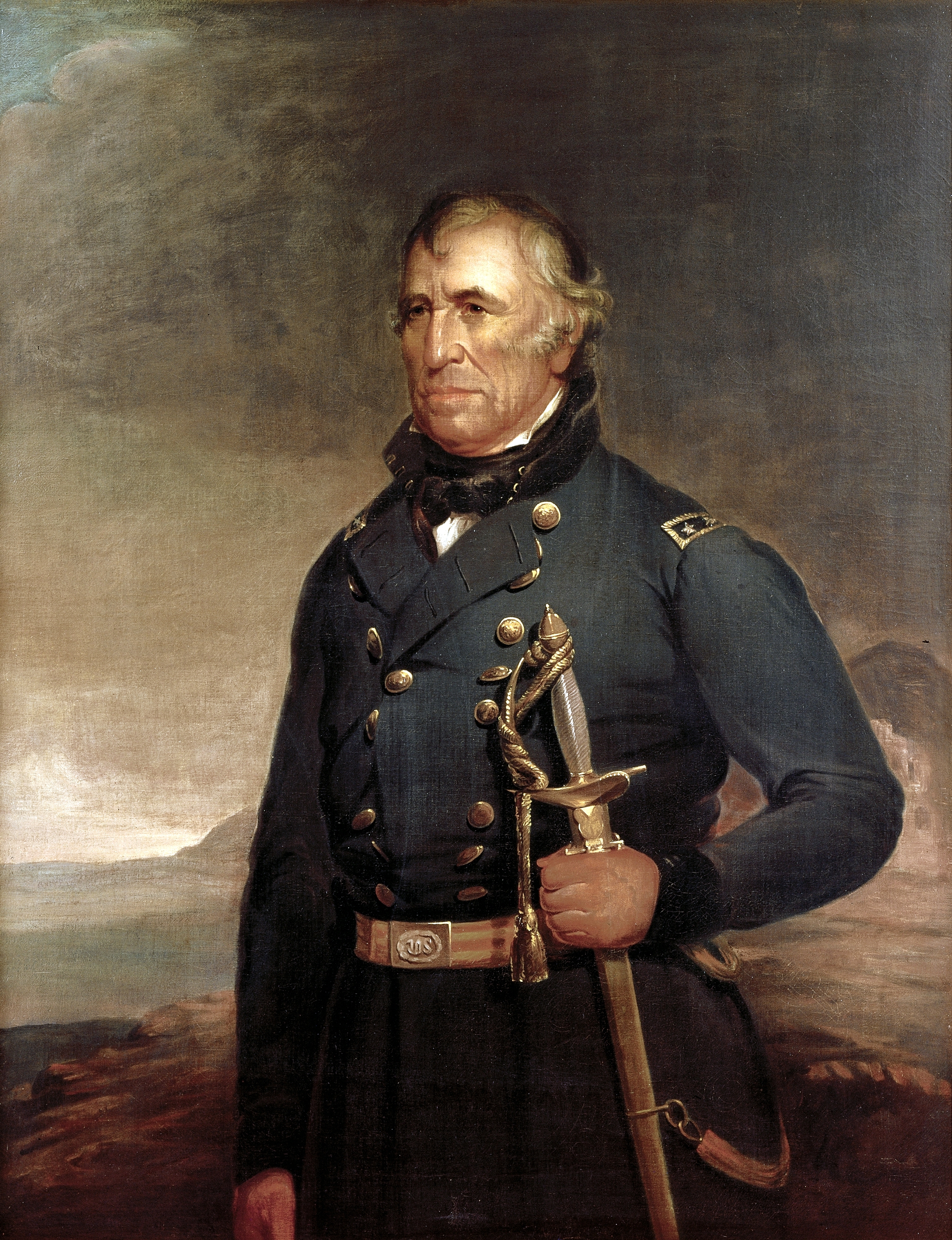
Offizielles Präsidentenporträt von Zachary Taylor im Weißen Haus (Joseph Henry Bush, 1848)

Taylor brachte einige feste Überzeugungen mit in das Weiße Haus, wozu die Haltung in der Sklavenfrage gehörte. Obwohl selbst Sklavenhalter und aus wirtschaftlichen Gründen nicht zu einem Verzicht bereit, lehnte er die Institution prinzipiell ab. Da für ihn der Erhalt der Union oberste Priorität hatte, wollte er diesen weder durch ein Verbot der Sklaverei in den Südstaaten, noch durch ihre Ausbreitung gefährden. Zudem war eine Expansion der Sklaverei in die neuen Territorien wirtschaftlich nicht praktikabel. Die Sklaverei berührte als Kardinalfrage ihrer Zeit alle politischen Themen, mit denen sich Taylor als Präsident beschäftigte. Hinsichtlich der Aufnahme Kaliforniens und New Mexicos in die Vereinigten Staaten war strittig, ob dies als freier oder Sklavenstaat geschehen sollte. Die Abgeordneten der Südstaaten sahen durch den Beitritt von Kalifornien, das sich eine abolitionistische Verfassung gegeben hatte, und New Mexico die Balance aus 15 freien und ebenso vielen Sklavenstaaten im Senat unwiderruflich aufgehoben und ihre Heimatstaaten geschwächt. Sie forderten im Gegenzug für ihre Zustimmung vom Präsidenten, die Zukunft der Sklavenwirtschaft insgesamt zu garantieren. Die Sklavenstaaten forderten schon lange eine Verschärfung des Fugitive Slave Acts von 1793, also der Gesetzgebung gegen fliehende Sklaven. Mit den Beitrittsanträgen von New Mexico und Kalifornien wurden entsprechende Drohungen der Sklavenstaaten immer lauter, woran selbst die Tatsache nichts änderte, dass der Präsident ein sklavenhaltender Pflanzer aus Mississippi war.
Taylor verlor im Jahresverlauf 1849 immer mehr Rückhalt bei den Südstaaten-Whigs und näherte sich dem Parteiflügel der Neuengland- und Mittelatlantikstaaten um Seward und Weed an. Dies geschah auch, weil die Allianz von Demokraten und Free Soil Party im „alten Nordwesten“ zusehends die Durchsetzungsfähigkeit seiner Regierung bedrohte, zumal er der erste Präsident der Geschichte war, der weder in Senat noch in Repräsentantenhaus eine Mehrheit hatte. Als der Kongress nach einer zweimonatigen Sitzungspause im Dezember 1849 wieder tagte, wurde der Bruch zwischen Nord- und Südstaaten evident und die Gefahr einer Sezession der Südstaaten wurde zum Schlagwort der Krise. Taylor war über die separatistischen Drohungen aus dem Süden so aufgebracht, dass er noch enger an die abolitionistischen Whigs um Seward rückte. Ende Januar 1850 drängte er im Kongress auf die sofortige Aufnahme Kaliforniens und New Mexicos in die Union, wobei er sich gegen das Prinzip der „popular sovereignty“ auf der Ebene der Bundesterritorien und eine westliche Verlängerung der Missouri-Kompromiss-Linie stellte. Ein Hintergedanke war dabei laut dem Historiker James M. McPherson, die Drohkulisse einer Sezession der Südstaaten als Bluff zu entlarven.
Im Kongress ging der Nord-Süd-Konflikt innerhalb der Parteien so weit, dass sie nicht mehr als Einheit funktionierten. Clay als Mehrheitsführer im Senat wäre der natürliche Verbündete des Präsidenten gewesen, diese Männer zeigten jedoch kein Interesse an einer Zusammenarbeit. In der Debatte war der als „große Kompromissfinder“ bekannte Clay bald so stark auf der nationalen Bühne präsent, dass einige vermuteten, der Präsident hegte auf ihn Eifersucht. Bis zum 29. Januar entwickelte Clay mit Webster einen Kompromissvorschlag, der die Form mehrerer Resolutionen im Senat hatte und vorsah, Kalifornien als freien Staat aufzunehmen, New-Mexico und Utah als Territorien die Entscheidung über die Sklaverei selbst zu überlassen und Texas für den Verzicht auf seine Gebietsansprüche gegenüber New Mexico finanziell zu entschädigen. Ferner war ein Verbot des Sklavenhandels im District of Columbia beabsichtigt und, um die Südstaaten zufriedenzustellen, ein neuer, restriktiverer Fugitive Slave Act.
Dieses Gesetzespaket wurde im Kongress bis April debattiert, ohne eine Mehrheit zu finden. Am 23. Februar trafen die Abgeordneten Stephens, Toombs und Thomas Lanier Clingman den Präsidenten und forderten als Gegenleistung für einen abolitionistischen Bundesstaat Kalifornien eine Freigabe der Sklaverei in allen Bundesterritorien. Dabei deuteten sie eine Sezession der Südstaaten an, sollte kein Kompromiss dieser Art gefunden werden. Dies entfachte Taylors Zorn. Er warf ihnen vor, mit einer Rebellion zu drohen, und kündigte an, dass er jede separatistische Bewegung mit militärischer Gewalt bekämpfen werde. Am 18. April wurde ein Senatskomitees zur Kompromissfindung unter dem Vorsitz Clays eingerichtet.
Vizepräsident Fillmore wurde in dieser Debatte von Taylor weitgehend ignoriert, der sich auf Seward als wichtigsten Berater und Verbündeten im Kongress verließ. Dass der Präsident so eng mit einem Sklavereigegner kooperierte, führte dazu, dass viele Südstaatler in Taylor einen Verräter an ihrer Gesellschaftsklasse sahen. Seward war entschieden gegen den Kompromiss und erklärte am 13. März vor dem Senat, dass die Sklaverei eine „rückständige, ungerechte und aussterbende Institution“ sei, die gegen Gottes Gesetz von der Gleichheit aller Menschen verstoße. Als der Präsident nach dieser Rede die Fassung verlor und im Republic eine Gegenerklärung drucken ließ, hofften Sewards Gegner, dass er seinen Einfluss im Weißen Haus verloren hatte. Eine Woche später standen sie jedoch wieder auf freundschaftlichem Fuß zueinander. Dass Taylor trotz der langwierigen Debatte nicht um die Sklaverei als Institution an sich fürchtete, zeigt der Umstand, dass er noch im frühen Juni seinen Sohn Richard anwies, eine neue Plantage mit 85 Sklaven zu kaufen.
Am 8. Mai stellte das Senatskomitee sein Ergebnis vor, das stark dem ursprünglichen Kompromissvorschlag von Clays glich. Taylor war entschieden gegen das von ihm spöttisch als „Omnibus Bill“ („Gesetz für alle“) bezeichnete Gesetzespaket, lehnte Verhandlungen darüber mit dem Kongress ab und hätte es im Falle einer Verabschiedung mit einem Veto blockiert. Taylor und die meisten Nordstaaten-Whigs fürchteten mit der Öffnung von New Mexico und Utah als Bundesterritorien für die Sklaverei unwählbar im Norden zu werden. Den vom Senatskomitee vorgeschlagenen Fugitive Slave Act, dessen Überwachung zukünftig Bundessache sein sollte, lehnte der Präsident als zu weitgehendes Zugeständnis an die Sklavenstaaten ab. Er forderte weiterhin den Zweistaatenplan, also Kalifornien und New Mexico ohne Zugeständnisse an den Süden als Bundesstaaten in die Union aufzunehmen. Bis zum Frühsommer waren so aus Clay und Taylor fast schon Rivalen geworden. Die Verantwortung für dieses gestörte Verhältnis verortet Eisenhower hauptsächlich bei Clay, der Taylor immer als politischen Neuling betrachtet und sich so schwer getan habe, sich diesem unterzuordnen. Bauer führt für den Bruch zwischen den beiden im Gegensatz dazu vor allem in der Person Taylors liegende Gründe an. Dem Präsidenten sei es schwergefallen, die Verdienste anderer gebührend anzuerkennen, weshalb er auf Clays großen Einfluss im Kongress gekränkt reagiert habe. Um zu beweisen, dass er nicht auf Clay angewiesen sei, habe er sich von ihm stark abgegrenzt. Verstärkt wurde dies durch einen Vorfall im April 1850, als Clay in Gedanken verloren Taylor nicht grüßte, als sie sich auf der Straße begegneten. Der Präsident empfand dies als persönliche Beleidigung. Zu dieser Zeit versuchte Taylor möglicherweise mit Unterstützung von Clayton, Meredith, Preston und vor allem Seward eine neue Koalition aus abolitionistischen Nordstaaten-Whigs und unionstreuen Südstaaten-Whigs zu schmieden, was große Ähnlichkeiten mit dem Aufbau der Republikaner als Partei der gemäßigten Sklavereigegner durch frühere Whigs einige Jahre später aufwies.
Nach Bekanntgabe der Ergebnisse des Senatskomitees fokussierte sich die Debatte im Kongress auf diesen Kompromissvorschlag und die Rufe nach Sezession verstummten. Als Clay am 21. Mai den Zweistaatenplan Taylors attackierte, war ihr Zerwürfnis endgültig. Das Weiße Haus reagierte mit einer vernichtenden Kritik an Clay im Republic und der Entlassung des leitenden Redakteurs Bullitt, als dieser den Druck des Textes verweigerte. Allmählich zeichnete sich eine Mehrheit für die Kompromisslösung ab und am 1. Juli warnte Fillmore den Präsidenten, dass er im Senat dafür stimmen werde. Dies war nicht das einzige Anzeichen für den zunehmenden Zerfall der Taylor-Regierung, denn zwei Wochen zuvor hatte der erschöpfte Clayton sein Rücktrittsgesuch als Außenminister verfasst. In den ersten Julitagen besuchten einige Delegationen von Südstaaten-Whigs Taylor und versuchten vergeblich, ihn vom Zweistaatenplan abzubringen. Er verwies ganz pragmatisch darauf, dass er für die Fraktion der 29 Südstaaten-Whigs im Kongress nicht die Stimmen der 84 Nordstaaten-Whigs riskieren könne. Derweil begann Taylors treuester Anhänger im Senat, John Bell, am 3. Juli im Kapitol eine mehrere Tage lange Rede zur Verteidigung des Zweistaatenplans, die noch andauerte, als Taylor bereits im Sterben lag. Nach Taylors Tod war der Weg zur Kompromisslösung frei, da sie sein Nachfolger Fillmore unterstützte. Im September wurden die fünf den Kompromiss von 1850 bildenden Gesetze verabschiedet, der nur eine vorübergehende Lösung brachte und den Sezessionskrieg im folgenden Jahrzehnt nicht abwendete.

#### Der Beitrittsantrag Kaliforniens

Oberkalifornien als nordwestlichstes Territorium Mexikos auf einer Landkarte von 1847

Als die Vereinigten Staaten in der zweiten Hälfte des Jahres 1846 die Republik Kalifornien besetzten und unter Stephen W. Kearny von San Diego aus eine Militärherrschaft etablierten, lebten dort nicht mehr als 20.000 Weiße und Indianer. Nach dem Friedensschluss mit Mexiko im Vertrag von Guadalupe Hidalgo gelang es dem Kongress zum Unmut der Bewohner nicht, im früheren Oberkalifornien eine Zivilverwaltung aufzubauen. Dies machte sich während des kalifornischen Goldrausches ab 1848 nachteilig bemerkbar. So verlor San Francisco drei Viertel seiner Einwohner, während die überfüllten Häfen zu gefährlichen Orten wurden und die ohnehin kleine Besatzungsarmee von Militärgouverneur Oberst Richard Barnes Mason unter massenhafter Desertion litt. Die militärische Führung und die Bevölkerung forderten jetzt die Einführung einer Zivilverwaltung und fanden dafür volle Unterstützung bei Taylor. Da durch Einwanderung die Bevölkerungszahl stark gewachsen war, befürwortete er die Aufnahme von Kalifornien als Bundesstaat und nicht als Territorium. Taylor sah in dieser Frage den Kongress als zuständig an, der aber mit den Stimmen der Südstaaten im März 1849 einen Gesetzesvorschlag Prestons für die Aufnahme als freien Bundesstaat ablehnte, als Abgeordnete der Nordstaaten ein Sklavereiverbot ergänzten. Er schickte daher den Repräsentanten Thomas Butler King nach Kalifornien, um die Siedler zu ermutigen, sich eine Einzelstaatsverfassung zu geben und eigeninitiativ den Beitritt zu beantragen. Er traf die naive Annahme, dass eine vom kalifornischen Volk selbst verabschiedete Verfassung im Kapitol respektiert werde, auch wenn sie abolitionistisch sei.
Einen Tag vor Kings Ankunft begann am 1. September eine Verfassungsgebende Versammlung in Monterey zu tagen. Im Oktober beschloss das Plenum einstimmig den Beitritt zur amerikanischen Union und gab sich eine abolitionistische Verfassung, die sich an der von New York und Iowa orientierte. Im November wählten sie einen Gouverneur und eine State Legislature, die die Aufnahme in die Vereinigten Staaten beantragte, und am 20. Dezember die von Bennett C. Riley geführte Militärverwaltung ablöste. Der Beitrittsantrag im Kongress im Januar 1850 scheiterte nicht nur wegen der Sklavenfrage am Widerstand der Südstaaten-Abgeordneten, sondern auch weil die Kalifornier von Taylor ermutigt Senatoren und Repräsentanten für das Kapitol gewählt hatten, ohne die Genehmigung durch den Kongress abzuwarten. Viele dort fühlten sich übergangen und betrachteten ohnehin die seit Jackson wachsende exekutive Macht des Präsidenten mit Argwohn.

#### Der Beitrittsantrag New Mexicos
Die Frage der Aufnahme der früheren mexikanischen Provinz Santa Fe de Nuevo México in die Vereinigten Staaten war deutlich brisanter als im Falle Kaliforniens und wurde von Taylor mit großer Entschlossenheit verfolgt. Die zumeist spanischsprachigen Bewohner des Territoriums lagen im Streit mit Texas, das große Teile des Gebiets beiderseits des Rio Grande zwischen El Paso und Santa Fe beanspruchte. Bereits 1841 hatte die damalige Republik Texas in einer desaströs gescheiterten Militärexpedition versucht, Santa Fe zu erobern, und Gouverneur Henderson 1847 den Anspruch erneuert. Im Jahr zuvor hatte General Kearny Santa Fe de Nuevo México in Besitz genommen und es amerikanischer Militärverwaltung unterstellt. Im Oktober 1848 legte Polk den Rio Grande als Grenze zwischen den Gerichtsbezirken von Texas und New Mexico fest, womit er den Forderungen Hendersons weitgehend stattgab. Ab dem folgenden Monat kam es zu einem Patt, als sich der Militärgouverneur New Mexicos in Santa Fe nicht der Autorität eines von Gouverneur George T. Wood entsandten Richter unterordnete. Als Taylor im Juli 1849 von der Situation erfuhr, führte er einen Kabinettsbeschluss herbei, der besagte, dass die Gebietsaufteilung der von Mexiko eroberten Ländereien eine im Kongress zu entscheidende Bundessache seien. Außerdem erhielt der Militärgouverneur Oberst Washington Order, das Territorium New Mexicos gegen jeden texanischen Übernahmeversuch zu verteidigen. Taylor erklärte Leutnant Alfred Pleasonton, dass er im Falle einer texanischen Invasion selbst wieder als General ins Gefecht ziehen werde, um New Mexico zu verteidigen. Dennoch versicherte der Präsident dem Senat noch im Juni 1850, dass er der Army in Santa Fe nie befohlen habe, die Autorität von Texas östlich des Rio Grande anzuzweifeln. Ende September 1849 beschloss eine Versammlung in Santa Fe, um Aufnahme als Territorium in die Union zu bitten. Mitte November 1849 sprach sich Taylor für einen Beitritt New Mexicos als Bundesstaat aus, wiederum in der zu optimistischen Annahme, dass der Kongress zustimmen werde, weil er so nicht selbst über eine Territorialverfassung mit der leidigen Sklavenfrage abstimmen müsse. Außerdem war dadurch eine Klärung der Grenzdispute auf gerichtlichem Weg zwischen den Bundesstaaten möglich.
Der neue texanische Gouverneur Peter Hansborough Bell, ein „fire eater“, erhielt Ende Dezember 1849 von der State Legislature das Mandat, die Gebietsansprüche von Texas gegenüber Santa Fe notfalls mit militärischer Gewalt durchzusetzen. Außerdem genehmigten sie Bell, alles texanische Territorium nördlich des Breitengrades 36° 30′ an den Bund zwecks Schuldentilgung zu verkaufen. Letztendlich war keinem dieser Vorhaben Erfolg beschieden. Das Säbelrasseln gegen New Mexico erwies sich als Bluff, spätestens als Taylor kurz vor seinem Tod der Garnison in Santa Fe befahl, ihre Stellung zu halten. Den Gesandten in der Hauptstadt traf der volle Zorn Taylors, als er dem Präsidenten mit der Sezession Texas’ drohte. Die Berichte über den genauen Wortlaut Taylors variieren, einer bekannten Überlieferung nach soll er angekündigt haben, in diesem Fall selbst die Armee ins Feld zu führen und jeden Rebellen, ohne zu zögern, hängen zu lassen. Am 24. Mai 1850 verabschiedete eine von Militärgouverneur Munroe auf Order Taylors hin initiierte verfassungsgebende Versammlung in Santa Fe mit überwältigender Mehrheit eine abolitionistische Staatsverfassung in Kraft; damit verbunden war die Bitte um Beitritt zur Union als Bundesstaat. Zur gleichen Zeit bemühte sich der Mormonen-Führer Brigham Young für das von seinen Anhängern besiedelte Land, das sie Deseret nannten, ebenfalls die Integration in die Vereinigten Staaten zu erreichen. Da sie fürchteten, dass sie als Utah-Territorium unter die Kontrolle von Ungläubigen gelangten, hatten sie im März 1849 eine Staatsverfassung verabschiedet und mit exorbitanten, bis zur Pazifikküste reichenden Gebietsansprüchen verbunden. In der Debatte um den Kompromiss von 1850 spielte der Beitrittsantrag Utahs im Vergleich zu dem von Kalifornien oder New Mexico eine untergeordnete Rolle.

#### Außenpolitik
Taylor fand die von seinem Vorgänger übernommenen auswärtigen Beziehungen in relativ guter Verfassung vor. Sie hatten nur einige Konflikte niedriger Intensität geerbt, die sich teilweise schon über Jahre hinzogen. Dazu gehörten die Beziehungen zur Zweiten Französischen Republik, Spanien, dem Königreich Portugal und der spanischen Kolonie Kuba. Die meisten dieser Streitigkeiten waren schnell beigelegt. Wie üblich ließ Taylor dem Außenminister freie Hand und bestand nur in wichtigen Staatsangelegenheit auf Konsultation. So war er an der Bestellung von Lawrence zum Gesandten in London und anderen Personalentscheidungen vergleichbarer Bedeutung im diplomatischen Dienst beteiligt. Clayton war wie der Präsident auf dem diplomatischen Parkett gänzlich unerfahren und trat derart ungeschickt auf, dass dies unter anderem zu einer schweren Verstimmung mit Frankreich führte. In diesem Fall ging es um zwei Vorfälle im Mexikanisch-Amerikanischen Krieg, aus denen Frankreich Schadensansprüche ableitete, die der Botschafter Guillaume Tell Poussin in unangemessen aggressiver Weise vorbrachte. Taylor autorisierte deshalb eine Beschwerde an den französischen Außenminister Alexis de Tocqueville, der Poussin abberief. Als Clayton einen Brief Tocquevilles missverstand, antwortete er ihm in einer Serie erzürnter Noten, die die diplomatischen Beziehungen derart belasteten, dass der neue amerikanische Gesandte in Paris William Cabell Rives nicht mehr empfangen wurde. Nachdem Napoleon III. Anfang November 1849 eine Kabinettsumbildung durchgeführt hatte, normalisierte sich das Verhältnis schnell wieder.
Die Beziehungen zu Portugal belasteten Schadensersatzansprüche, die amerikanische Handelsschiffe betrafen und bis in das Jahr 1814 und in die Zeit der Befreiungskriege zurückreichten. Clayton setzte Lissabon ein Ultimatum, das keine zufriedenstellende Reaktion erbrachte. In seiner State of the Union Address drückte Taylor ernste Besorgnis über die Beziehungen zu Portugal aus. Als es zu keinen Fortschritten kam, erhielt Ende Juni 1850 der amerikanische Gesandte James Brown Clay Order, Portugal zu verlassen, sollte Lissabon nicht einlenken. Kurz darauf trat dieser Fall ein; zu dieser Zeit war Taylor bereits tot. Entgegen der Monroe-Doktrin, die jegliche Einmischung fremder Mächte in die westliche Hemisphäre verurteilte, begrüßte Clayton die britische und französische Intervention auf Hispaniola, um den Krieg zwischen dem Kaiserreich Haiti und der Dominikanischen Republik zu unterbinden. Ohne selbst Interesse an einem Kauf Kubas zu haben, fürchtete der Außenminister einen Erwerb der Insel durch Großbritannien. Eine radikale Gruppe um den früheren Außenminister Buchanan drängte auf eine amerikanische Intervention, um dem zuvorzukommen.
Die Polk-Regierung hatte die europäischen Revolutionen 1848/1849 vorsichtig unterstützt, da sie wie die Mehrheit der Amerikaner ihr politisches System für überlegen hielt und deswegen mit Freiheitsbewegungen sympathisierte. So hatte sie im Februar 1849 dem Verkauf und der Umrüstung des Dampfschiffes United States in ein Kriegsschiff der Reichsflotte des Deutschen Reiches von 1848/1849 zugestimmt. Als Taylor Präsident wurde, war der Krieg zwischen Dänemark und Schleswig-Holstein wieder ausgebrochen und die Ausstattung der United States im Hafen New Yorks wegen der Neutralitätsgesetze nicht mehr möglich. Er ordnete deshalb im März den Baustopp an. Das Schiff wurde im Sommer an die Deutschen übergeben und in Hansa umgetauft. Der baldige Zusammenbruch des Deutschen Reiches 1848/1849 führte zur Abberufung von Donelson aus Frankfurt und der Auswanderung vieler Revolutionäre nach Amerika. Im Juni 1849 wurde Ambrose Dudley Mann nach Ungarn entsandt, um die Erfolgsaussichten der dortigen Freiheitsbewegung einzuschätzen, die noch vor seiner Ankunft niedergeschlagen wurde. Diese Unternehmung führte zu Protesten durch den Botschafter des österreichischen Kaiserreichs. Harmonischer verlief die Kooperation mit dem Vereinigten Königreich hinsichtlich der spurlos verschwundenen Franklin-Expedition. Im Januar 1850 ersuchte Taylor den Kongress, eine Suchexpedition unter Führung von Edwin De Haven zu genehmigen. Ende August kam es zu Spannungen mit Madrid, als dem spanischen Konsul in New Orleans vorgeworfen wurde, für die Entführung des Kubaners Juan García verantwortlich zu sein, der unter amerikanischen Schutz gestanden hatte. Taylor gab Clayton Erlaubnis für entschiedenste Gegenmaßnahmen, die sich jedoch durch das Nachgeben der spanischen Behörden in Havanna als überflüssig erwiesen.
Eine langfristigere außenpolitische Belastungsprobe war die Affäre um den aus Venezuela stammenden Narciso López. Dieser hatte während der südamerikanischen Unabhängigkeitskriege in der spanischen Armee gedient, danach für einige Zeit auf Kuba gelebt und war in die Vereinigten Staaten geflohen, als ihm sein Grundbesitz entzogen worden war. Er plante eine Invasion Kubas, nicht nur um sein Eigentum zurückzugewinnen, sondern die ganze Insel in Besitz zu nehmen. In den Südstaaten fand er viele Unterstützer für seine Idee, darunter Mississippis Gouverneur Quitman, die so einen Sklavenstaat für die Union gewinnen wollten. Taylor erfuhr im September 1849, dass López etwa 600 Männer auf einer Insel bei Pascagoula für eine Filibuster-Expedition gesammelt hatte und kurz vor der Abfahrt stand. Er verurteilte diese Aktivitäten als kriminell und entsandte Kriegsschiffe, die die Anhänger López zerstreuten, womit er größeren Erfolg gegen die Filibustierer hatte als seine Amtsvorgänger. Unbeirrt versuchte dieser zu Beginn des Jahres 1850 erneut sein Glück, wobei er ohne Erfolg Robert Edward Lee und Davis eine Teilnahme angeboten hatte. Dieses Mal eroberte López im Mai 1850 unter hohen Verlusten das kubanische Cárdenas, musste aber wieder fliehen, als ihn die einheimische Bevölkerung keine Unterstützung gewährte. Ein spanisches Kriegsschiff verfolgte ihn bis nach Key West, wo er sich den amerikanischen Behörden ergab. Obwohl er in den Südstaaten wie ein Held empfangen wurde, klagte die Taylor-Administration López, Quitman und weitere Beteiligte wegen der Verletzung des Neutralitätsgesetzes an. Erbost nahm Taylor zur Kenntnis, dass eine mit López sympathisierende Jury in drei Prozessen zu keinem Urteil kam, woraufhin die Bundesbehörden alle Anklagen fallen ließen. Trotzdem engagierte sich der Präsident für knapp 50 amerikanische Teilnehmer, die von den Spaniern festgesetzt worden waren und in Gefahr standen, wegen Piraterie hingerichtet zu werden. Entgegen dem Rat seines Kabinetts entsandte er Kriegsschiffe nach Havanna und stellte den spanischen Behörden ein am Ende vollständig erfolgreiches Ultimatum zur Freilassung der Angeklagten, mit der Begründung, diese seien vor Beginn der Invasion aufgegriffen worden.

#### Clayton-Bulwer-Vertrag

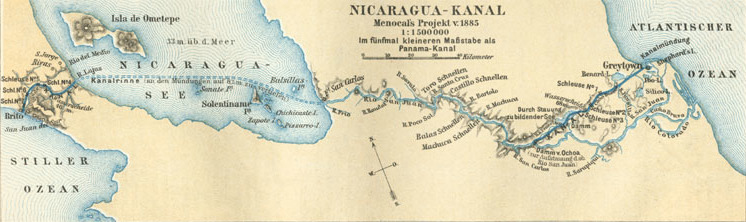
Planung für den Nicaragua-Kanal (Meyers Konversations-Lexikon, 1885)

Der größte außenpolitische Erfolg Taylors war der mit dem Vereinigten Königreich und Irland geschlossene Clayton-Bulwer-Vertrag. Bis zur Jahrhundertmitte hatten sich die Interessen der früheren Gegner und nun führenden Nationen im Welthandel stark angenähert; beide hatten freie Seewege und Förderung des Handels als Ziele. Daher betonte Taylor in seiner State of the Union Address die Freundschaft zu Großbritannien überschwänglich. Trotzdem bestanden weiterhin insbesondere in Mittelamerika Interessenkollisionen. Als 1849 wegen des kalifornischen Goldrauschs ein Menschenstrom an die amerikanische Westküste einsetzte, entwickelten sowohl Washington als auch London verstärkt Interesse an einem zentralamerikanischen Kanal, der Atlantik und Pazifik miteinander verband. Zu diesem Zweck hatten amerikanische Unternehmen bereits Verhandlungen mit der Regierung Nicaraguas begonnen. Großbritannien dagegen hatte ein Protektorat an der Miskitoküste etabliert, um zumindest den östlichen Kanalzugang zu kontrollieren. Im Januar 1848 nahmen sie nach einem kurzen Seegefecht San Juan de Nicaragua ein und installierten einen jungen Miskito als König einer Marionettenregierung.

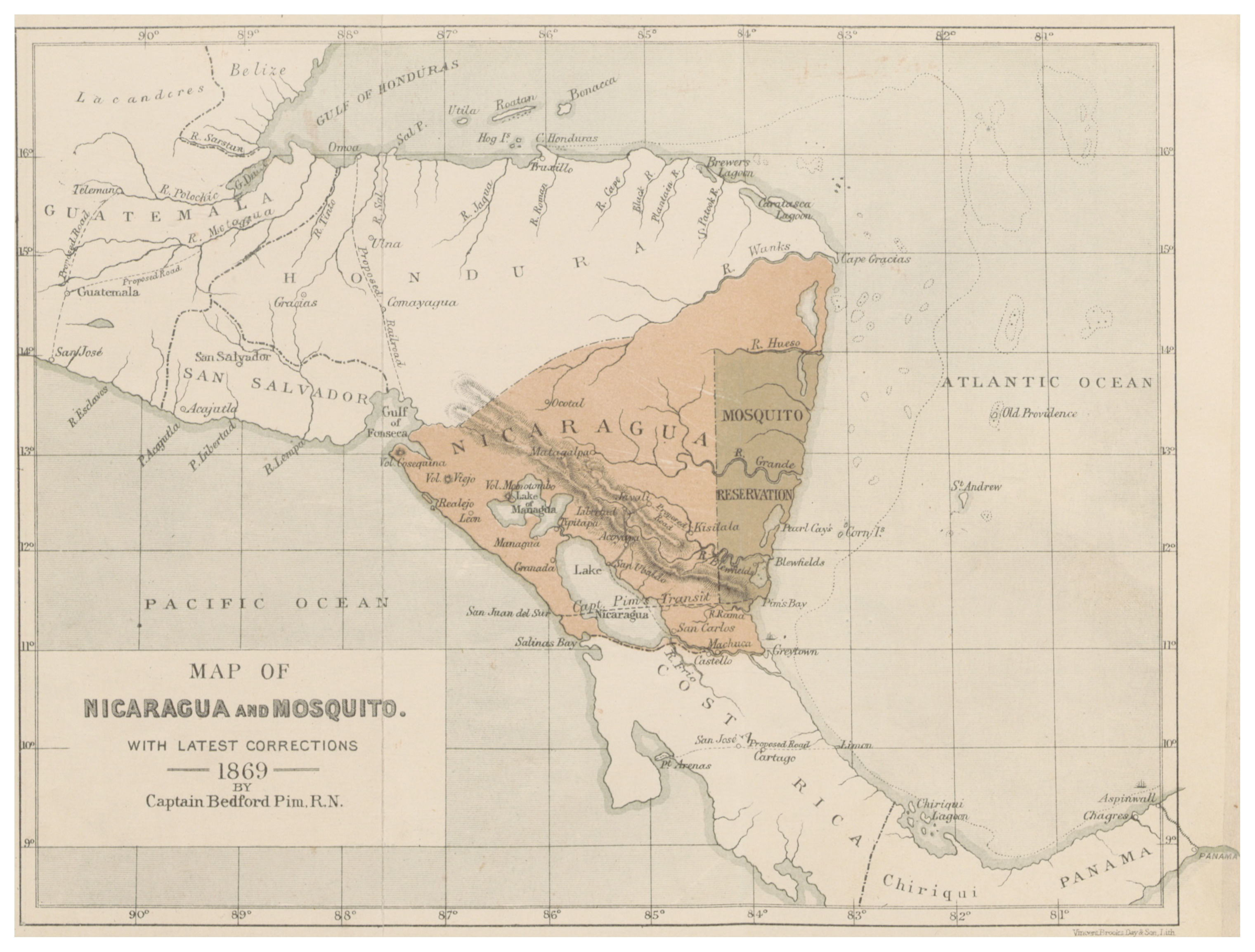
Lage des Miskito-Reservats in Nicaragua (Berthold Carl Seemann und Bedford Pim, 1869)

Noch kurz vor der Präsidentschaftswahl hatten erste Gespräche zwischen den Vereinigten Staaten und Großbritannien in dieser Frage begonnen. In Nicaragua hatte der Gesandte Elijah Hise noch vor seiner Ablösung durch E. George Squire im Juni 1849 einen Vertrag mit Nicaragua ausgehandelt, der Washington gegenüber Managua als Garantiemacht für seine Unabhängigkeit stark in die Pflicht nahm. Taylor legte dieses Abkommen daher nicht dem Senat vor. Squire erreichte eine weit weniger verpflichtende Übereinkunft mit Nicaragua, so dass es nun faktisch zwei parallele Verträge zwischen beiden Staaten gab. Die gleichzeitig stattfindenden und ergebnislos verlaufenden Gespräche in London mit dem britischen Außenminister Lord Palmerston führte noch der Gesandte Bancroft, da der von Taylors berufene Lawrence schwer erkrankt den Posten vorerst nicht antreten konnte. Als bekannt wurde, dass im Squire-Vertrag die Miskitoküste als Teil Nicaraguas anerkannt wurde, sank die britische Verhandlungsbereitschaft.
Aus unbekannten Gründen wurde der Verhandlungsort in der Kanalfrage nach Washington verlegt. Mit Henry Bulwer, der ab Januar 1850 britischer Botschafter in Amerika wurde, trat die Wende ein. Anfang Februar legten Bulwer und Clayton Taylor einen Vertragsentwurf vor. Diesem waren insbesondere die Einlassungen zum britischen Protektorat über die Miskitoküste zu vage, weshalb er um Überarbeitung des Textes bat. Dies geschah bis zum April und hatte bereits die Zustimmung Londons erhalten, als der Präsident es am 22. April dem Senat vorlegte, wobei er das Dokument als ein Wirtschaftsbündnis und eine Absage an die Ausweitung der Manifest Destiny auf Mittelamerika bezeichnete. Beide Seiten versicherten in diesem Abkommen, niemals Herrschaft über Zentralamerika oder exklusive Kontrolle über einen dort zu errichtenden Kanal ausüben zu wollen. Einiges blieb mehrdeutig: Amerika verweigerte die Anerkennung der Miskitoküste, während Großbritannien das Protektorat über diese Region und auch Belize für sich in Anspruch nahm. London sagte aber zu, in Mittelamerika nicht weiter zu expandieren. Taylors Unterschrift unter dieses Gesetz am 4. Juli war der letzte Staatsakt vor seinem Tod. Er unterzeichnete damit ein Gesetz, das noch für Theodore Roosevelt hinsichtlich des Panamakanalbaus ein Problem darstellen sollte. Laut Bauer war der Clayton-Bulwer-Vertrag ein Meilenstein für die auswärtigen Beziehungen der Vereinigten Staaten, weil London die Vorherrschaft Washingtons in Zentralamerika anerkannte und die Monroe-Doktrin ratifiziert werden konnte. Trotzdem seien Taylor und Claytons Fähigkeiten als Außenpolitiker zu begrenzt gewesen, um nicht nur reflexartig zu agieren, sondern aktiv an kohärenten Richtlinien orientiert zu handeln.

#### Galphin-Affäre
Der Ursprung dieser Affäre, die Taylor körperlich schwer mitnahm und zu seinem Tod beigetragen haben könnte, lag in Besitzansprüchen aus der Kolonialzeit. Damals hatte George Galphin gegenüber der britischen Krone berechtigte Ansprüche für seine Unterstützung bei Verhandlungen mit Indianern in der Province of Georgia erworben. Da er sich während der Amerikanischen Revolution den Patrioten und nicht den Loyalisten anschloss, wurde er nie ausgezahlt. Der Senat von Georgia erkannte Galphins Ansprüche zwar an, aber er übergab sie 1835 an den Bund, der genauso wenig Willen wie Atlanta zeigte, sie zu begleichen. Galphins Erben verfolgten beharrlich ihr Recht und wurden seit 1833 von Taylors Kriegsminister Crawford rechtlich vertreten. Während der Präsidentschaft Polks hatten die Galphins den prinzipiellen Streitwert ausgezahlt bekommen, nicht jedoch die von ihnen geforderten Zinsen erheblichen Umfangs. Deshalb hielten sie ihre Klage weiter aufrecht. Inwieweit Taylor mit der Mandantschaft Crawfords vertraut war, ist unbekannt. Im April 1850 kam der Fall ins Kabinett und Johnson und Meredith entschieden, der Forderung nachzukommen, die für damalige Zeiten eine spektakuläre Höhe von knapp 200.000 US-Dollar (2025: ca. 7.200.000 US-Dollar) ausmachte. Crawford erhielt als Rechtsvertreter der Nachkommen Galphins knapp die Hälfte der Summe, auf die er trotz heftiger öffentlicher Kritik nicht verzichtete. Taylor, der stark unter dieser Affäre litt, erwog auf Anraten Sewards eine große Kabinettsumbildung, die er aber nicht mehr in die Tat umzusetzen vermochte. Sie sah vor, Crawford, Johnson, Meredith und Clayton durch Edward Stanly, John Bell, Hamilton Fish und Crittenden zu ersetzen, was ein außergewöhnlich starkes Kabinett ergeben hätte. Noch drei Tage vor seinem Tod verabschiedete der Kongress mit knapper Mehrheit einen Tadel für das Verhalten des Präsidenten in der Galphin-Affäre.

#### Tod

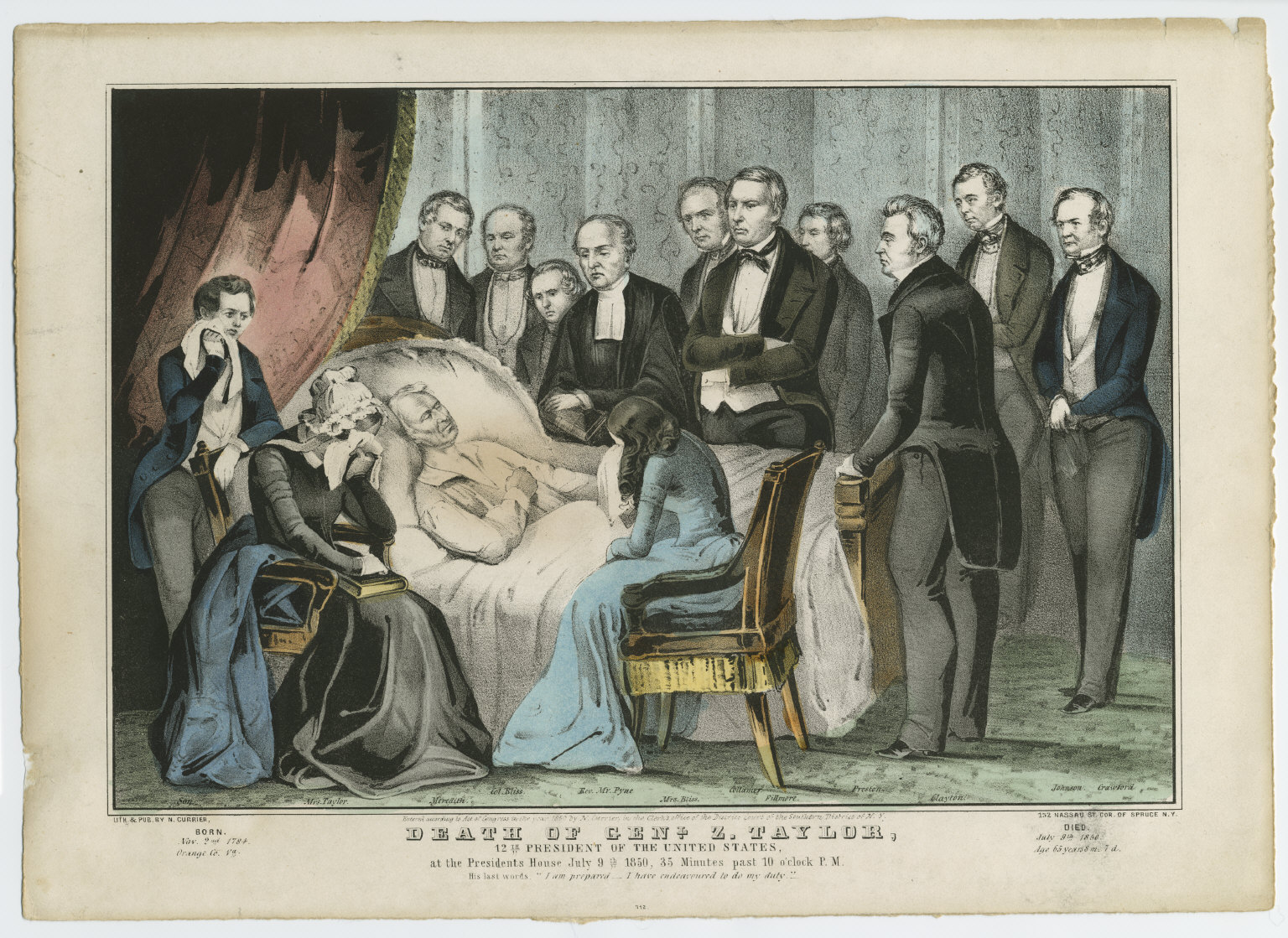
Der Tod von General Taylor (Lithografie von Nathaniel Currier, 1850)

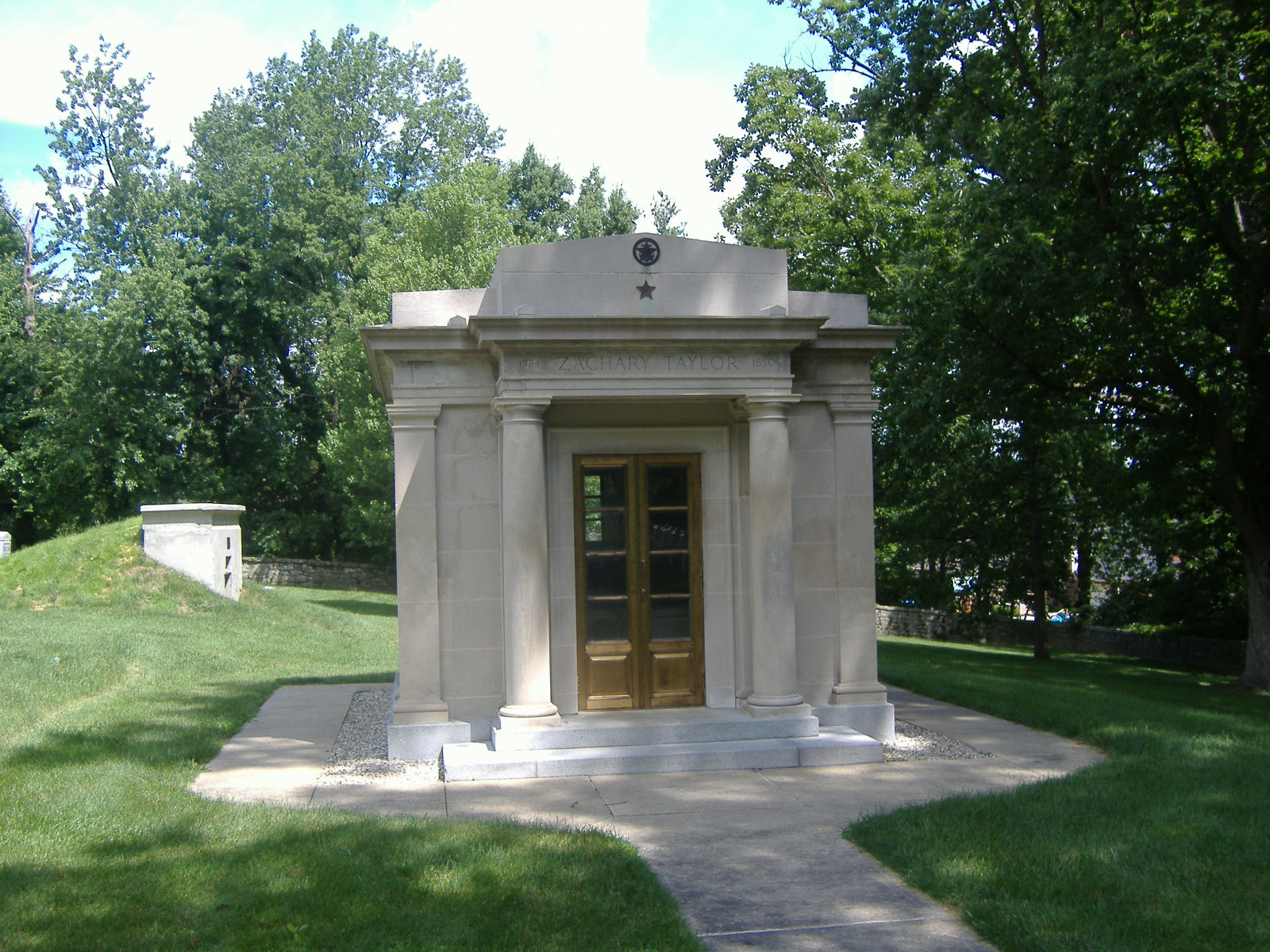
Mausoleum von Zachary Taylor auf dem Zachary Taylor National Cemetery in Louisville (2008)

Am frühen Nachmittag des amerikanischen Nationalfeiertags wohnte Taylor der Grundsteinlegung des Washington Monuments bei. Der Präsident harrte vor der Sonne ungeschützt zwei Stunden in sengender Hitze aus, als er den Reden zu diesem Anlass lauschte. Danach unternahm er einen Spaziergang und kehrte in das Weiße Haus zurück. Dort nahm er große Mengen von Obst sowie eisgekühlte Milch und Wasser zu sich. Insbesondere vor diesen Lebensmitteln waren die Bürger Washingtons gewarnt worden, da die Cholera in mehreren Landesteilen wütete und ein Ausbruch in der Hauptstadt, deren Trinkwasserversorgung und Kanalisation unter mangelnder Hygiene litten, befürchtet wurde. In der Nacht traten erste Beschwerden auf, die ihn erst nicht von den Amtsgeschäften abhielten. Später am Tag zeigte der Präsident alle Symptome einer schweren Gastroenteritis ähnlich derjenigen, an der er im August 1849 erkrankt war. Zur selben Zeit wie Taylor erkrankten auch Seward, Bliss, Clayton und Crawford mit gleicher Symptomatik. Am kommenden Tag, dem 6. Juli, verschlechterte sich der Zustand des Präsidenten so sehr, dass ein Militärarzt hinzugezogen wurde, der ihn mit Kalomel und Opium behandelte und damit kurzfristig eine Verbesserung erreichte. Am 7. Juli verschlechterte sich der Zustand rapide, so dass drei weitere Ärzte hinzugezogen wurden. Am nächsten Tag äußerte Taylor, dass er mit seinem Tod rechne. Am 9. Juli, der Vizepräsident war inzwischen zugegen, verlor er am Abend immer wieder das Bewusstsein und der Kongress unterbrach die laufende Sitzung, nachdem er vom nahen Ende des Präsidenten informiert worden war. Gegen 22 Uhr rief er Margaret zu sich ans Bett, verkündete immer seine Pflicht getan zu haben und bereit zum Sterben zu sein. Danach verlor er das Bewusstsein und starb um 22:30 Uhr. Am nächsten Tag wurde Fillmore am Mittag im Repräsentantenhaus als Nachfolger Taylors vereidigt. Er legte eine sechsmonatige Staatstrauer fest. Danach beruhigten sich wenigstens für einige Zeit die hitzigen Debatten im Kongress und Anhänger wie auch Gegner des verstorbenen Präsidenten wetteiferten darum, dem Nationalhelden des Mexikanisch-Amerikanischen Kriegs ihren Respekt zu bezeugen.
Am 12. Juli fand Taylors Aufbahrung im East Room des Weißen Hauses statt. Am Tag darauf wurde er bis zu seiner geplanten Überführung nach Kentucky auf dem Congressional Cemetery in der Hauptstadt beigesetzt. Der Trauerzug hatte ungefähr 100.000 Besucher und startete in den frühen Morgenstunden im East Room mit Bestattungsriten im Beisein von Familie und des Kabinetts Fillmore, während alle militärischen Einrichtungen der Umgebung Salut schossen. Die von Trauer überwältigte Witwe blieb der von General Scott organisierten Prozession am frühen Nachmittag fern und verließ das Weiße Haus nicht. Den Leichenwagen zogen acht weiße Pferde zum etwas über 3 km entfernten Friedhof. Als militärisches Zeichen der Trauer begleitete „Old Whitey“ als reiterloses Pferd mit verkehrt in die Steigbügel gesteckten Stiefeln den Marsch. Auf dem Congressional Cemetery wurde Taylor übergangsweise in einer Gruft beigesetzt, wobei die Trauerrede ein Geistlicher der Episkopalkirche aus Georgetown hielt. Im Oktober wurde der Leichnam von seinem Bruder Joseph Taylor und Bliss nach Kentucky überführt und am 4. November 1850 in ein Mausoleum auf dem Familienfriedhof nahe Louisville umgebettet. Die Bitte des Stadtrats von Frankfort, den früheren Präsidenten in der Hauptstadt Kentucky beisetzen zu lassen, lehnte Margaret Taylor ab. Er hinterließ seiner Familie ein Vermögen von an die 200.000 US-Dollar (Wert 2025: ca. 7.200.000 US-Dollar). Gerüchte, Taylor sei vergiftet worden, verstummten nie und führten 1991 zur Exhumierung seiner Überreste. Die gerichtsmedizinische Untersuchung ergab, dass er eines natürlichen Todes gestorben war.

## Nachleben

### Historische Bewertung
Von den persönlichen Dokumenten Taylors ist nur sehr wenig erhalten. Die Library of Congress bewahrt zu ihm eine Sammlung von ungefähr 650 Manuskripten auf. Den Großteil der Zachary Taylor Papers machen Briefe und Familiendokumente aus; daneben sind Geschäftspapiere und Akten zur Militärlaufbahn enthalten. Die detaillierteste Biographie lieferte Holman Hamilton mit dem zweibändigen Werk Zachary Taylor: Soldier of the Republic und Zachary Taylor: Soldier in the White House (1941, 1951). Ein weiteres Standardwerk zum zwölften Präsidenten ist K. Jack Bauers Zachary Taylor: Soldier, planter, statesman of the old Southwest (1985). Als gleichfalls lesenswert stuft der Historiker Jörg Nagler The Presidencies of Zachary Taylor and Millard Fillmore (1988) von Elbert B. Smith, Zachary Taylor (1967) von Brainerd Dyer sowie Old Rough and Ready: The Life and Times of Zachary Taylor (1946) von Silas Bent und Silas Bent McKinley ein, wobei Smith das tendenziell negative Urteil über Taylor zu revidieren versucht. Neuere, einführende Biographien sind Zachary Taylor (2005) von Jeremy Roberts sowie das Buch gleichen Titels von John S. D. Eisenhower, das 2008 erschien. Ein Überblick zur Forschungsliteratur über Zachary Taylor bis zum Jahr 1987 wurde von Bauer und Carol B. Fitzgerald herausgegeben.
Benton und viele der Zeitgenossen sahen in Taylors vorzeitigem Ableben einen verhängnisvollen Schicksalsschlag für die Nation. Sein Renommee, die Tatsache, dass er als Sklavenhalter die Expansion dieser Institution ablehnte, und seine unbeirrte Treue zur Union hätten ihm nach ihrer Ansicht das Potenzial gegeben, die Streitfragen der Zeit zu lösen. McPherson betrachtet Taylor als „einen free soil-Wolf im Schafspelz des Hüters der Einzelstaatsrechte“. Er habe Kalifornien und New Mexico direkt als Bundesstaaten aufnehmen wollen, um „das Patt in der Sklavenfrage mit einem Flankenangriff zu brechen“. Bauer sieht die Ablehnung der Expansion der Sklavenwirtschaft möglicherweise darin begründet, dass Taylor in den letzten Lebensjahren erkannte, dass die lukrativen Zeiten billigen Landes und hoher Baumwollpreise vorbei seien, weshalb er privat in Handel, Gewerbe und ganz kurz vor seinem Tod in Bankaktien zu investieren begonnen habe. Mit seinem Kampf gegen die Ausbreitung der Sklaverei und der Abkehr von der Manifest Destiny in Mittelamerika habe er wie kaum ein anderer Präsident das von ihm erwartete Rollenmodell eines Pflanzers und Generals auf den Kopf gestellt.
Laut John Eisenhower wäre durch Taylors wahrscheinliche Wiederwahl Amerika die mit der Präsidentschaft von Franklin Pierce verbundene Misere erspart geblieben und der Lauf der Geschichte ein anderer gewesen. Er zog als einer der politisch unerfahrensten Amtsinhaber der amerikanischen Geschichte in das Weiße Haus und versuchte dies durch Ad-hoc-Entscheidungen zu kompensieren; zudem war seine Regierung für die kommenden Herausforderungen eine der am unzureichendsten vorbereiteten. Kein Punkt zeige so deutlich Taylors politische Naivität, wie das fehlende Bemühen um eine seine Regierung unterstützende Fraktion. Seine Ideen zur Lösung der drängenden Fragen der Zeit fanden in Senat und Repräsentantenhaus daher kaum Gehör. Das einzige zu Lebzeiten abgeschlossene politische Vorhaben war der Clayton-Bulwer-Vertrag. Taylor habe mehr als militärischer Führer denn als Präsident seinen Platz in der nationalen Erinnerung. Die öffentliche Wahrnehmung ähnele der von anderen Präsidenten mit militärischem Hintergrund, zu denen neben ihm vor allem Washington, Jackson, Ulysses S. Grant und Dwight D. Eisenhower gehörten. Sie wiesen einige Gemeinsamkeiten auf: Alle fünf zögerten, die politische Bühne zu betreten, bemühten sich vergeblich um Überparteilichkeit und waren gegenüber ihren Regierungsmitarbeitern zu vertrauensselig. Mit Washington und Jackson habe er gemeinsam, dass sein Umgang mit den Ministern dem eines Feldherren mit seinen Generalen geähnelt habe: Er erteilte klare Aufträge, überließ ihnen dabei freie Hand und schritt erst in Krisensituationen ein. Das Kabinett habe er ähnlich einem Kriegsrat genutzt, um sich die Einschätzungen der Untergebenen einzuholen. Taylors politische Überzeugungen richteten sich demnach nach Jefferson aus; insbesondere seine Ansichten zur Begrenztheit der Exekutivmacht des Präsidenten hatten ihn zum Maßstab. Bauer sieht ihn vor allem konservativ in einem pragmatischen Sinne geprägt, was sich am deutlichsten in seiner Außenpolitik der zaghaften Unterstützung der Revolutionsbewegungen in Deutschland und Ungarn gezeigt habe. In Mittelamerika haben seine außergewöhnliche Zurückhaltung und Vernachlässigung der Monroe-Doktrin eine Annäherung an Großbritannien ermöglicht. Innenpolitisch wäre bei einer längeren Amtszeit ein präsidialer Schwerpunkt auf der Förderung der Industrialisierung in den Mittelatlantikstaaten erwachsen.
Taylor war nur geographisch ein Mann des Südens und stellte, möglicherweise durch seinen militärischen Werdegang bedingt, die Einheit der Vereinigten Staaten über regionale Sonderinteressen, was das Hauptmotiv seiner Präsidentschaft wurde. In dieser Hinsicht weist er viele Gemeinsamkeiten mit dem Nationalismus Präsident Jacksons auf. Insgesamt überwiegt laut Nagler eine negative Bewertung der Präsidentschaft Taylors, die politische Unerfahrenheit des Generals „führte zu Handlungen, die der komplexen politischen Situation nicht gerecht wurden“. Taylor hatte ein einfaches, schwarzweißes Weltbild, das bei jedem Gesetzesverstoß eine sofortige Reaktion verlangte.
Als Persönlichkeit war er rätselhaft, so dass die Ansichten der Zeitgenossen wie zum Beispiel die der engen Weggefährten Davis und Hitchcock über ihn sehr widersprüchlich waren. Laut Eisenhower hängt dies damit zusammen, dass Taylor in zwei Parallelwelten lebte. In einer war er ein wirtschaftlich erfolgreicher Pflanzer aus privilegierten Verhältnissen, der ein glückliches Familienleben führte. Das Militär aber war der bestimmende Faktor seines Lebens; er sah sich vor allem als Soldat und weniger als Pflanzer. Diese Karriere verlangte ihm große Mühen ab, und er brauchte lange Zeit, bis er Oberst wurde, während andere seiner Generation an ihm vorbeizogen. Dadurch scheint er ein grundsätzliches Misstrauen gegenüber anderen Stabsoffizieren entwickelt zu haben. Er war sicher kein Intellektueller und zeigte außer an Neuerungen in der Landwirtschaft wenig geistige Interessen. Übereinstimmend berichten Zeitzeugen wie John Pope über Taylors explosive Temperamentsausbrüche, die bereits durch Kleinigkeiten ausgelöst werden konnten, sowie seinen verschrobenen Humor, mit dem er erstaunten Besuchern einen Bauerntölpel vorspielte. Ein weiteres klar erkennbares Wesensmerkmal ist seine Sturheit; von einmal getroffenen Entschlüssen ließ er sich weder als militärischer noch als politischer Führer abbringen. Zum fehlenden Einblick in Taylors Persönlichkeit trug maßgeblich bei, dass seine persönlichen Aufzeichnungen während des Sezessionskrieges verloren gingen, als Unionstruppen das Haus seines Sohnes Richard zerstörten, der Generalmajor der Konföderierten war.
In der von Arthur M. Schlesinger, Sr. im Jahr 1948 erstmals durchgeführten und 1962 sowie 1996 durch seinen Sohn Arthur M. Schlesinger wiederholten systematischen Expertenbefragung zur Bewertung der Präsidentschaften landete Taylor 1997 in der fünften („Unter Durchschnitt“) von sechs Kategorien, womit er sich in Gesellschaft von Calvin Coolidge, Millard Fillmore und John Tyler befand. Bei einer anderen, seit 2000 mehrfach wiederholten Expertenbefragung auf C-SPAN erreichte Taylor Plätze von 28 bis 35.

### Ehrungen und Denkmäler

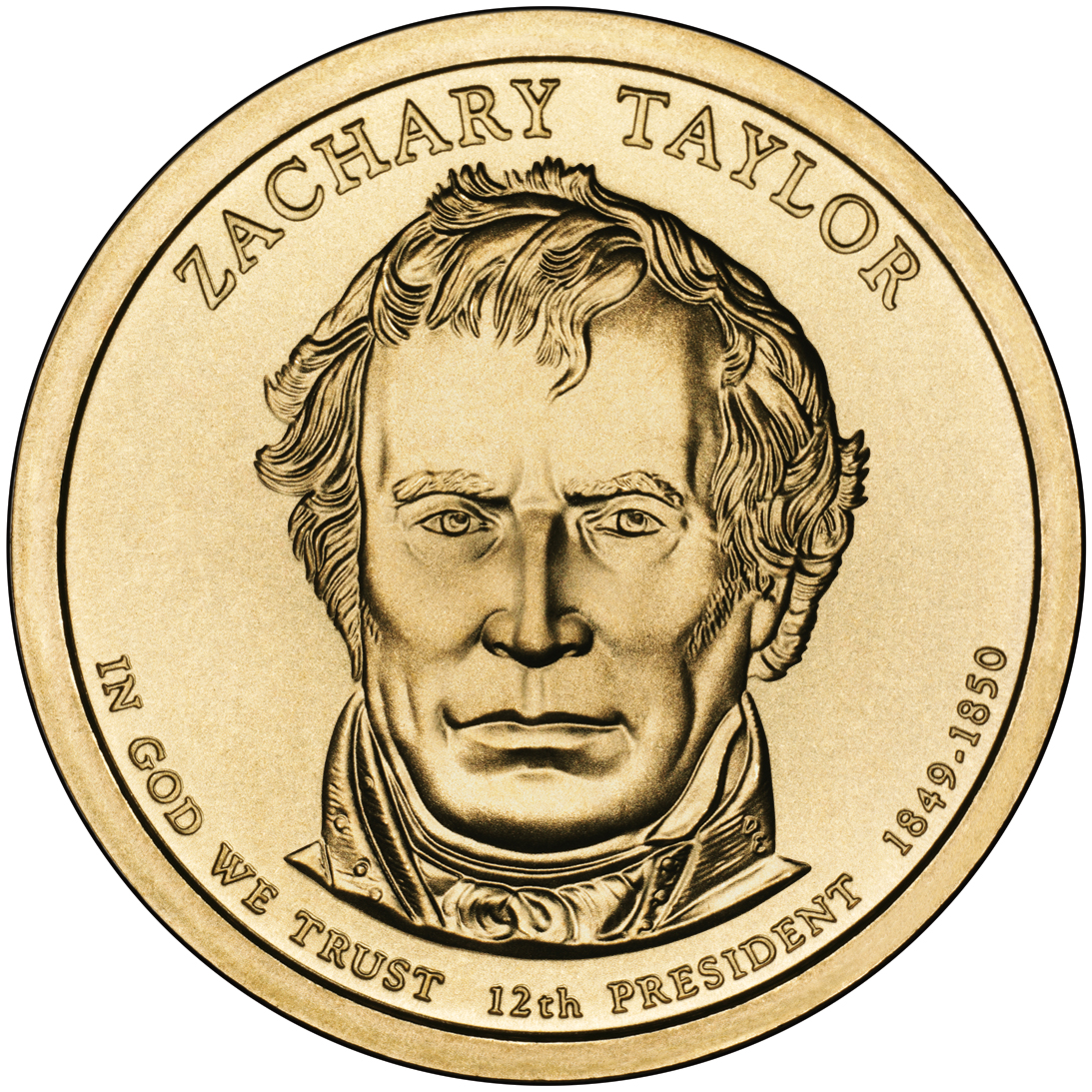
Taylor auf einem Präsidentendollar

Im Juli 1846 und im März 1847 wurde Taylor vom Kongress für seine militärischen Leistungen am Rio Grande mit der Congressional Gold Medal ausgezeichnet.
Das Zachary Taylor House, in dem Taylor aufwuchs, ist im National Register of Historic Places (NRHP) verzeichnet und hat seit 1961 den Status einer National Historic Landmark. Der Zachary Taylor National Cemetery, auf dem der Präsident bestattet liegt, ist als Historic District im NRHP eingetragen.
1928 erhielt der Friedhof vom Kongress den Status eines Nationalfriedhofs. Nach seinem Tod wurde Fort Zachary Taylor auf Key West, wo sich heute der Fort Zachary Taylor Historic State Park befindet, nach ihm benannt. Dieses Fort ist gleichfalls im NRHP eingetragen und ein anerkanntes National Historic Landmark. Außerdem sind Taylor County in Florida, Taylor County in Georgia, Taylor County in Iowa und Taylor County in Kentucky nach ihm benannt. Des Weiteren trägt der Vulkan Mount Taylor in New Mexico seit 1849 seinen Namen. Die 2007 gestartete Serie der Präsidentendollar prägte im Jahr 2009 Münzen mit den Porträts von Harrison, John Tyler, Polk und Taylor.

## Filme
- Life Portrait of Zachary Taylor auf C-SPAN, 31. Mai 1999, 134 Minuten (englischsprachige Dokumentation und Diskussion mit den Historikern Clara Rising und Elbert B. Smith sowie geführter Tour durch das Zachary Taylor House)